# Liljesten

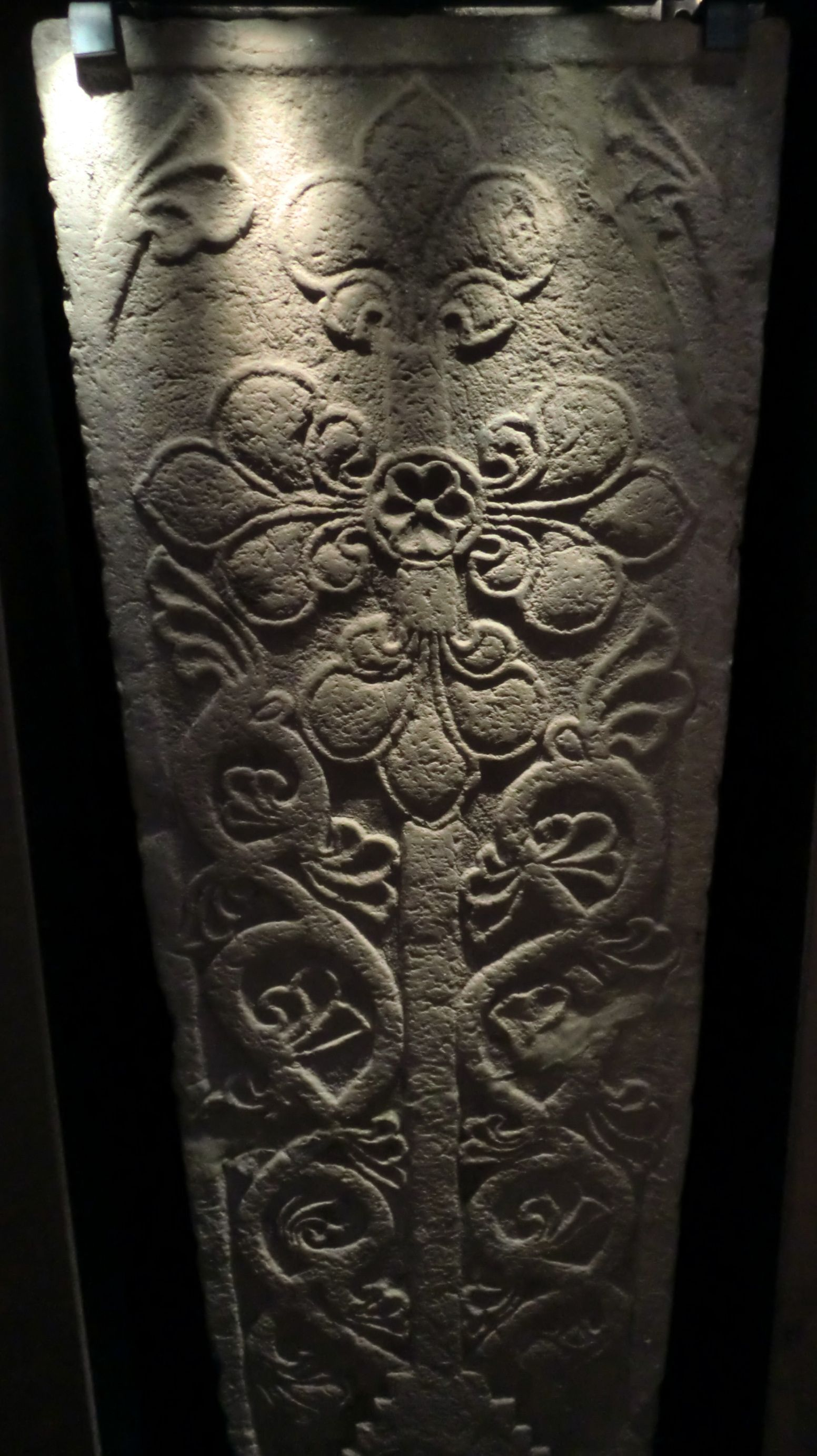
Liljesten av stavtyp från Edåsa kyrka, sydost om Skövde. Utställd på Västergötlands museum i Skara.

En liljesten är en medeltida stenhäll, i regel med stiliserade växter som motiv, som enbart förekommer i Sverige, främst i det medeltida Skara stift. De plana stenhällarna är nästan uteslutande huggna i sandsten och oftast trapetsformade, vilket i detta sammanhang innebär att de är något bredare upptill än nertill. Bilderna i huggen relief har växtmotiv och kristna symboler som täcker större delen av ytan. Detta motiv har tolkats som livets träd, en för nästan alla religioner gemensam symbol för uppståndelse och evigt liv.
Enligt inventering förekommer femton olika typer av kors på stenarna. Postament, det vill säga fot eller stöd nederst i motiven finns i åtta olika varianter, mest som en trappstegsformad eller rundad kulle i vilken livsträdet slagit rot. Liljestenarnas livsträd har ibland tolkats vara en utveckling ur stavkorshällen, en enklare variant av bildsten utan växtmotiv och med bara ett kors, stav samt någon form av postament. Staven på stavkorshällen har därefter blivit utsmyckad med blad och grenar, medan själva korset omvandlats och fått knoppar och blad enligt denna tolkning.
Liljestenarnas syfte, varifrån impulsen att tillverka dessa kom, motivens ursprung, varför koncentrationen är så stark i just Västergötland, hur många som kunde vara inblandade i tillverkningen och varför denna plötsligt upphörde, är fortfarande diskussionsämnen både mellan forskare inom olika ämnesområden och intresserade privatpersoner.

## Om liljestenar och stavkorshällar

### Inventeringar

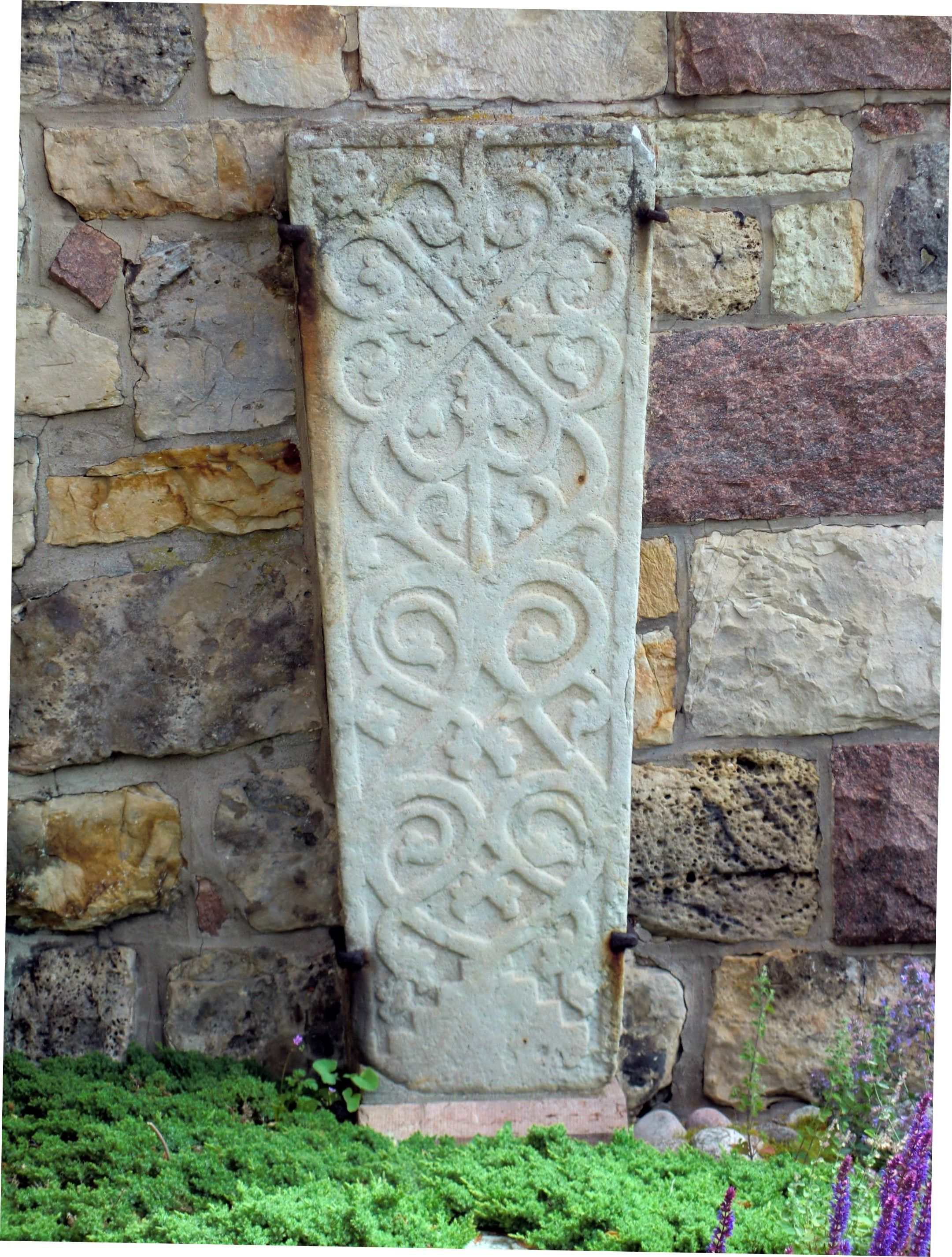
Liljesten av slingtyp krönt med kotshanakkors från Björsäters kyrka i Mariestad.

På 1950- och 1960-talet försökte generallöjtnant Folke Högberg, medlem av Skövdeortens Hembygds- och Fornminnesförening, att genomföra en heltäckande inventering av liljestenar och stavkorshällar med en blandning av beskrivningar, teckningar och foton. Han hade 1967 registrerat 338 liljestenar och 102 stavkorshällar.
Då ytterligare liljestenar upptäckts, samt behov fanns att göra om inventeringen med modernare teknik, påbörjades hösten 2004 en inventering med hjälp av arkeologer vid Vänermuseet i Lidköping. I uppdraget ingick att med utgångspunkt från Högbergs arbete inventera alla Sveriges liljestenar och också kontrollera stenarnas skadestatus, tillverkningsteknik, fotografera dem med digitalkamera, positionsbestämma med GPS och dokumentera i sökbar databas (FMIS). Inventeringen med efterföljande kompletteringar och utgivande av katalog var avslutad 2007. Avsikten var också att dokumentera alla stavkorshällar, men då dessa finns i ett betydligt större spridningsområde begränsades inventeringen av dessa till samma område som liljestenarna. Undantaget är Gotland där två liljestenar dokumenterats, men ingen inventering av stavkorshällar gjordes. Totalt dokumenterades 401 liljestenar och 123 stavkorshällar.

### Geografiskt område

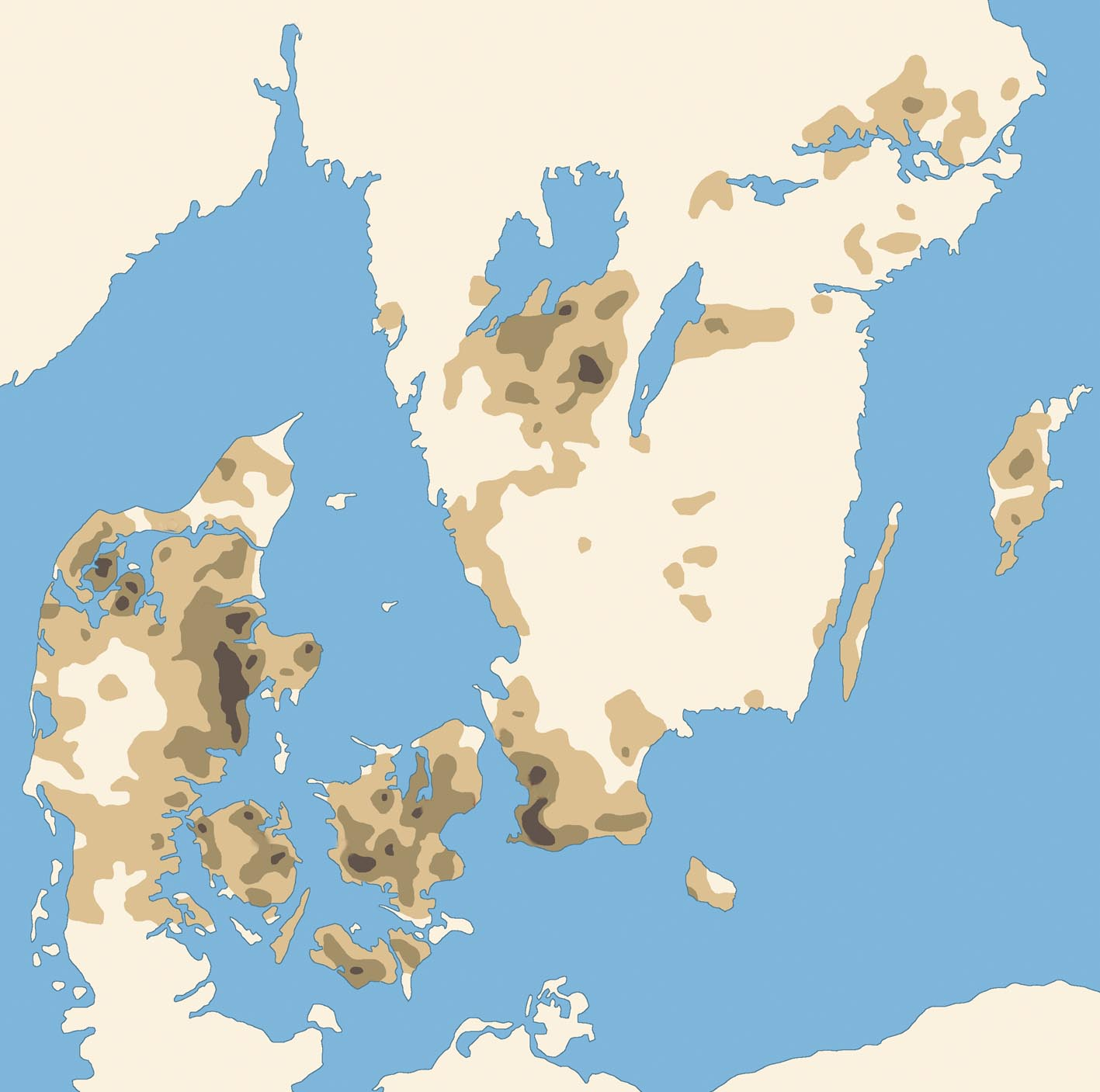
Karta över medeltida församlingskyrkor i södra Skandinavien. Mörk färg anger mindre än 2,5 km mellan kyrkorna. Ljusare 2,5–5 km, och ljusast färg anger 5–7,5 km mellan kyrkorna.

De allra flesta liljestenar är funna inom ett område som sträcker sig från Götaälvdalen i väster till området väster om Vättern i öster, samt från Värmland i norr till Ätrandalen i söder. Detta område sammanfaller på ett ungefär med det medeltida Skara stift. Tre liljestenar finns enligt Vänermuseets inventering i Bohuslän, tre i Dalsland, fem i Värmland, två på Gotland och en i Uppland. De övriga, det vill säga 387 liljestenar, finns i Västergötland varav över hundra på, eller i omedelbar närhet av Kinnekulle. I detta "liljestensområde", framförallt söder om Vänern, finns också en koncentration av stavkorshällar. Dessa har ett större spridningsområde och förekommer förutom på många platser i Sverige, också i öst- och västlig kristenhet i Europa.
Ofta förekommer liljestenar och stavkorshällar i anslutning till romanska stenkyrkor, framförallt i de kyrkliga centralorterna Skara, Husaby och Falköping. De saknas nästan helt i områden där skattebönder dominerat. Dessutom är de vanliga i kyrkor med västtorn, något som brukar tyda på ett stormannainflytande.

### Datering

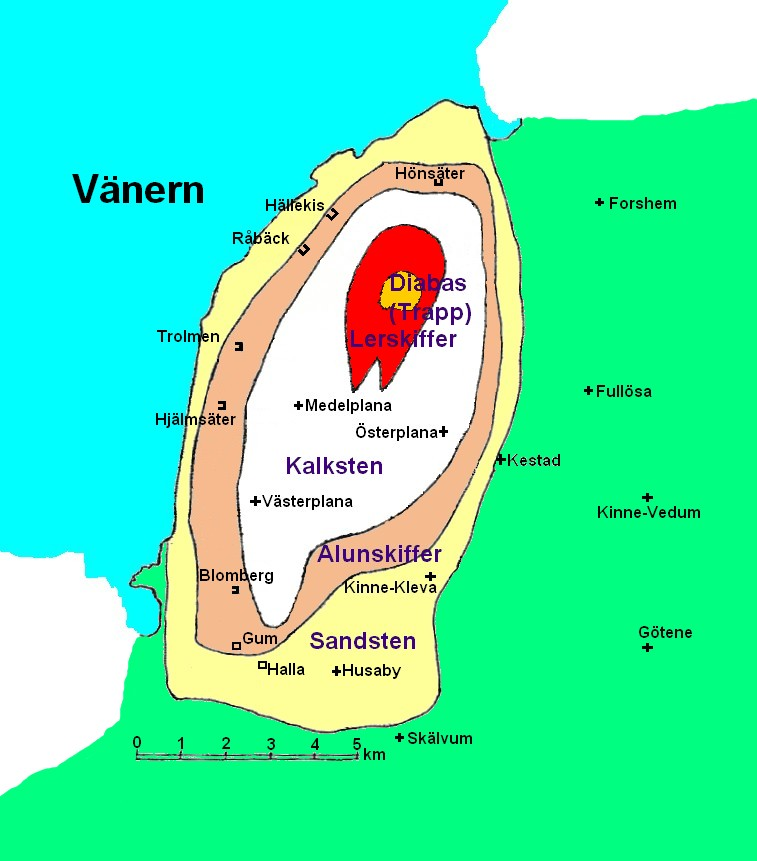
Lagerföljden i Kinnekulles sedimentära bergarter, samt medeltidskyrkor och större gårdar.

Den förmodade tidpunkten för tillverkningen av liljestenar och stavkorshällar har varierat mellan 900-tal och 1300-tal. Arkeologen Leif Gren och amatörforskarna Leon Rhodin, Verner Lindblom och Kerold Klang har i en bok och flera artiklar framfört teorin om att dateringen av stenarna kan härledas ur de motivförebilder som finns i bysantinsk och rysk konst. Detta, menar de, ger en datering av stenarna till 900- till 1000-talet, och att tillverkningen troligen upphörde då katolska kyrkan fått full kyrklig kontroll. Detta skedde senast 1104 då Lund blev nordiskt ärkebiskopssäte.
Ett antal forskare har invändningar mot en så tidig datering. En anledning är att stenarna praktiskt taget utan undantag kan knytas till romanska stenkyrkor från 1100-talet, och motsvarigheter till den stenhuggarteknik som utvecklades då, saknades tidigare. Dessutom finns liljestensornamentik på flera olika dopfuntar, vilka för övrigt dateras till 1200-talet. Det innebär att liljestenarna tidsmässigt skulle höra samman med den romanska konsten med datering 1100- och 1200-talen. I Grolanda kyrka i Västergötland fann man 1953 en stavkorshäll som förmodades vara i ursprungligt läge över en grav, vilken även innehöll ett silvermynt från tidigt 1200-tal. Av de fåtal, mindre än tio, liljestenar med runinskrift så har samtliga dessa stenar en språklig dräkt som röjer hur 1200- och 1300-talets svenska talades.

### Tillverkning
Bland de forskare som anser att liljestenarna tillverkades av samma personer som utsmyckade kyrkorna som byggdes vid samma tid, 1100- till 1200-talet, finns också en samstämmighet om var råvaran kommer ifrån. Liljestenarna är nästan undantagslöst tillverkade i sandsten. Detsamma gäller för flertalet av övriga monument, samt flertalet av kyrkorna på Kinnekulle och Kålland. Eftersom tillgången på sandsten är god vid Kinnekulle, och kända sandstensbrott finns, bland annat vid gårdarna Gum och Halla, har materialet troligen hämtats därifrån. I Falköpingstrakten finns motsvarande sandstensbrott vid Mösseberg.
Inga kända liljestenar har signerats av sina tillverkare. De stenmästare som var verksamma med kyrkobyggande, förutsätts också ha utfört reliefer på kyrkväggarna, dopfuntar och gravvårdar samtidigt. Några forskare, till exempel arkeologiprofessor Åke Hyenstrand, ansåg att liljestenarna började tillverkas då stenkyrkobyggandet började att avta. Det skulle innebära att liljestenstillverkningen var ett sätt att hålla uppe sysselsättningen i stenverkstäderna. De stenmästare man däremot känner namnet på som tillverkare av tidigmedeltida dopfuntar är Roglinus, Othelric och Harald. Vissa stenmästare känns igen på sin konstnärliga stil, och namnges efter platsen för sitt konstverk, till exempel Ottravadsmästaren och Forshemsmästaren. Då flera av dessa stenmästare var verksamma mycket tidigt under 1100-talet är deras eventuella medverkan vid liljestenstillverkning i slutet av 1100-talet osäker.

### Bemålning
Som efterarbete i samband med Vänermuseets inventering, togs år 2008 prover på tretton stenar som bedömdes ha spår av färg på relief eller bottenyta. Inget organiskt material fanns i proverna, som alltså inte kunde åldersbestämmas. Proverna analyserades inledningsvis av personal vid arkeologiska forskningslaboratoriet vid Stockholms universitet. Tio färgprover valdes ut att genomgå analys med svepelektonmikroskop (SEM) samt energidispersiv röntgenfluorescensspektrometri (EDS). Resultatet visade att de flesta av färgproverna bar spår av minst en färg. I de flesta fall järnoxid, varierande mellan rött, orangegult och orange. Dessutom visade flera av färgproverna spår av silver i sådan mängd att det måste ha varit medvetet påfört.

### Sekundär användning

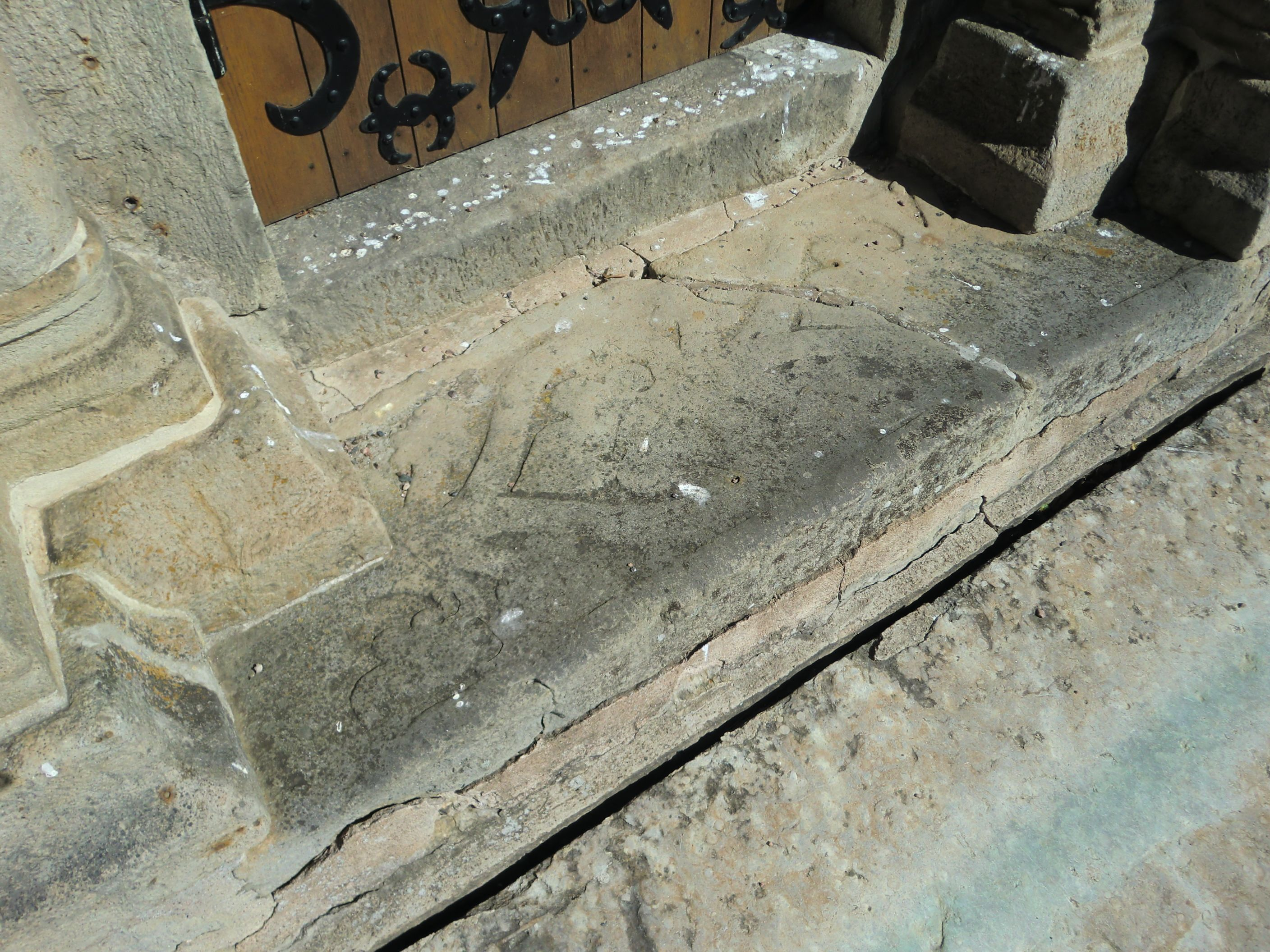
Liljesten inmonterad som trappsteg vid södra ingången på Forshems kyrka.

Vissa liljestenar har inskriptioner som visar att de använts som gravstenar på 1600-talet. De långa raka kanterna har också utnyttjats genom att stenarna murats in som trappsteg, eller som dekoration runt fönster och dörrar i olika kyrkor. Vid Kinne-Vedums kyrka användes tidigare en liljesten som fotskrapa, och vid Vänermuseets inventering hittades också ett fragment av en liljesten som fundament till en dieseltank vid en näraliggande gård.

### Identitetsskapare
Stenarnas starka koncentration till Västergötland, det påkostade arbetet och kopplingen till Sveriges första kristna tid, har enligt arkeolog Annelie Nitenberg gjort att liljestenarna blivit en fornlämningskategori med identitetsskapande funktion. Detta förstärks av den blygsamma forskningen kring stenarna, och att många frågor kring dem fortfarande är olösta.

## Begrepp
I sina arbeten har forskare använt olika uttryck för att beskriva och klassificera stenarna.

### Kantlisthäll
Några forskare, bland annat arkeolog Harald Widéen på 1930-talet och konstvetaren Markus Dahlberg på 1990-talet, har använt begreppet kantlisthäll som ett försök att beskriva både liljestenar och stavkorshällar med ett ord. De syftar då på den utsparade kantlisten i stenarnas relief som är mycket vanlig för båda typerna. Eftersom elva liljestenar och ett sextiotal stavkorshällar saknar kantlist täcker inte begreppet in alla inventerade stenar.

### Dubbelsten och enkelsten
En sten med dubbel uppsättning ornamentik på vardera sidan av en avdelande mittlist kallas dubbelsten, i annat fall enkelsten. Både liljesten och stavkorshäll kan förekomma som dubbelsten.
Den allmänna uppfattningen bland de som anser att liljestenarna är gravhällar, är att dubbelstenarna legat över äkta makars gravar. Oftast är de båda fälten på en dubbelsten olika mönstrade. Måtten för en enkelsten är mellan 1,5 och 2,5 meter i längd, och mellan 0,5 och 1 meter som bredast. Dubbelstenarna varierar mellan 1,67 och 2,08 meter i längd, och 0,8 - 1,3 meter som bredast. Liljestenar finns även i miniformat (under 1,5 meter i längd) där enkelstenarna varierar mellan 0,7 och 1,45 meter i längd, och 0,35 - 0,61 meter som bredast.

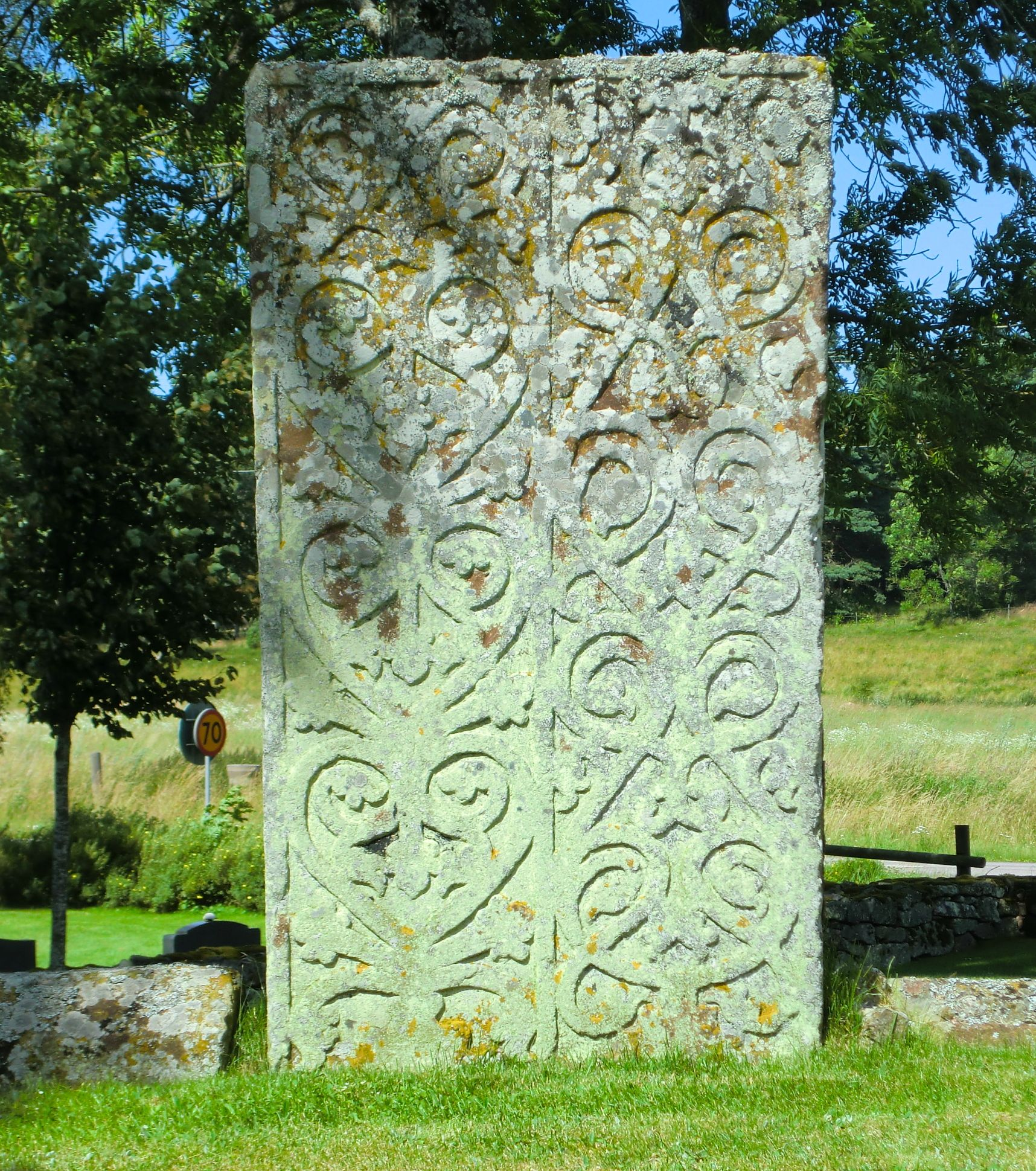
Dubbelsten (palmett- och slingtyp), från Kinne-Vedums kyrka, vid Kinnekulle.
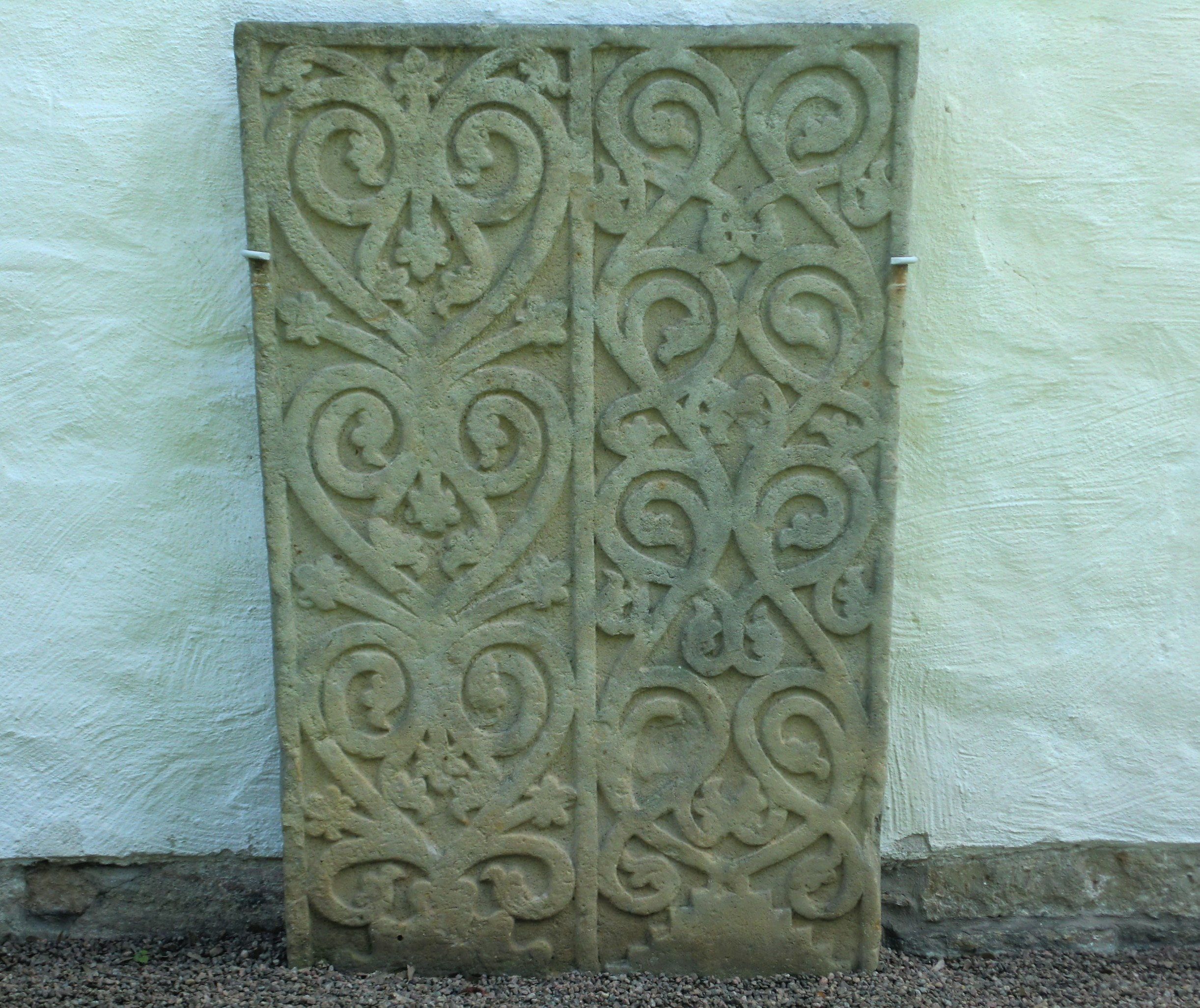
Dubbelsten från Götene kyrka nära Kinnekulle.
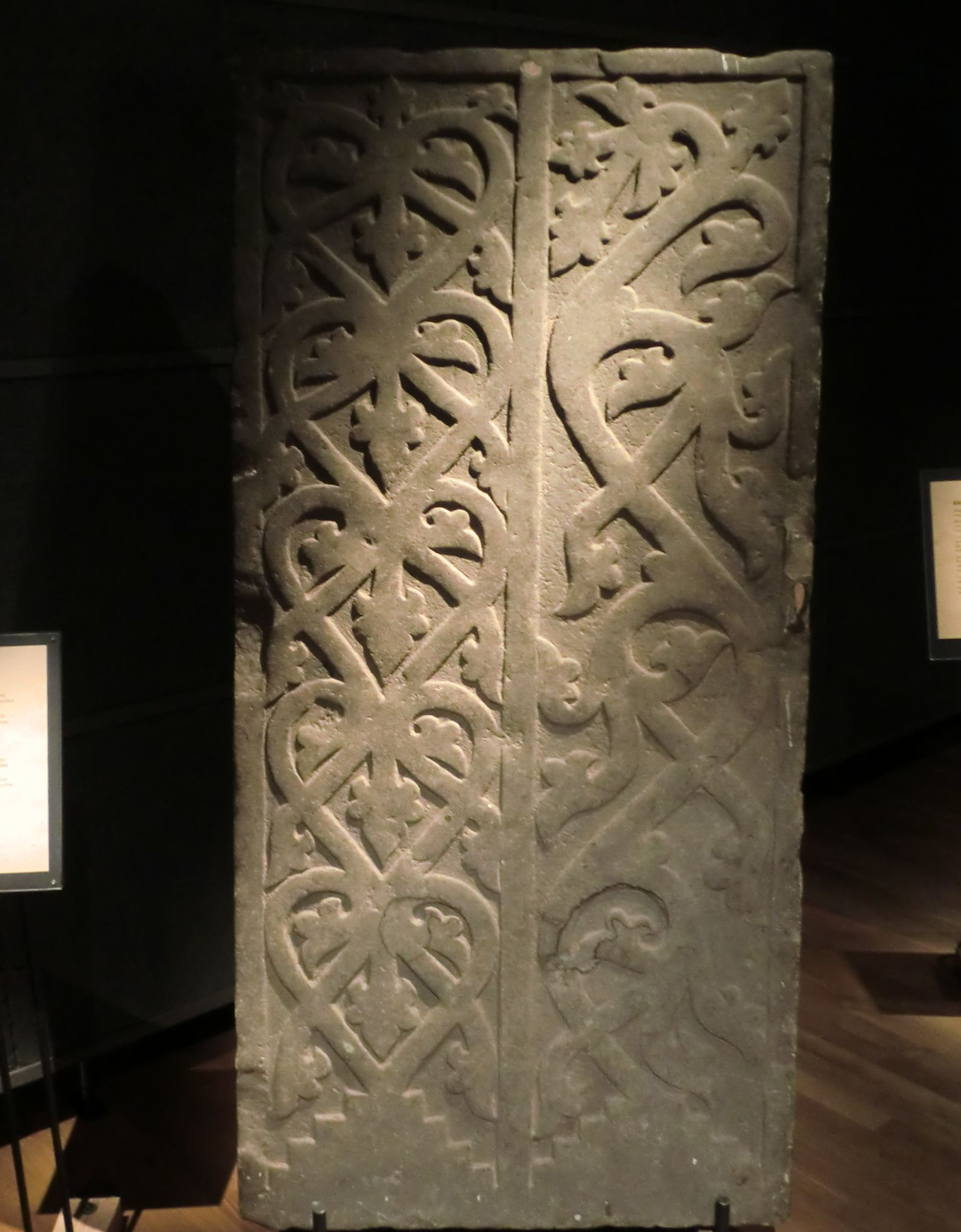
Dubbelsten från Lugnås kyrka, Mariestad. Utställd på Historiska museets Vikingautställning, Stockholm.
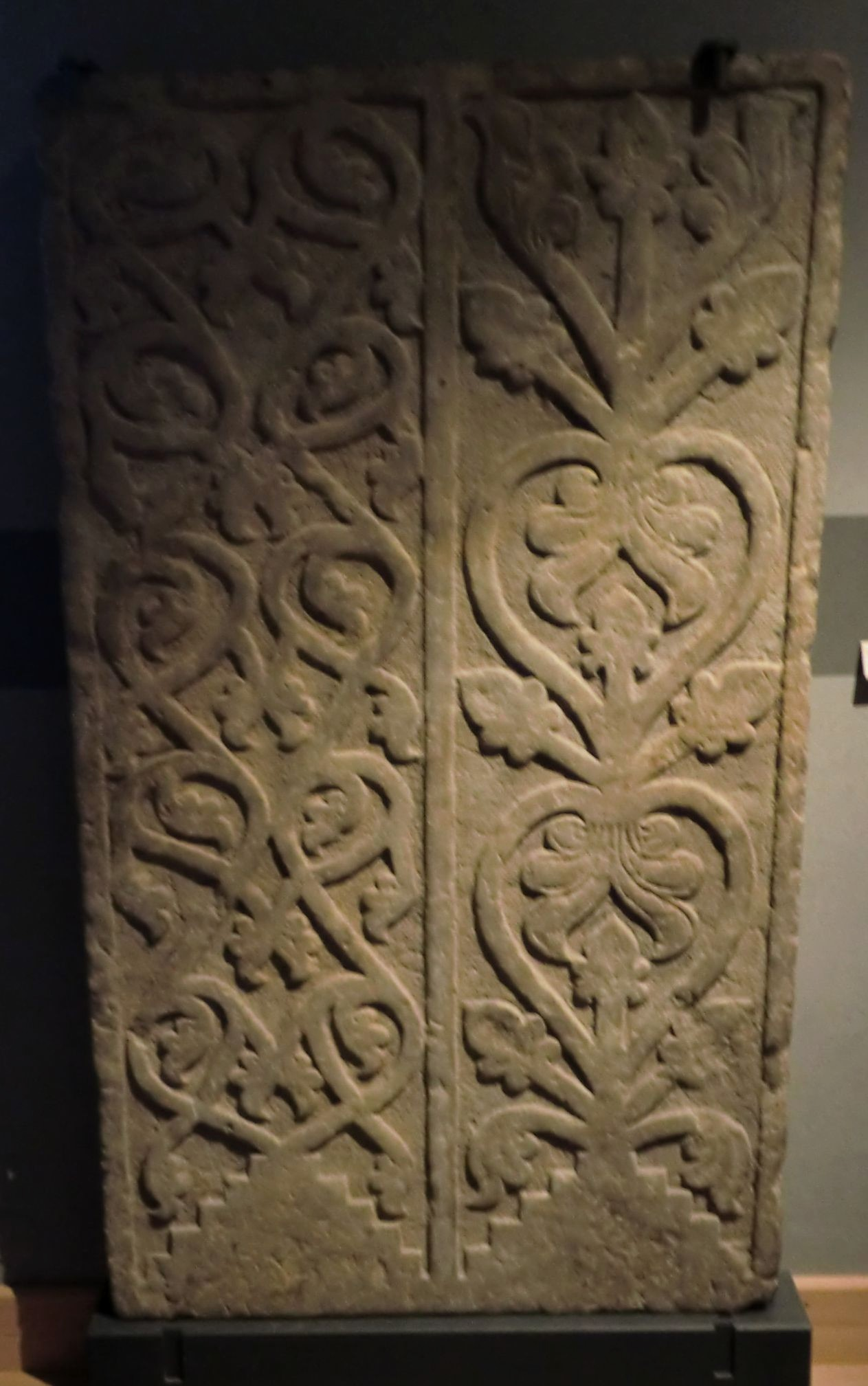
Dubbelsten från Kållands-Åsaka kyrka sydväst om Lidköping. Utställd på Historiska museet, Stockholm.

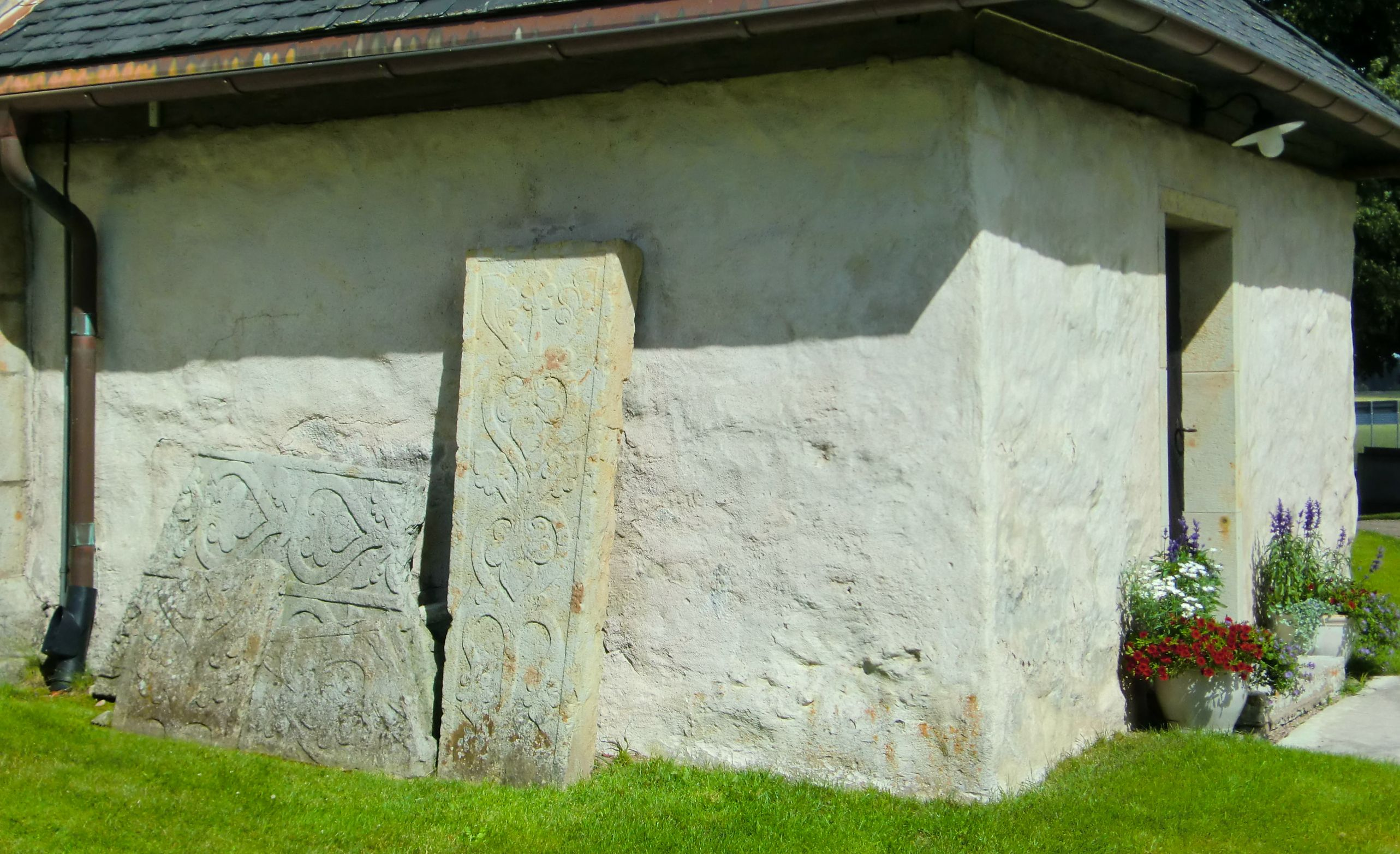
Fyra av de fjorton liljestenar och fragment som registrerats i närheten av Kinne-Vedums kyrka, vid Kinnekulle.

### Liljesten av palmettyp
Dessa liljestenar har motiv som domineras av hjärtpalmetter. Enligt Högberg var de så vanligt förekommande att han kallade dessa liljestenar för "normaltyp". Han tolkade hjärtpalmetten som en symbol för liv, och inkomponerandet i ett träd som en symbol för livsträdet, sinnebilden för det eviga livet.

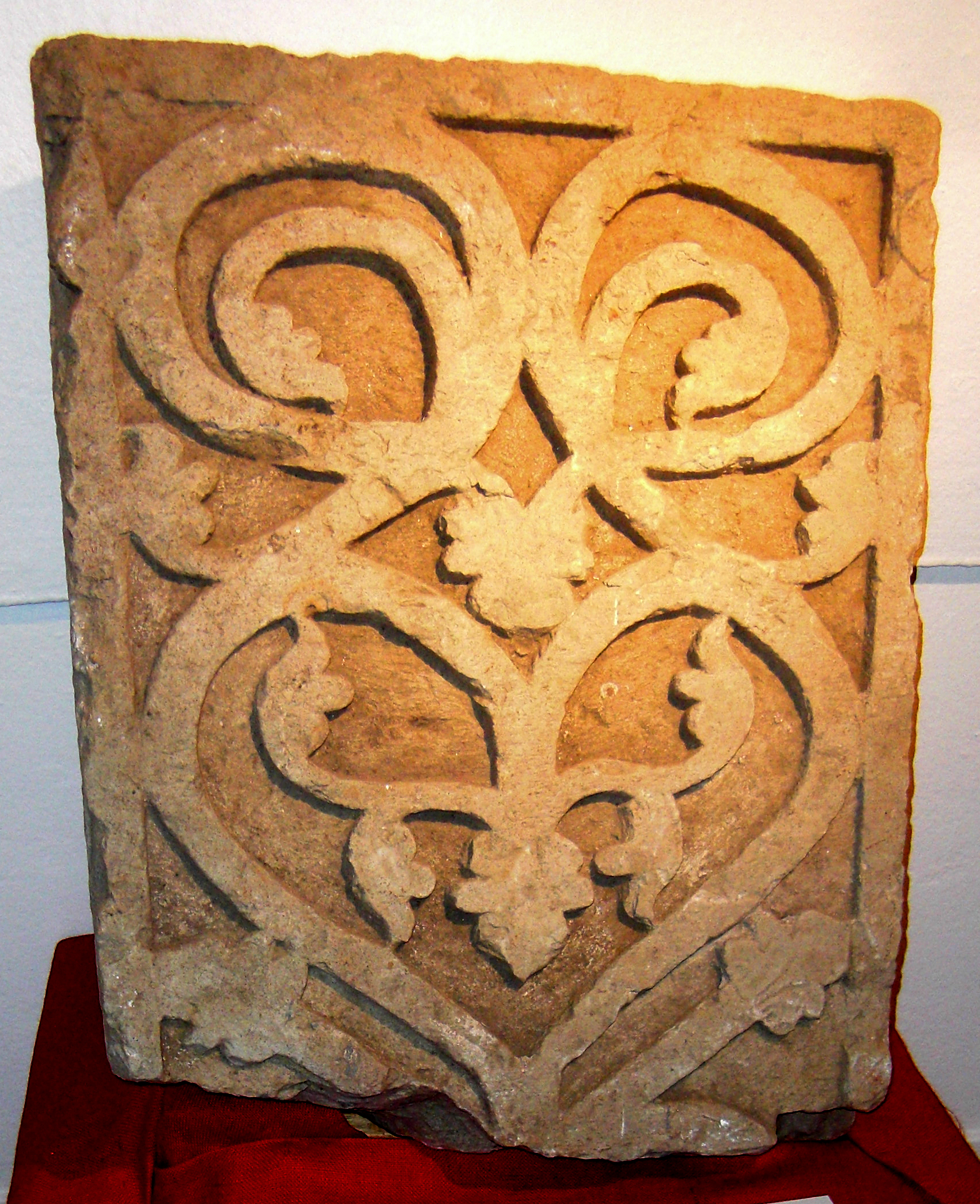
Fragment av liljesten av palmettyp från Skara domkyrka.
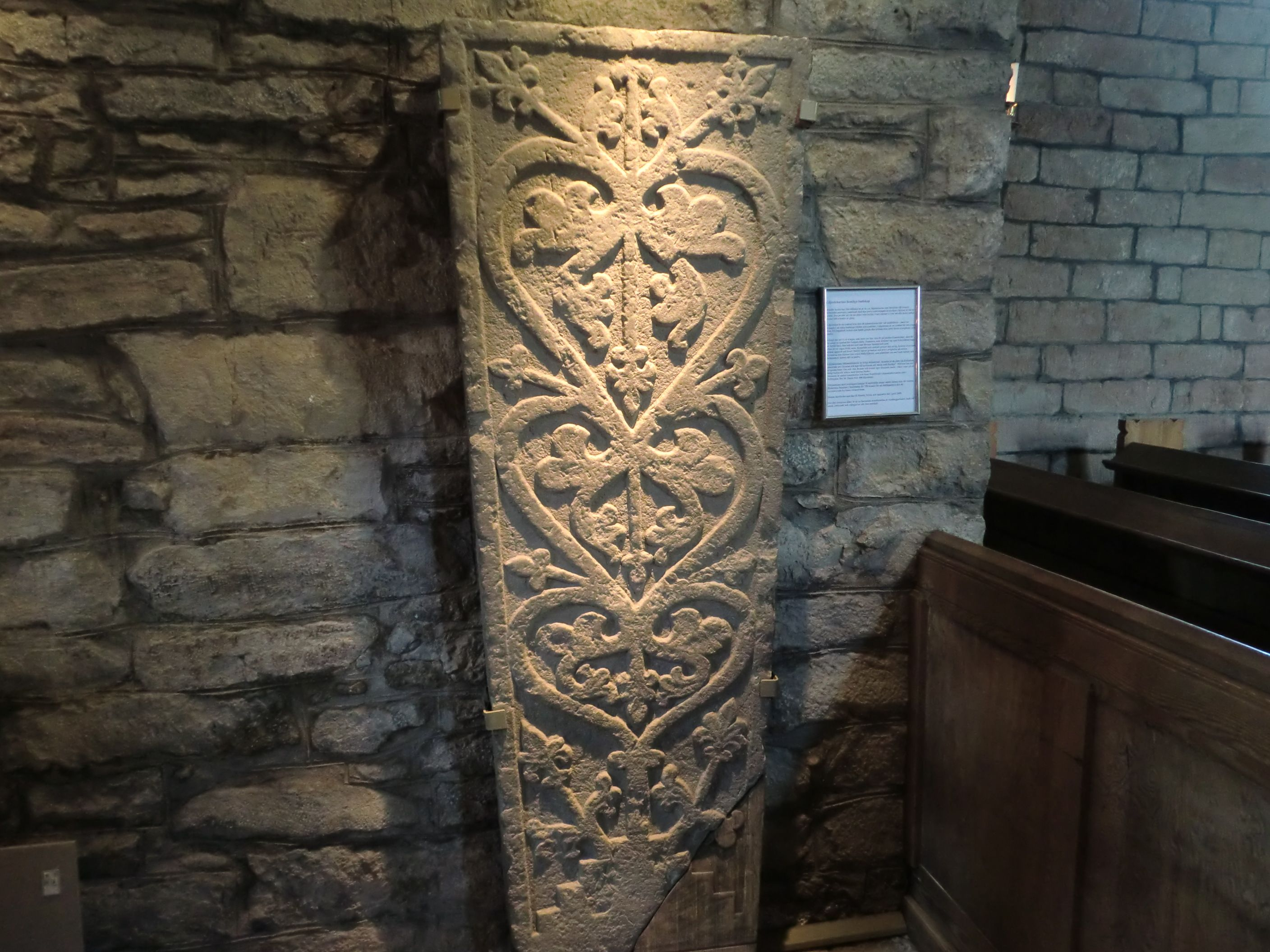
Liljesten av palmettyp från Husaby kyrka, Kinnekulle.
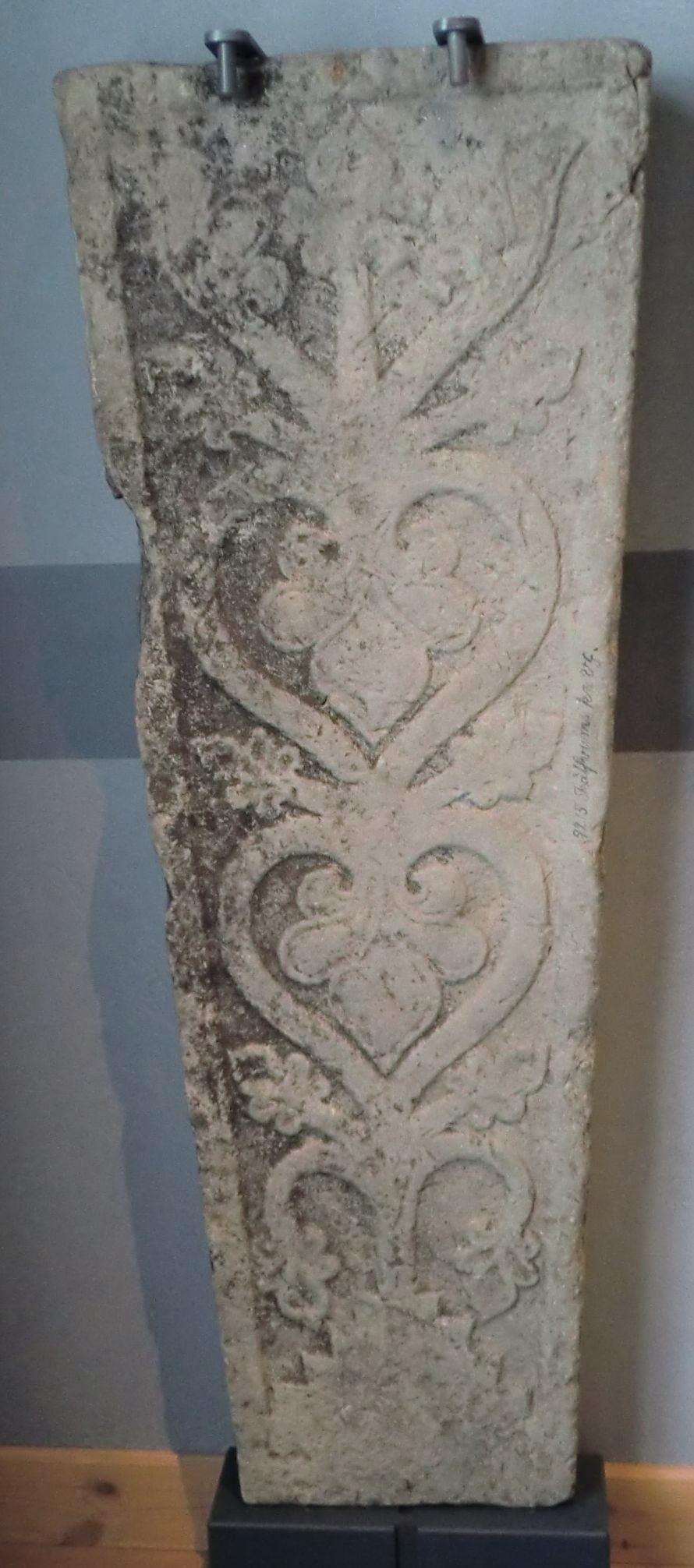
Liljesten från Skälvums kyrka, vid Kinnekulle. Utställd på Historiska museet, Stockholm.
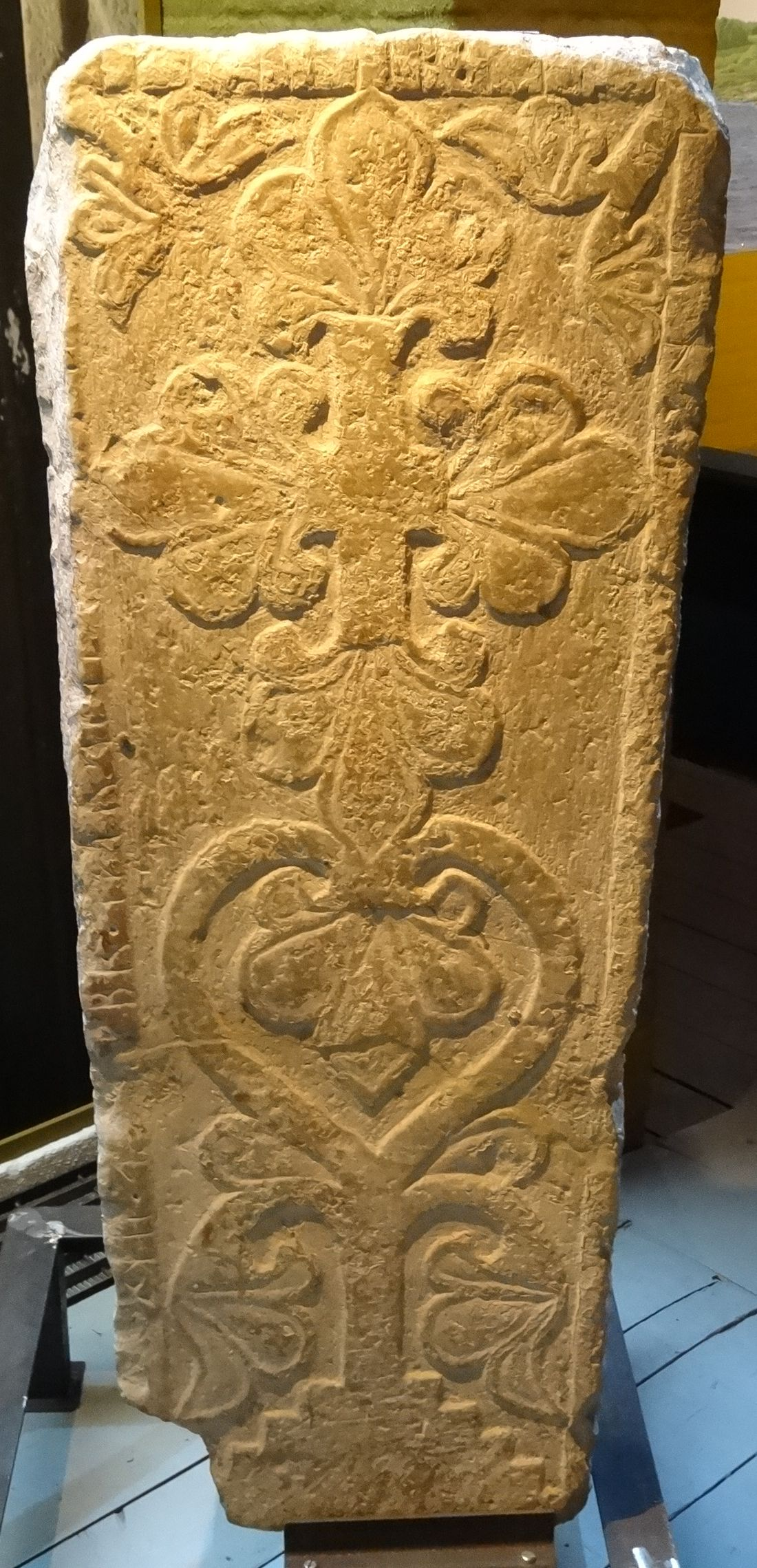
Liljesten i miniformat från Skara domkyrka, med skadad runinskription längs kanterna. Utställd på Vänermuseet, Lidköping.

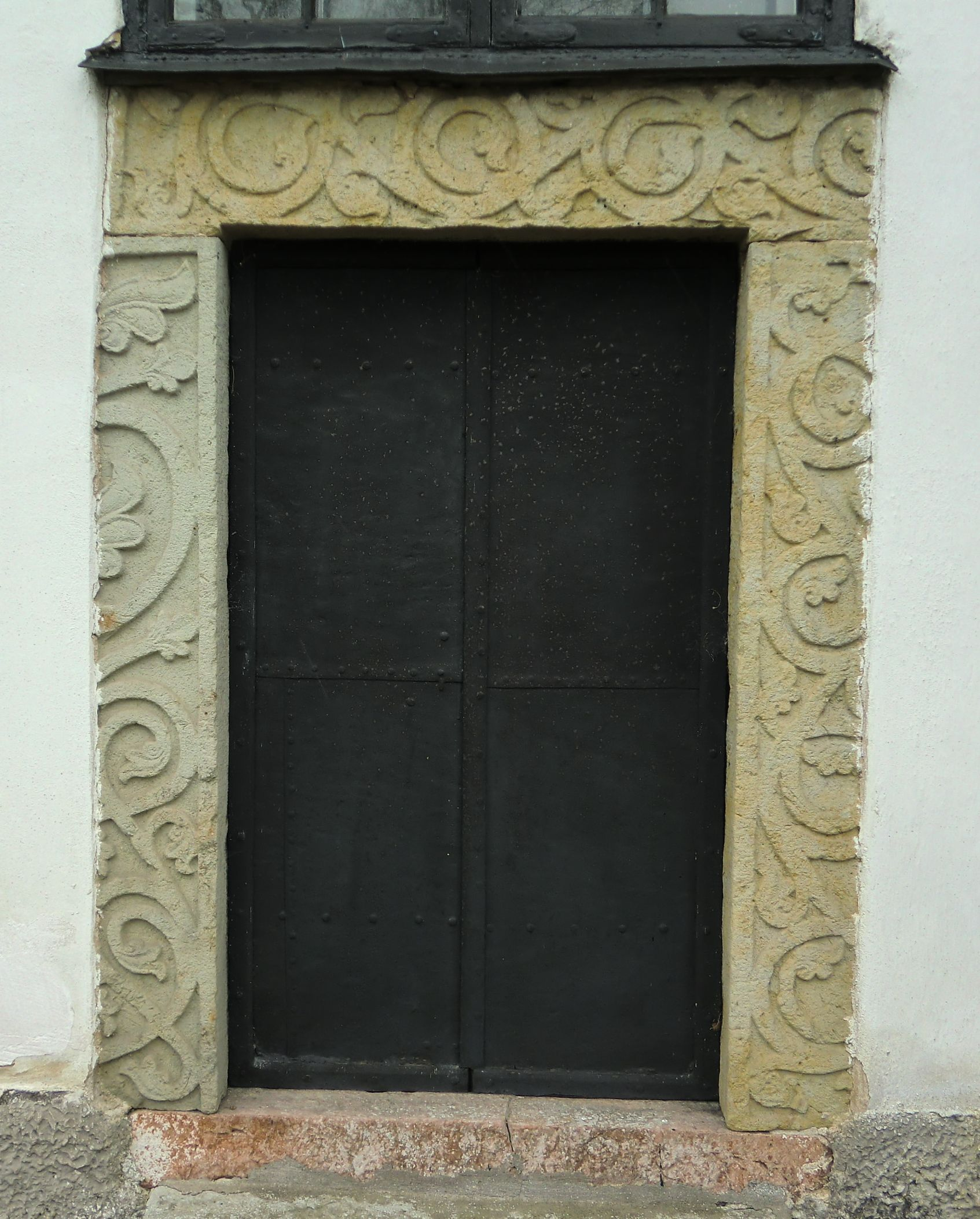
En och en halv söndersågad liljesten utgör dörromfattning till herrskapsingången i koret på Eks kyrka i Mariestad.

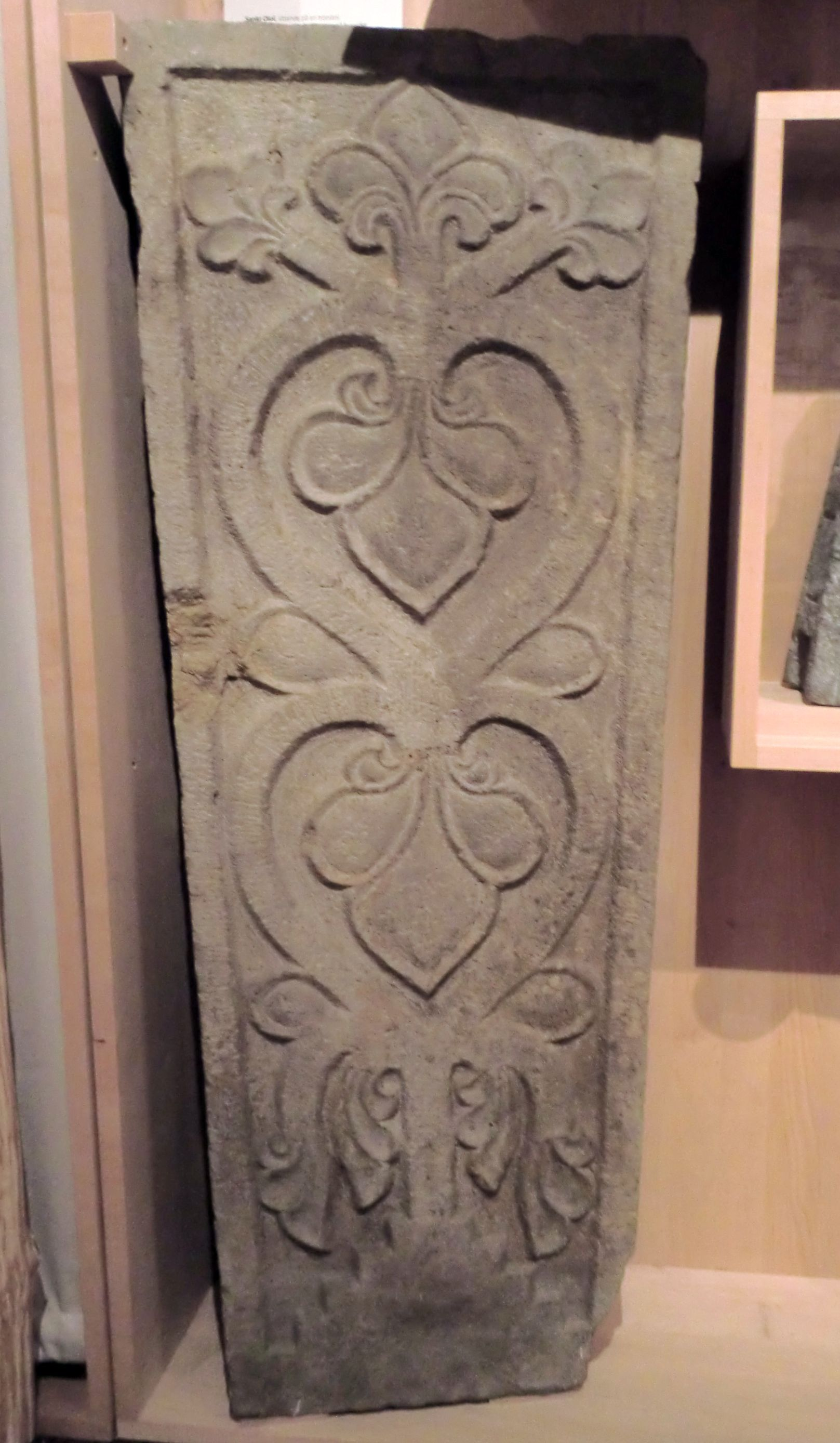
Liljesten i miniformat från Kongahälla, en av tre liljestenar funna i Bohuslän. Utställd på Bohusläns museum, Uddevalla.

### Liljesten av slingtyp
Stenarna av denna typ har slingrande palmettrankor som framträdande motiv.

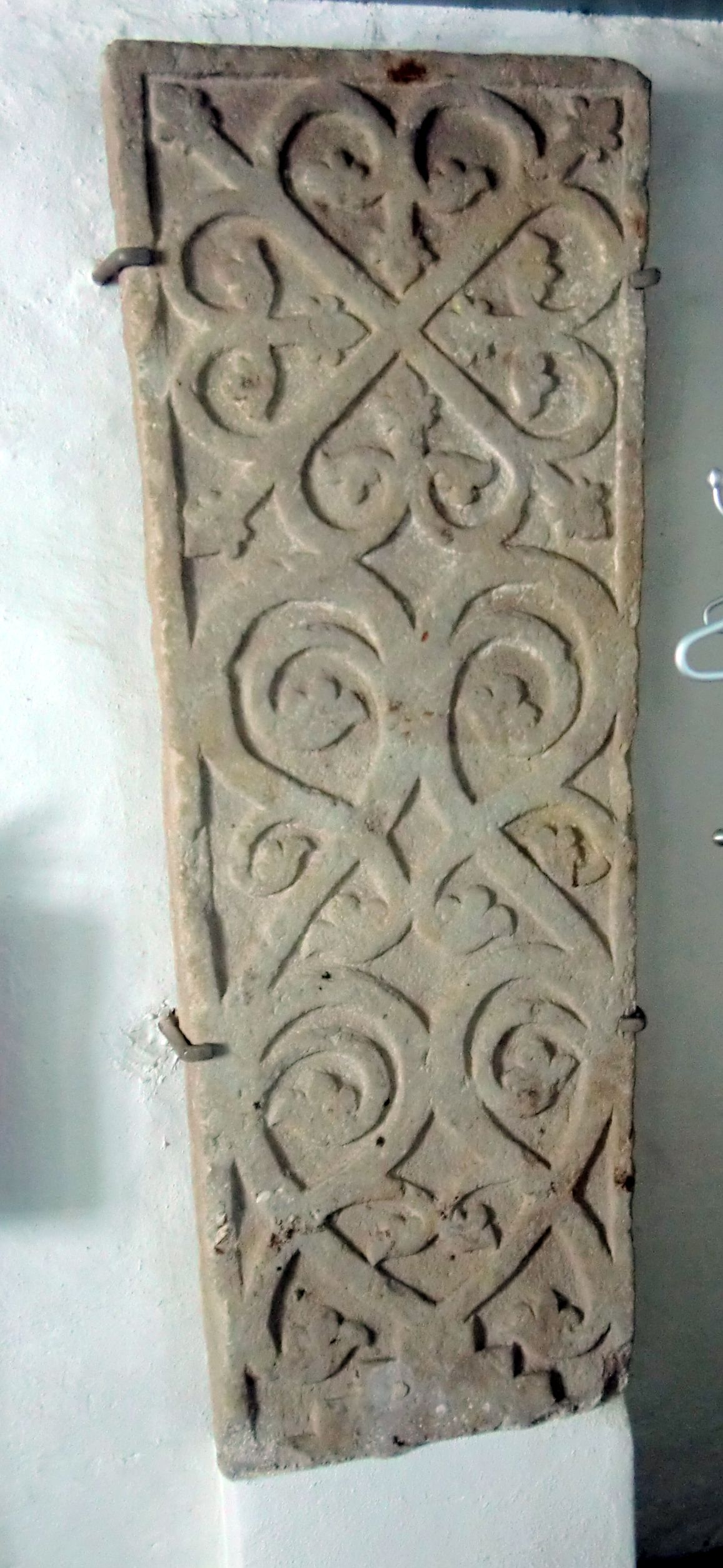
Liljesten av slingtyp krönt med kotshanakkors, från Bolstads kyrka söder om Mellerud. En av tre stenar registrerade i Dalsland.
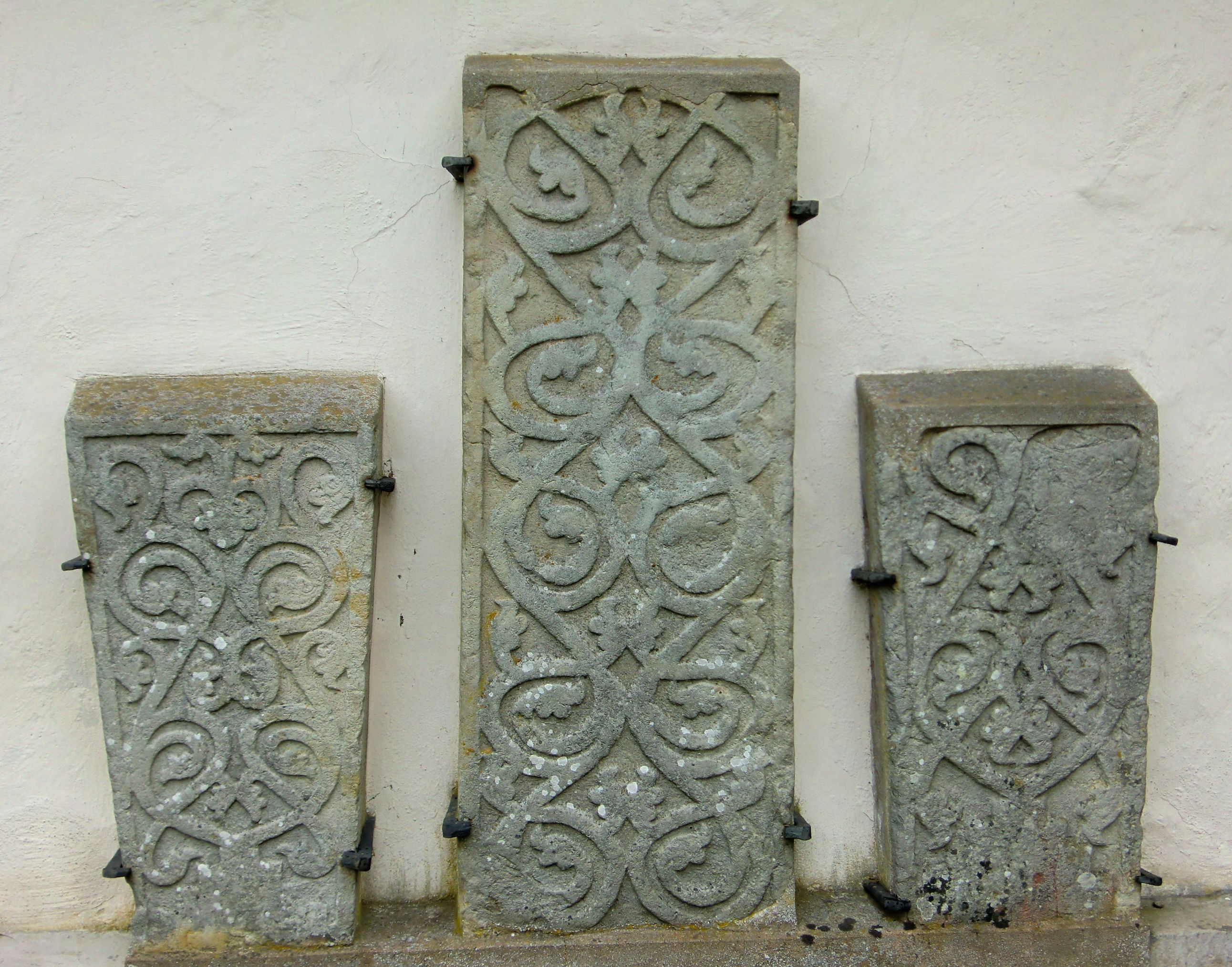
Tre liljestenar av slingtyp, den mellersta vänd upp och ner, från Leksbergs kyrka, Mariestad.
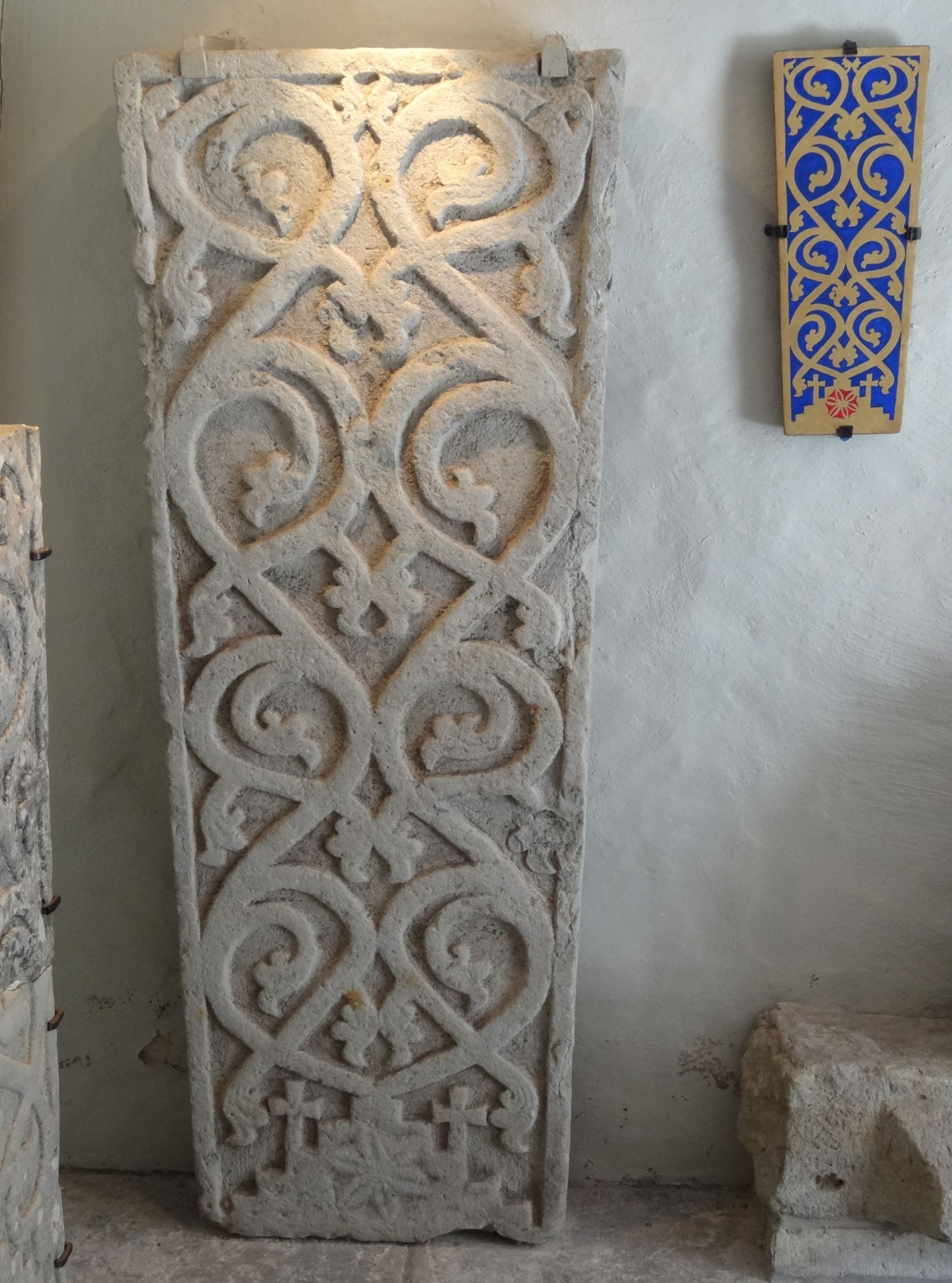
Liljesten av slingtyp från Fullösa kyrka vid Kinnekulle. Uppe till höger visas ett förslag från konstnären Kerstin Persson på hur stenen kan ha sett ut bemålad.
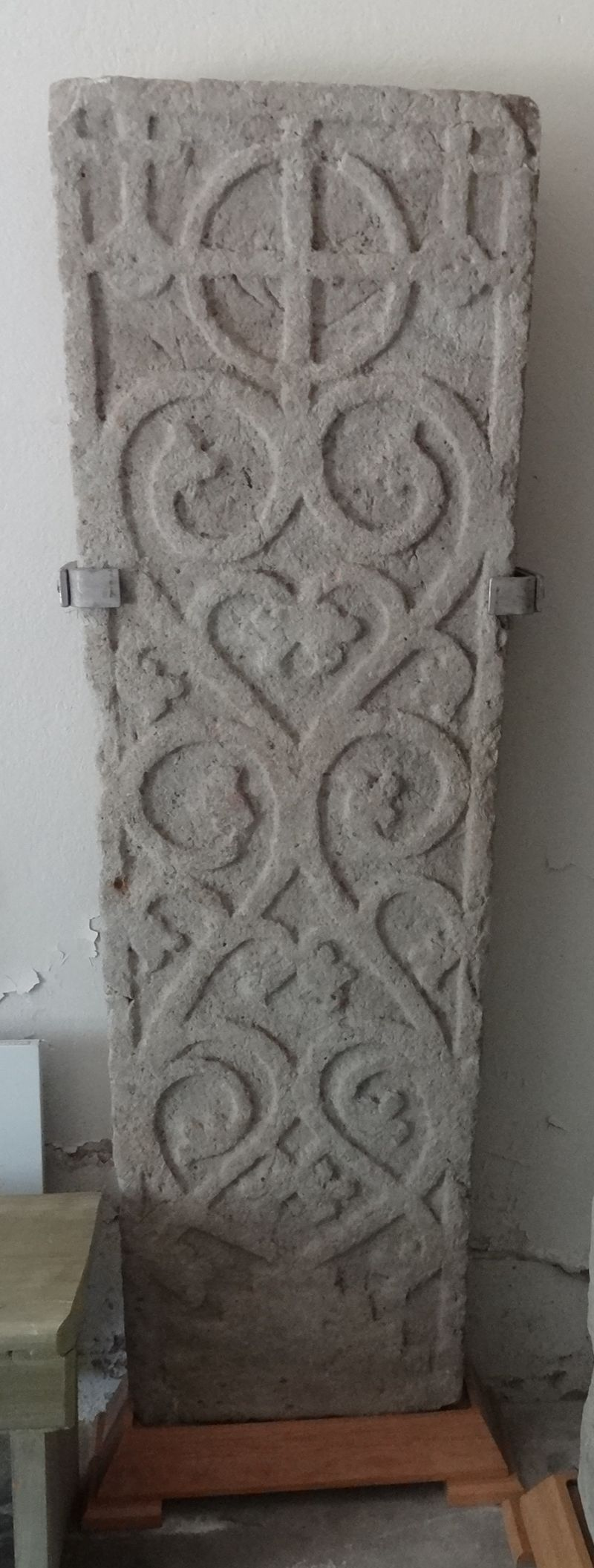
Liljesten av slingtyp från Flakebergs kyrka, Grästorp. Stenen kröns av ringkors och klotkors.
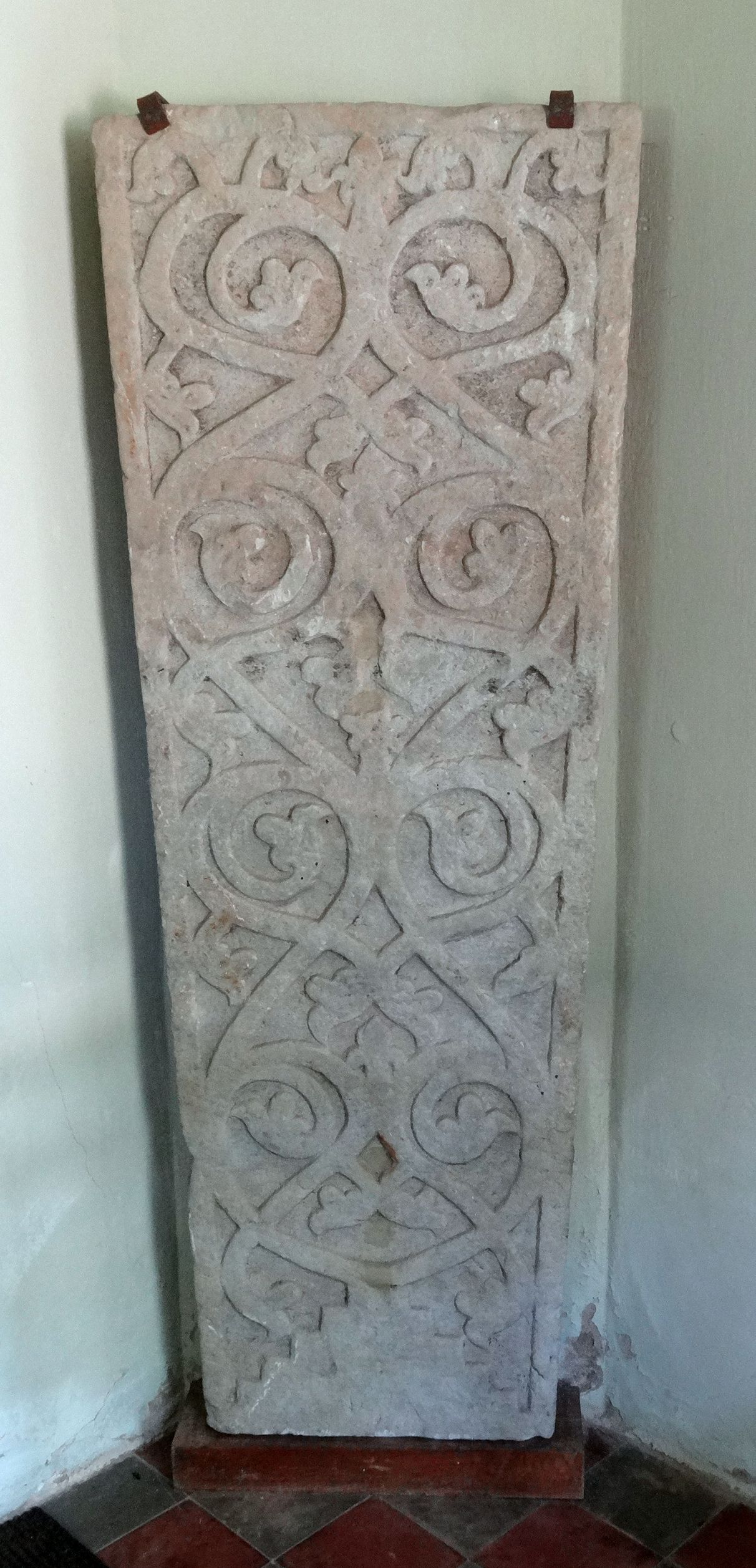
Liljesten av slingtyp från Öttums kyrka, Vara.

### Liljesten av stamtyp
Några få stenar har inget kors, utan bara bilden av en eller flera stammar varifrån olika typer av växtlighet utgår.

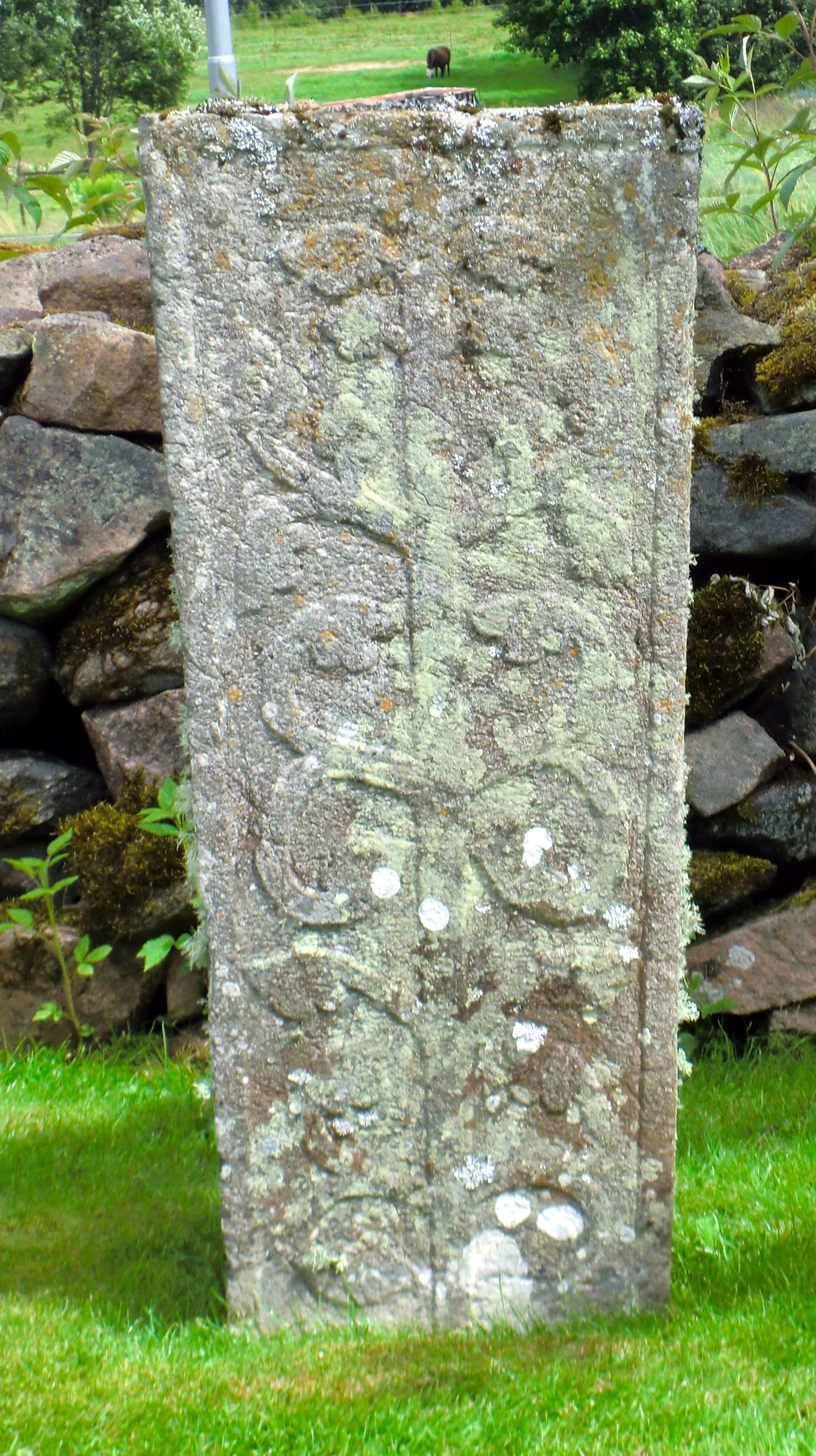
Liljesten av stamtyp från Vists kyrka, Ulricehamn
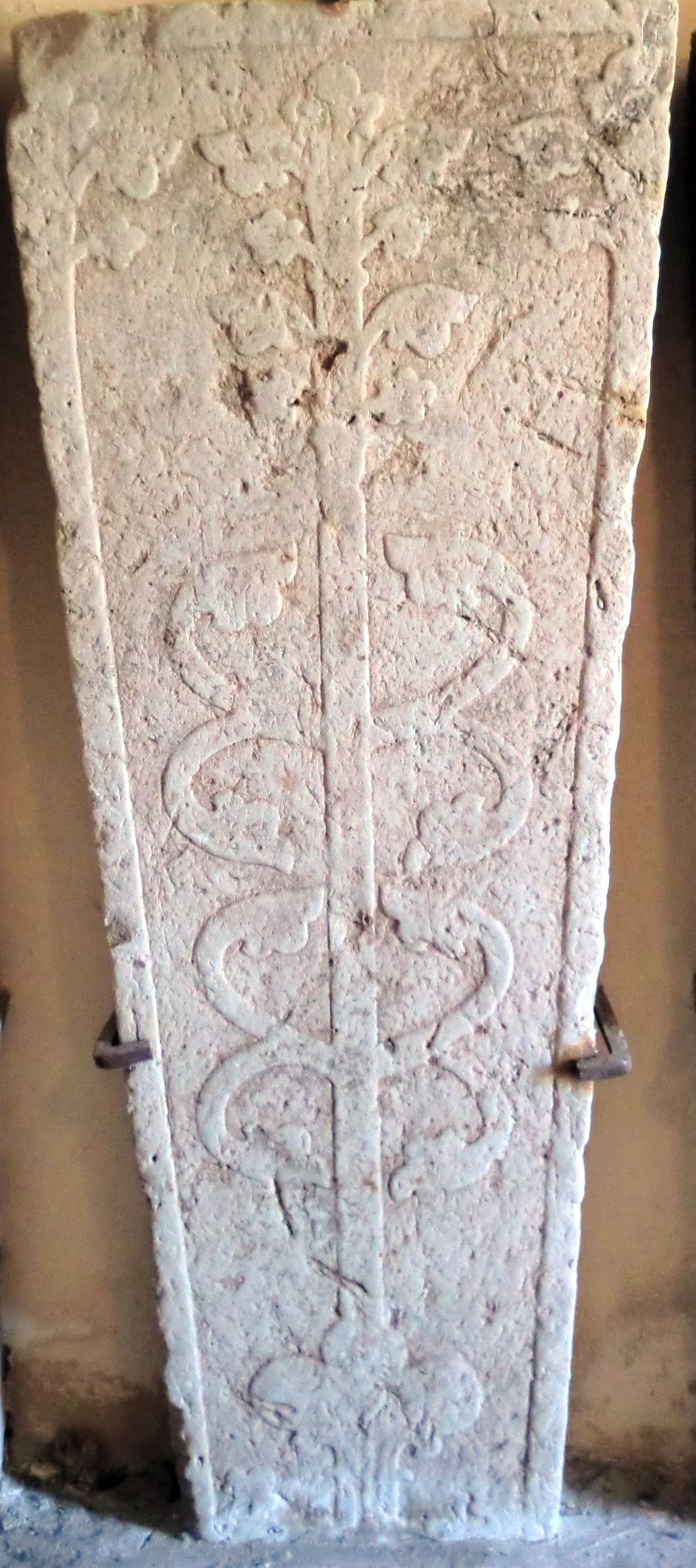
Liljesten av stamtyp från Bjurums kyrka, Falköping

### Liljesten av stavtyp
Denna typ av liljesten kallades av Högberg för "blandtyp"
på grund av att de har ett stavkors som centralt motiv, men därutöver också vegetativa element som blad, knoppar och blommor. Beroende på olika forskares klassificering räknas de ibland som stavkorshällar. Då inventeringen i början av 2000-talet räknade alla stenar med någon form av vegetation i motivet som liljestenar, så räknades stenarna med dessa motiv som liljestenar av stavtyp.

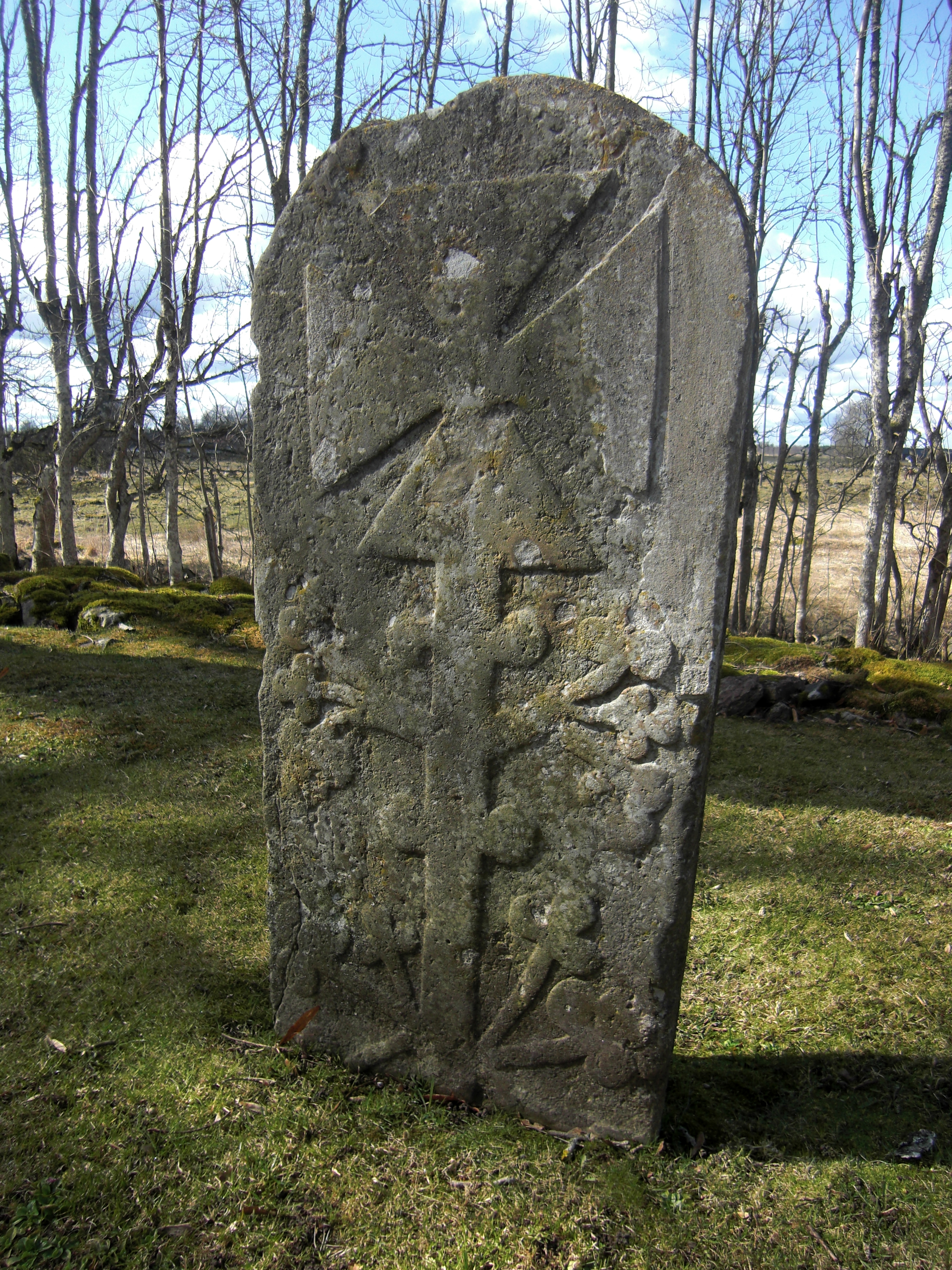
Stavkorshäll/Liljesten av stavtyp från Kinneveds kyrka i Falköping.
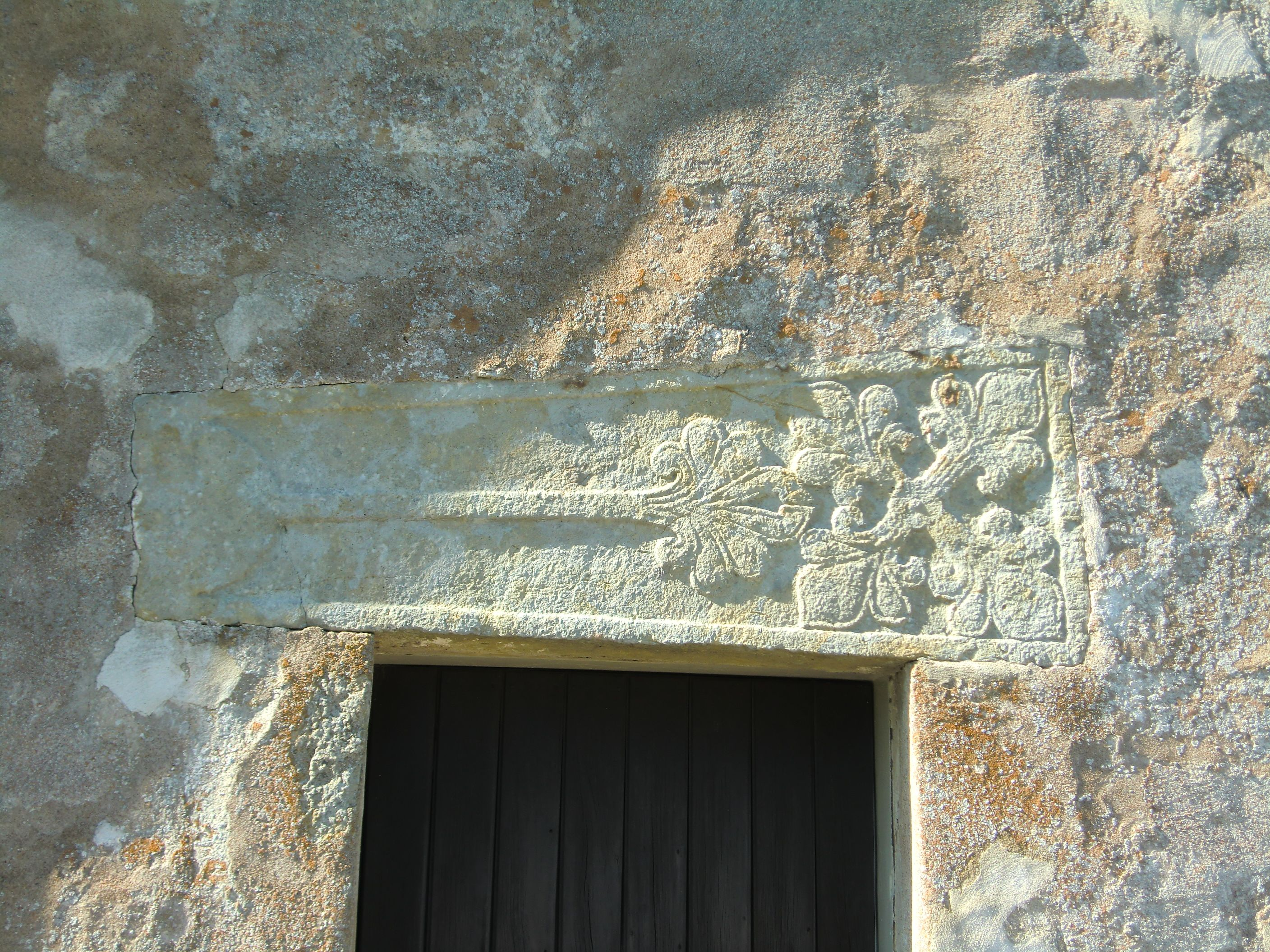
Stavkorshäll/Liljesten av stavtyp från Skalunda kyrka, Kålland.
Stavkorshäll/Liljesten av stavtyp från Skara domkyrka. Inskrift: "BENEDICTUS ELECTUS". Tolkat som gravhällen över biskop "Bengt den gode", d. 1190.
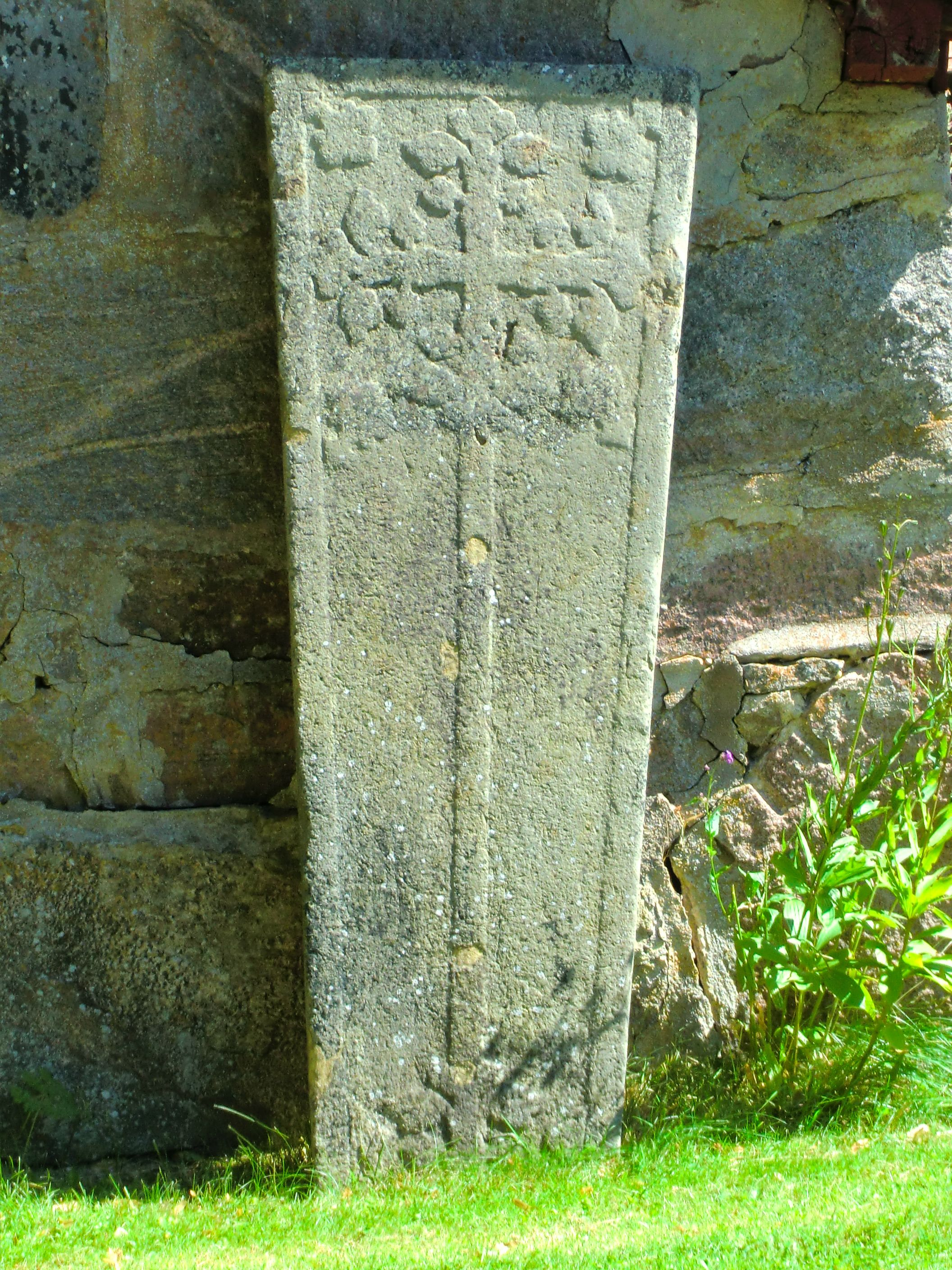
Stavkorshäll/Liljesten av stavtyp från Öttums kyrka, Vara.

### Kotshanakkors
På de inventerade liljestenarna och stavkorshällarna finns 15 olika typer av kors. Några liljestenar, för det mesta av slingtyp, har den komplicerade korsvarianten kotshanakkors som toppornament. Med hjälp av fyra inåtvända hjärtpalmetter innefattar det kors, ankare och hjärta i samma symbol, det vill säga de kristna symbolerna för tro, hopp och kärlek.

### Rövarkors
Några liljestenar har kors vid vardera sidan av foten på livsträdet. Dessa tolkas som symboler för rövarnas kors på Golgata.

### Fragment
När enbart delar av en liljesten eller stavkorshäll kan återfinnas, kallas dessa fragment. Fragmentering kan bero på naturlig sprickbildning, ovarsam hantering eller avsiktlig bearbetning till exempel vid inmontering som byggnadsdetalj i kyrkor.

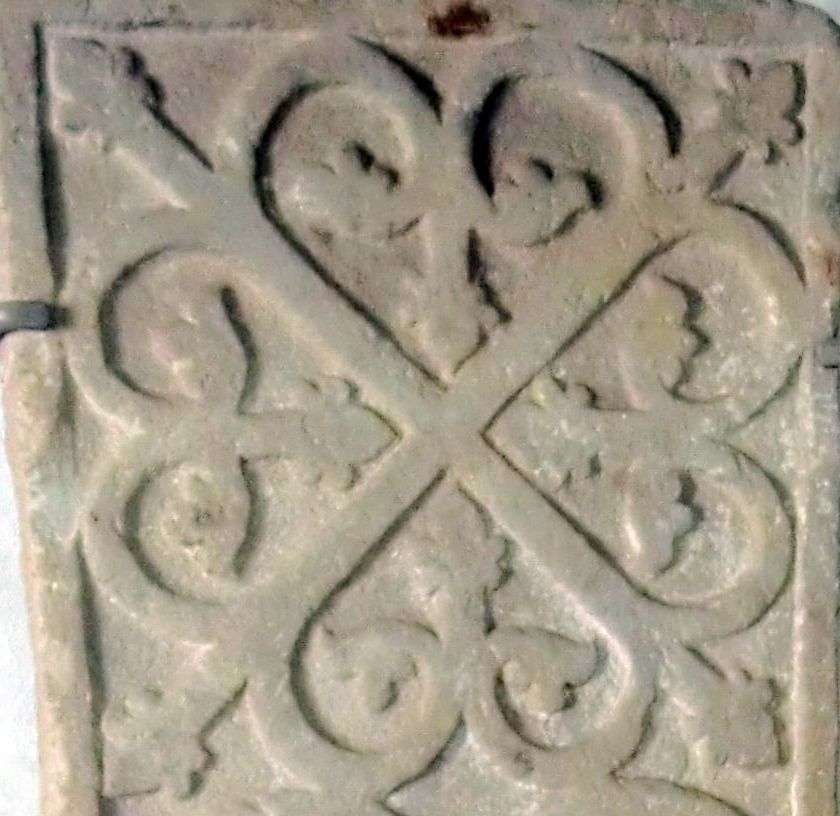
Detalj av kotshanakkors på liljesten från Bolstads kyrka.
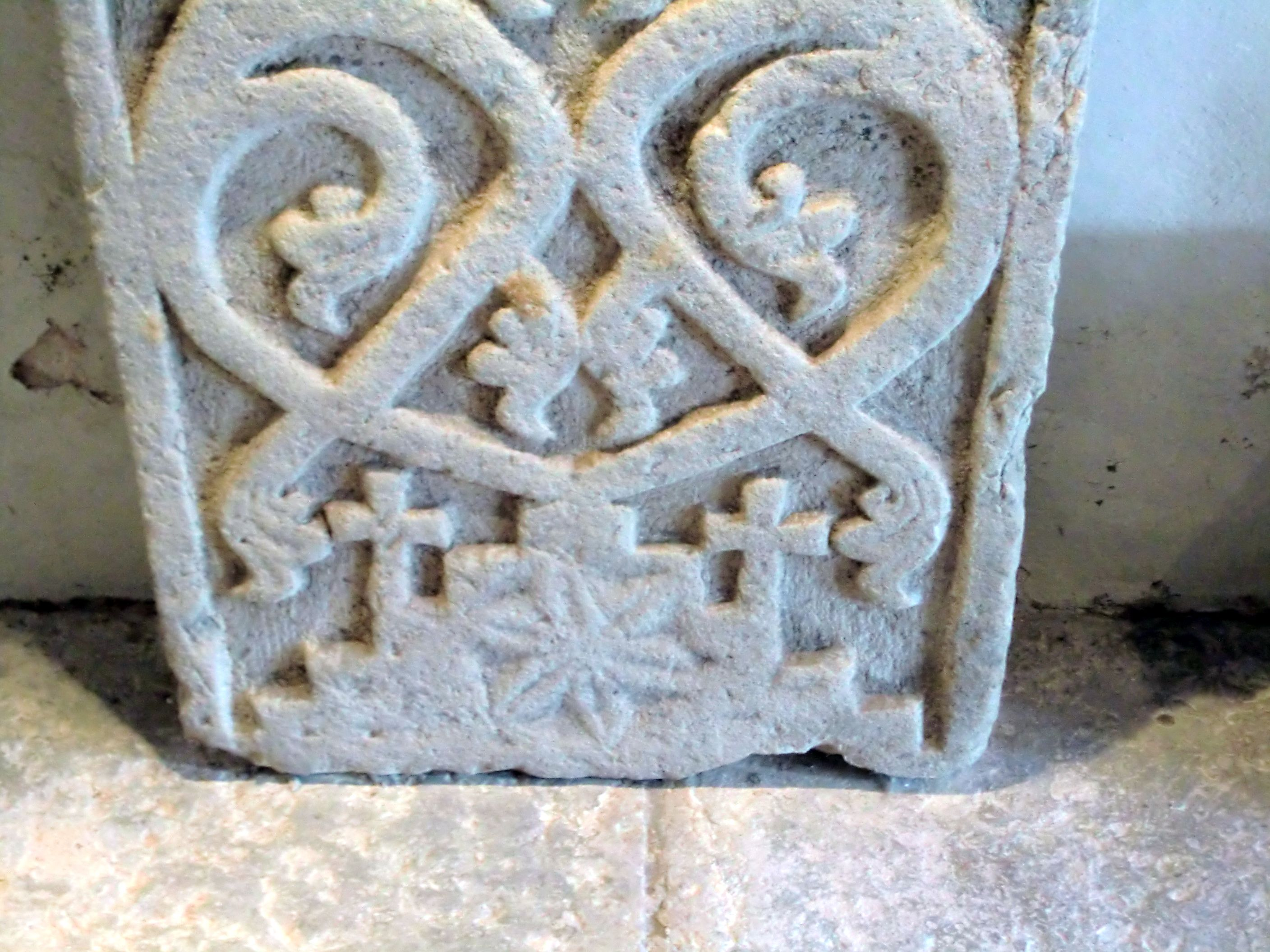
Närbild av trappstegspostament på liljesten från Fullösa kyrka, med rövarkors och morgonstjärna.
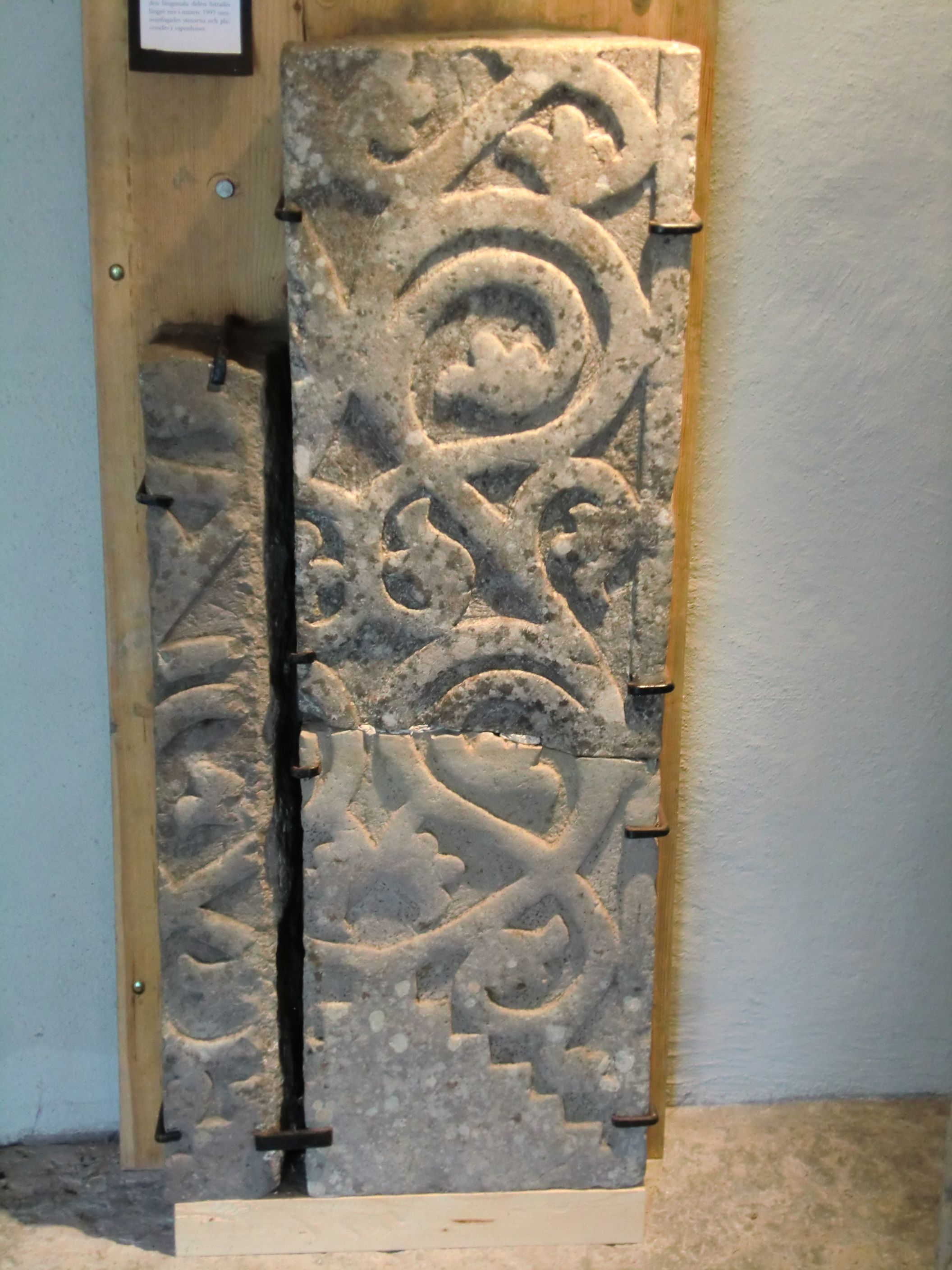
Del av liljesten från Fullösa kyrka, bestående av tre fragment vilka varit inmurade i skorstensmuren till ett torp som revs 1951.

## Stenarnas syfte

### Gravhällsteorin
Syftet med liljestenarna är omdebatterad eftersom ingen liljesten med säkerhet har bevarats "in situ", det vill säga på sin ursprungliga plats. Det finns två huvudinriktningar, en äldre, där tolkningen är att liljestenarna använts som gravhällar, där dubbelstenarna lagts över äkta makar och små liljestenarna på barngravar. Argumentet bakom är bland annat att stenarnas längd och bredd motsvarar människokroppen, som också är bredare upptill över axlarna och smalare nedtill vid benen precis som på liljestenarna. Dessutom har de flesta av stenarna påträffats på kyrkogårdar. För den äldre tolkningen talar också det faktum att vissa av dem har runinskrifter som kopplar dem till gravar.  Liljestenarna har också starka typologiska samband med stavkorshällarna, framförallt med liljestenar av stavtyp.
Den typologiska, det vill säga stegvisa, utvecklingen från runsten till liljesten skulle då ha haft nedanstående utvecklingssteg, enligt bland andra Folke Högberg.

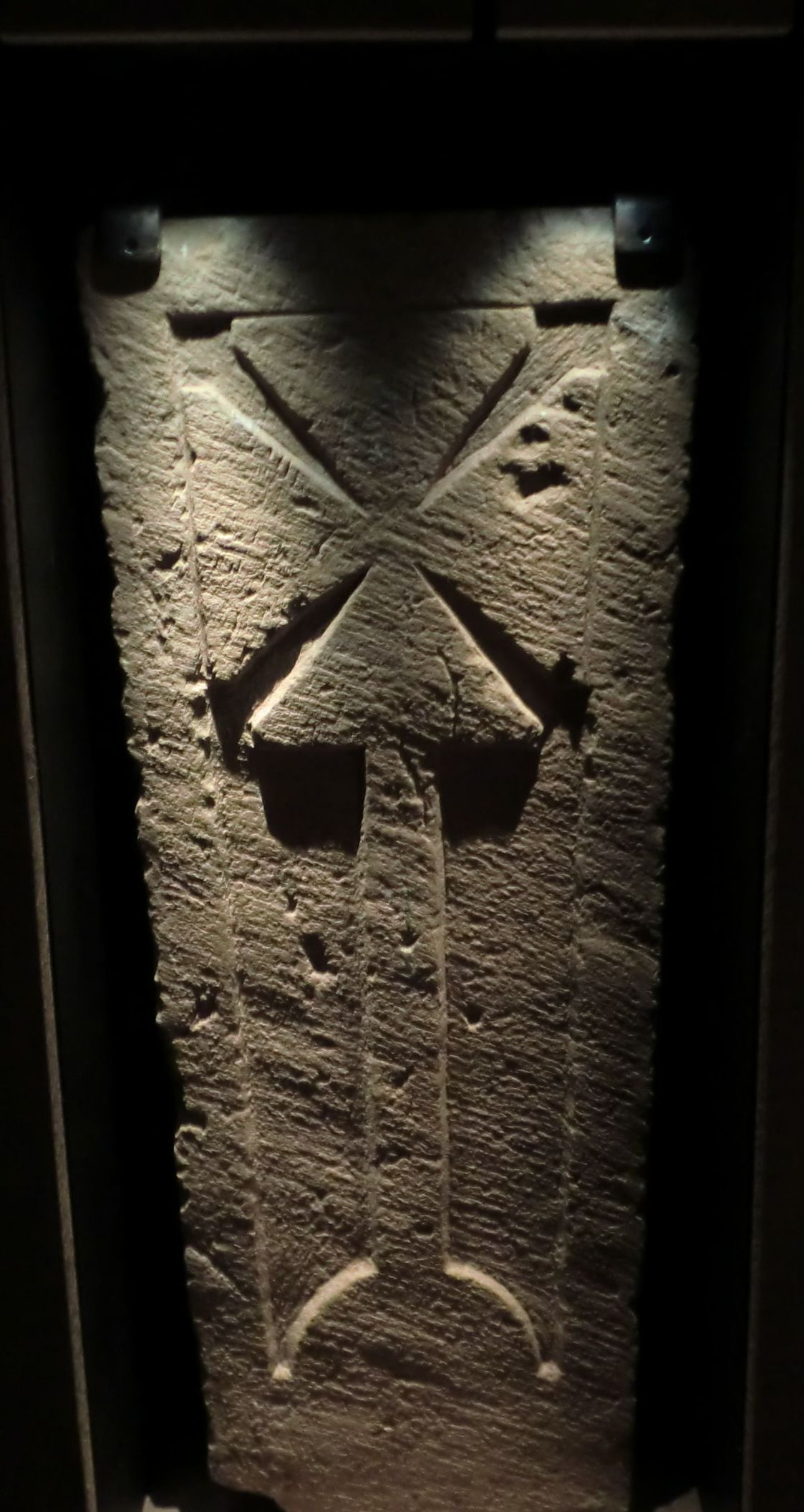
Stavkorshäll från kyrkogården vid S:t Olofs kloster i Skara. Daterad 1100- till 1200-tal, utställd på Västergötlands museum.

#### Runsten
Den kristna runstenen är från början inte en gravmarkör utan ett minnesmärke, kenotaf, över den döde. Den har nästan alltid en inhuggen (ristad) ornamentik och skrift.

#### Gravkista (Eskilstunakista)
Dessa brukar dateras till tiden runt 1000-talets mitt och var från början en stenkista med plant rektangulärt lock, två sidohällar och två högre gavelhällar, spetsbågiga eller rundade upptill och ibland krönta med kors. De är förutom i Västergötland, också vanliga i Östergötland och Södermanland.

#### Lockhäll med gavelhällar
Bestående av en lockhäll, oftast med trefasad översida, lagd direkt på marken mellan korsprydda gavelhällar.

#### Lockhäll
Enbart lockhäll med trefasad översida, prydd med kors och bilder på översidan och text på de sneda sidoytorna.

#### Stavkorshäll (Plan gravhäll)
Trapetsformad häll, det vill säga oftast med bredare huvud- än fotända. Brukar dateras till 1100-talet och de kännetecknas av en reliefhuggen stav tvärs över hela stenhällen, vilken har ett kors i ena eller båda ändarna. I några få fall förekommer kortare inskriptioner med ristad text. Vanligtvis står staven på en liten kulle, som kan vara trappstegsformad. I Västergötland utvecklades enligt denna teori ornamentiken med knoppar och skott på stavkorshällarna, så att de bildade en speciell grupp – liljestenar. Dessa blev populära och utvecklades under tidig medeltid kvalitativt på ett för landskapet unikt vis.

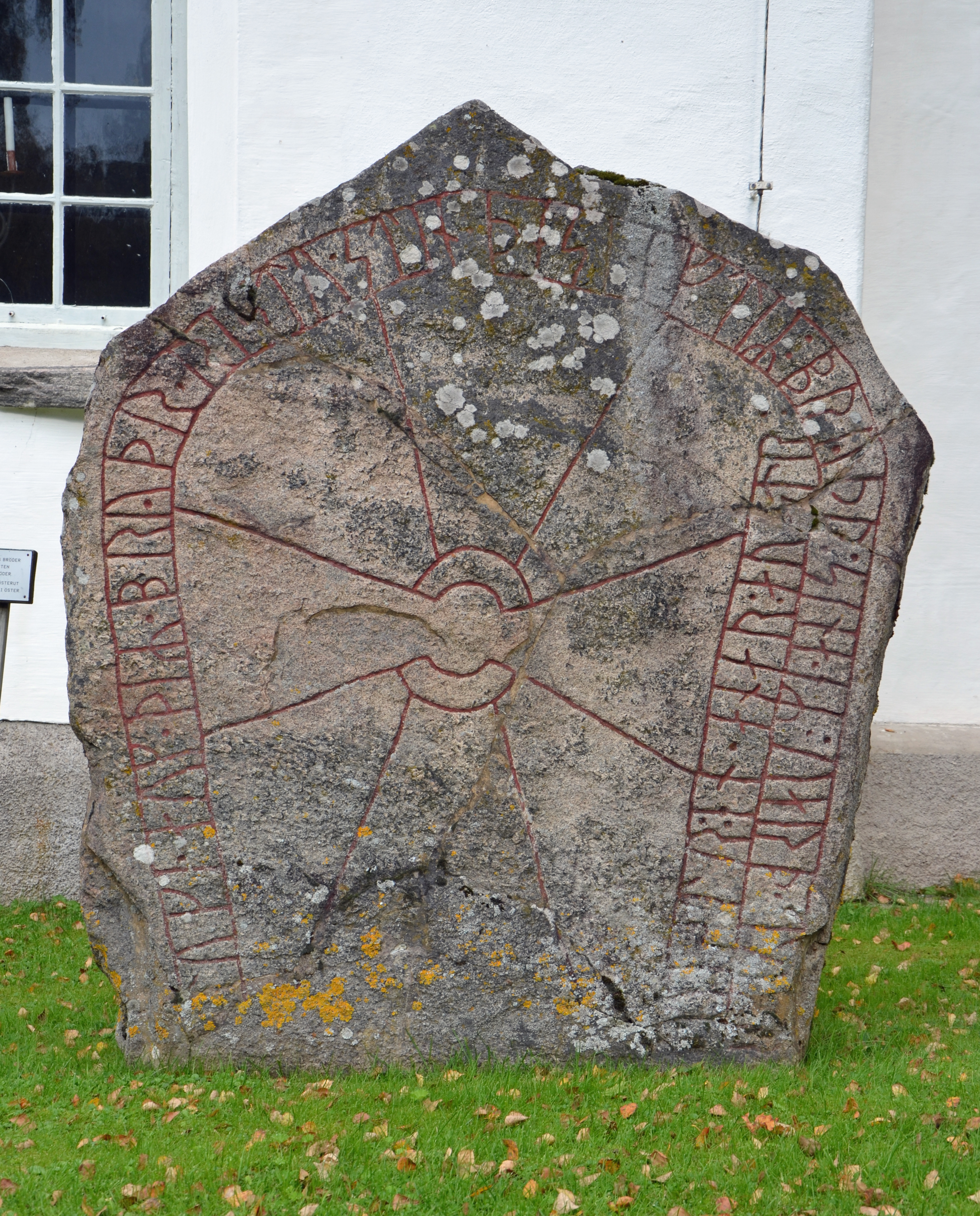
Kristen runsten vid Dalums kyrka, Ulricehamn.
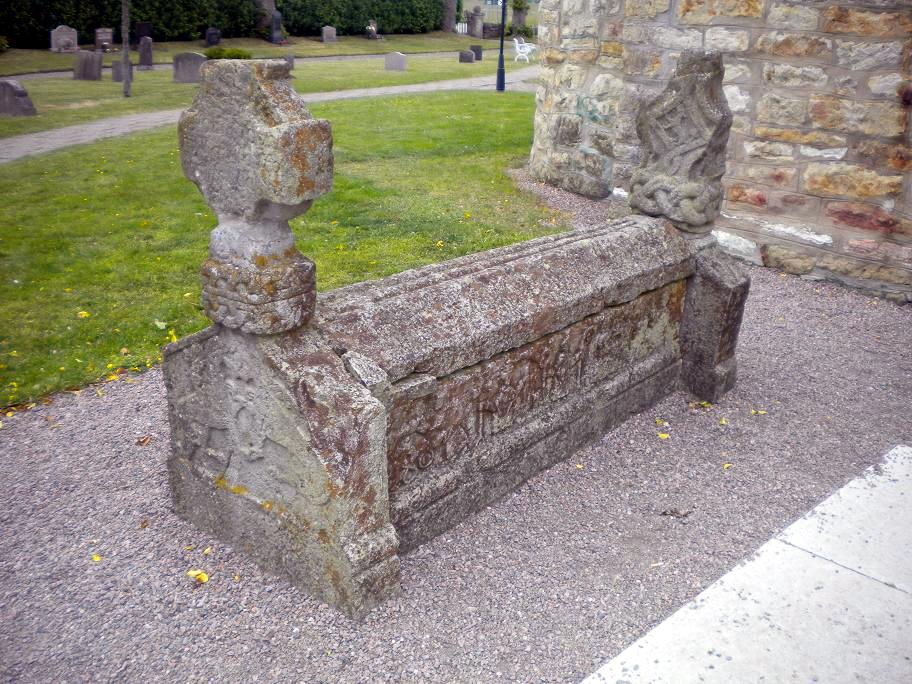
Gravkistan "Drottning Estrids grav" vid Husaby kyrka, Kinnekulle.
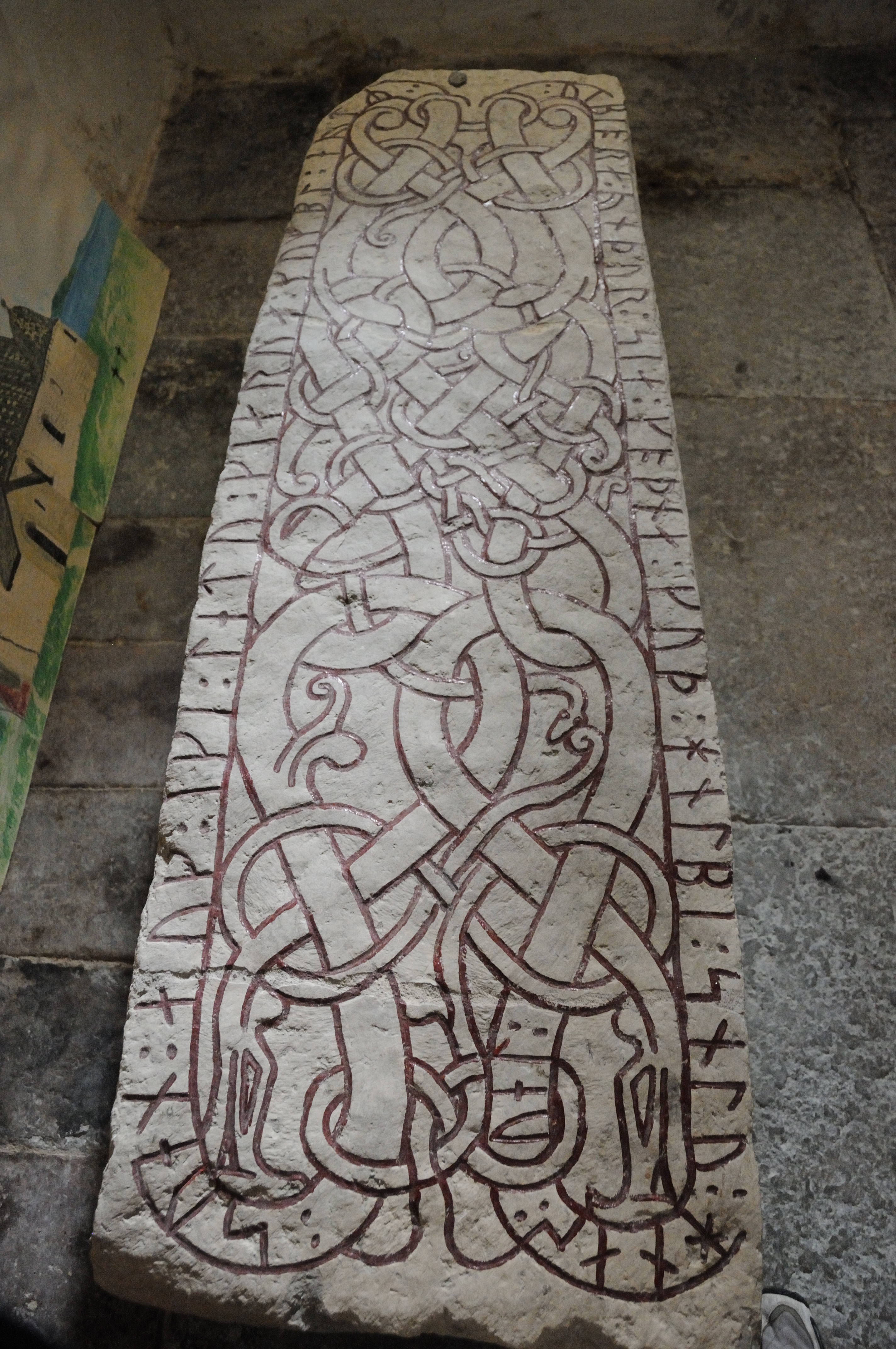
Plan lockhäll till gravkista från Östra Skrukeby kyrka, Linköping.
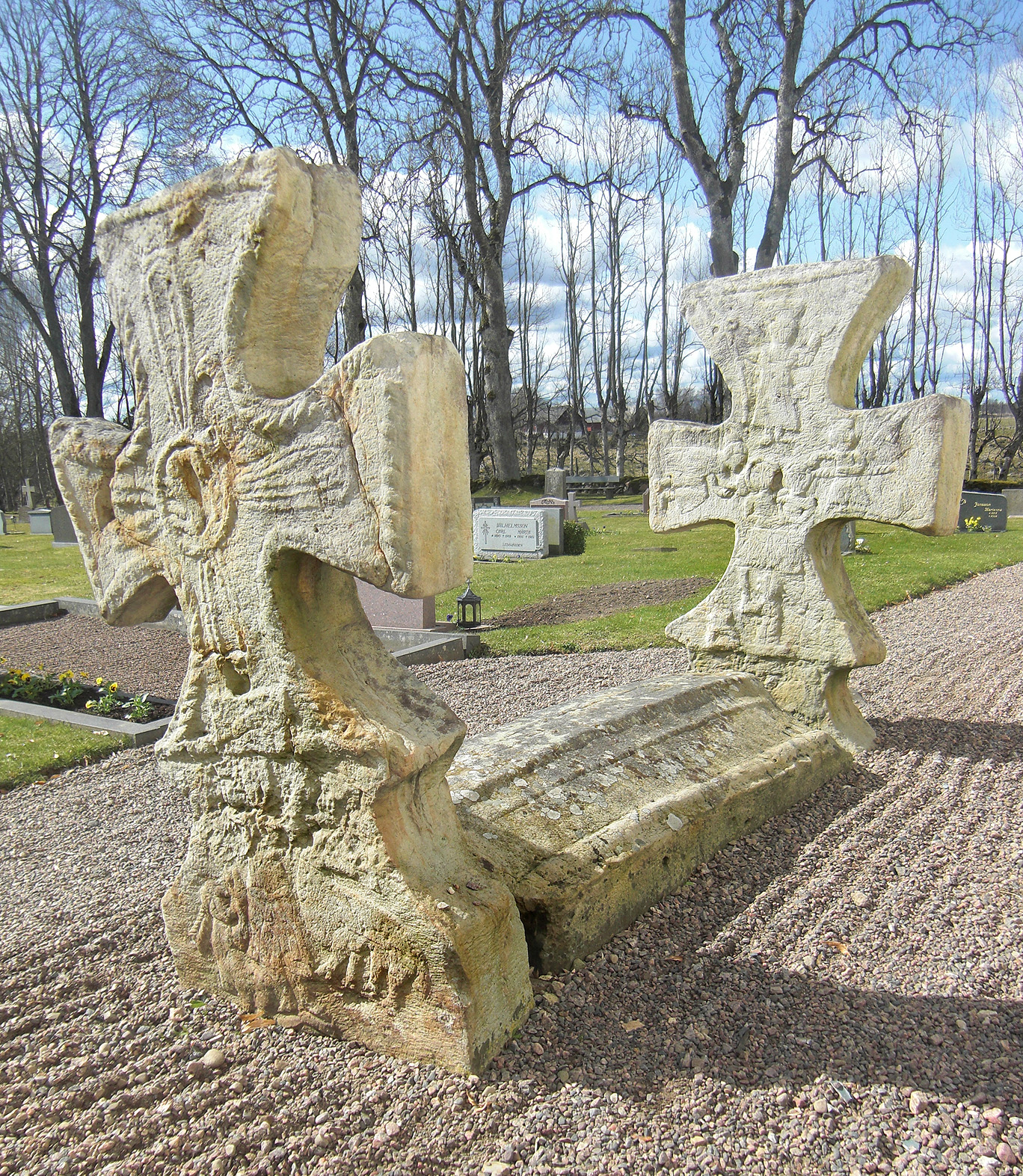
Kinnevedskistan, trefasad lockhäll med gavelhällar vid Kinneveds kyrka söder om Falköping.
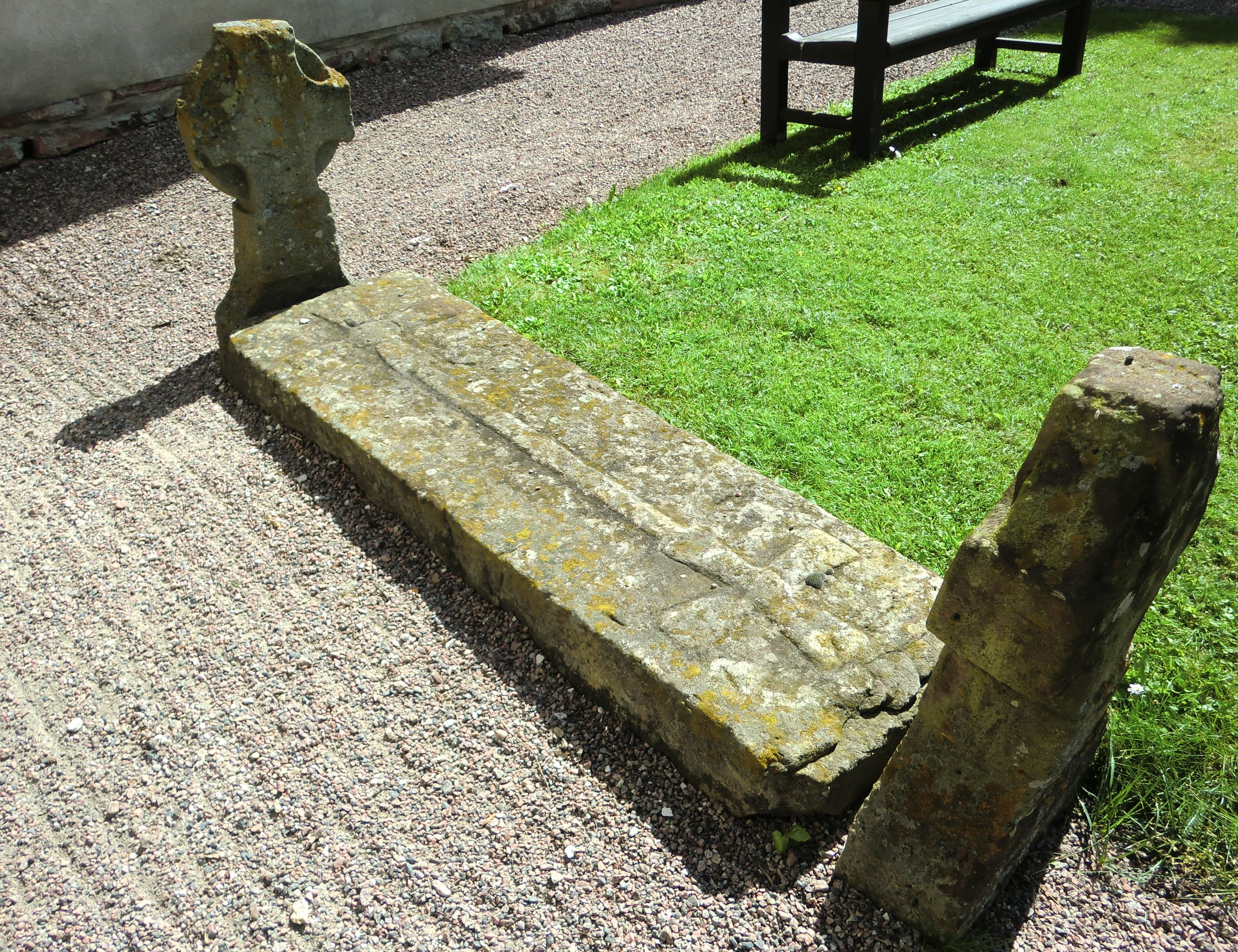
Plan lockhäll/stavkorshäll med gavelhällar från 1100-talet, utsmyckad med reliefhuggen stav mellan två St Georgskors. Västerplana kyrka, Kinnekulle.
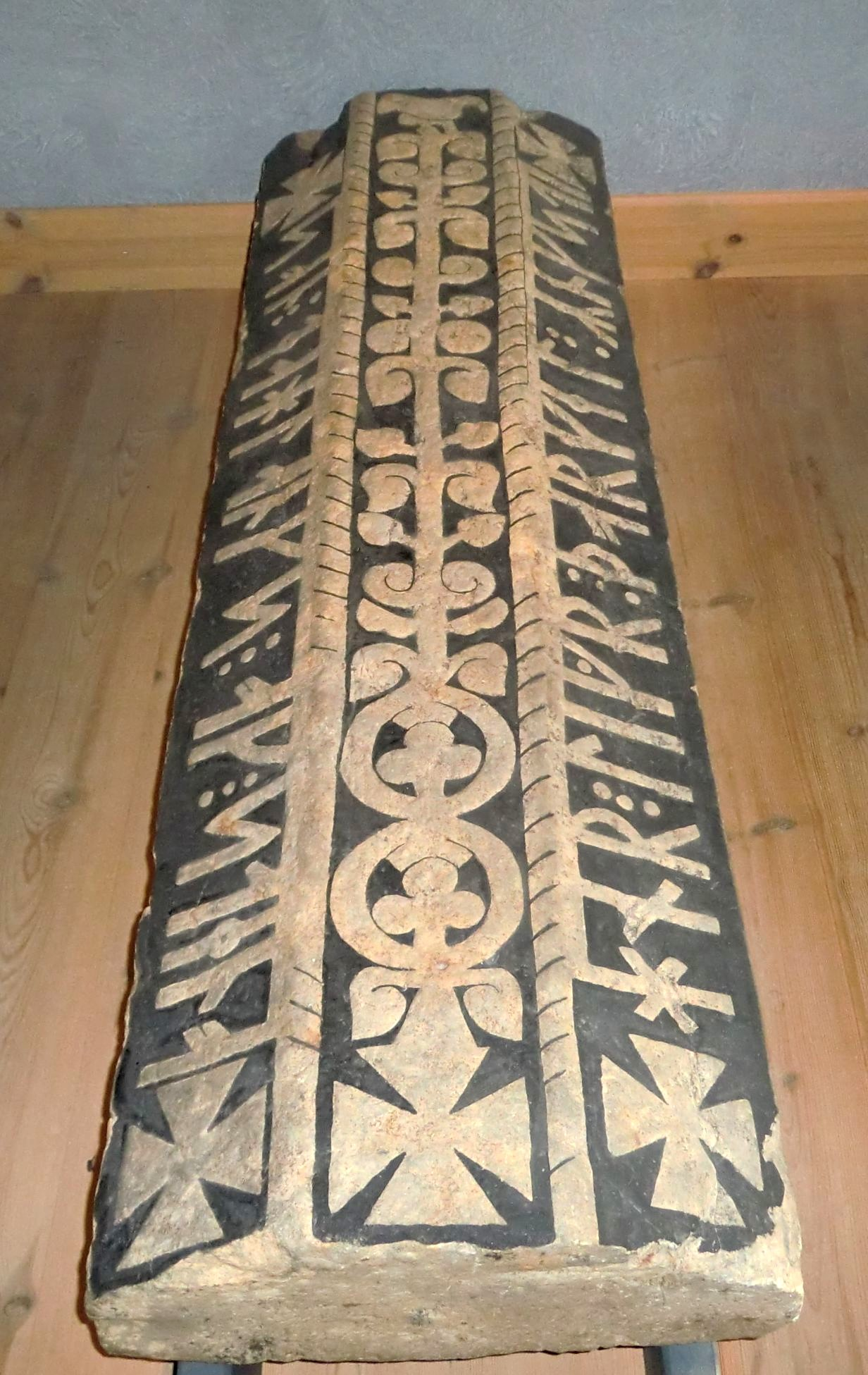
Lockhäll från Näs kyrka, Falköping, utsmyckad med stiliserat livsträd, 1200-tal. Nu på Historiska museet, Stockholm. Vg 143, Haraldus.
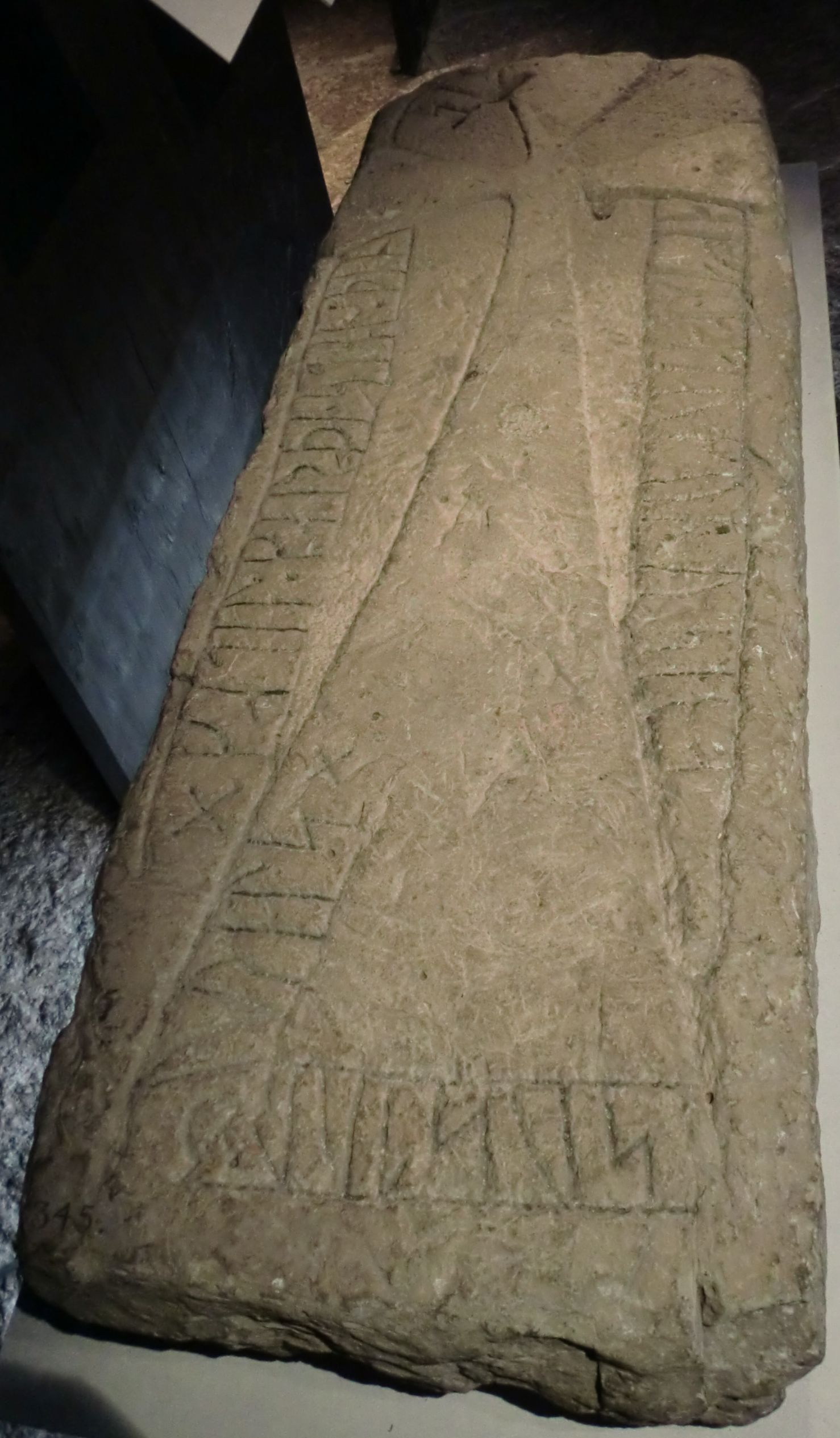
Lockhäll, alternativt stavkorshäll. Kvinnograv, tidigt 1000-tal vid Kata gård/Varnhems kloster.

### Teorin om kyrklig inventarie
En annan tolkning av syftet med liljestenarna, är att de skulle vara ett blickfång vid altaret i de tidiga kyrkorna, motsvarande nutida altartavlor. Invändningar mot teorin om användningen som gravsten är bland annat liljestenarnas anonymitet, det vill säga den sparsamma användningen av text på hällarna, då en minnesvård är personlig. En annan invändning är det opraktiska i att lägga en påkostad sten med relief på marken, där den är svår att se, svår att hålla ren, och lätt samlar vatten i jämförelse med den trefasade lockhällen där vatten lättare rinner av. Om bilden på stenen avser ett livsträd borde stenen ha setts stående, inomhus, enligt denna teori. Förespråkare för teorin om stenarna som blickfång, kan tänka sig att stenarna sekundärt, vid senare tillfälle, använts som gravhällar.

### Gränsdragningsproblem med stavkorshällar
Många enskilda detaljer i mönstren, vilka successivt uppstår eller försvinner, visar att de olika typerna inte går att särskilja på ett tydligt sätt utan att det är fråga om en enda lång utveckling med åtskilliga mellanformer. Där stavkorshällar med liljestensornamentik, alternativt liljestenar av stavtyp, har ursprungsmotivet korset, staven och kullen fortfarande fullt skönjbart, men där man för enkelhets skull kan kalla dem för den typ som ligger närmast.
Förutom det tidigare nämnda gränsdragningsproblemet när stavkorshällarna börjar få växtornamentik och blir liljestenar av stavtyp, finns motsvarande problem mellan stavkorshällar och tidigmedeltida gravhällar. Frågor, som till exempel om en stavkorshäll måste ha en stav med i motivet, eller om det räcker med ett kors? Eller om stavkorshällen måste ha en speciell form för att räknas till denna grupp, har inte helt entydiga svar. Avsaknaden av definition gör att olika forskare definierar samma föremål i olika grupper.

## Stenarnas sammanhang

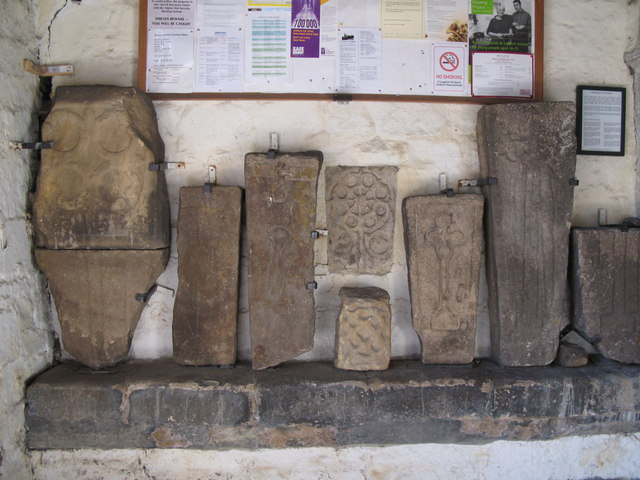
Medeltida stavkorshällar i olika stilar utställda i St. Mary's Church, Ovingham, i nordöstra England.

Frågor om varifrån idéerna till att skapa stavkorshällar och liljestenar kommer, hur dessa idéer främst utvecklades i Västergötland, och varför tillverkningen avslutades efter en relativt kort period, har debatterats av både forskare inom olika områden och amatörforskare.

### Västliga kopplingar
Ett antal forskare, till exempel Ernst Fischer och Harald Widéen på 1920- och 1930-talet, ansåg att stenarna har ett engelskt ursprung. Widéen anser att trapetsformen på stenarna och vissa mönster, framförallt av den typ när korset på stavkorshällen omvandlas till blomma, pekar mot engelskt inflytande. Ett exempel är "Bengt den godes" gravhäll i Skara domkyrka. Stavkorshällar är mycket vanliga i Skottland och England och fanns där under en lång tidsperiod, från 1000-talet och fram till 1500-talet, bland annat för ärkebiskopar i York och Glasgow. Liljestenar av stavtyp (eng. Coffin lid with foliated cross) förekommer också, till exempel i grevskapet Durham.
Däremot anser både Widén och Högberg att utvecklingen av liljestenarna från stavtyp till de mera avancerade palmett- och slingtyperna, har skett i Västergötland.

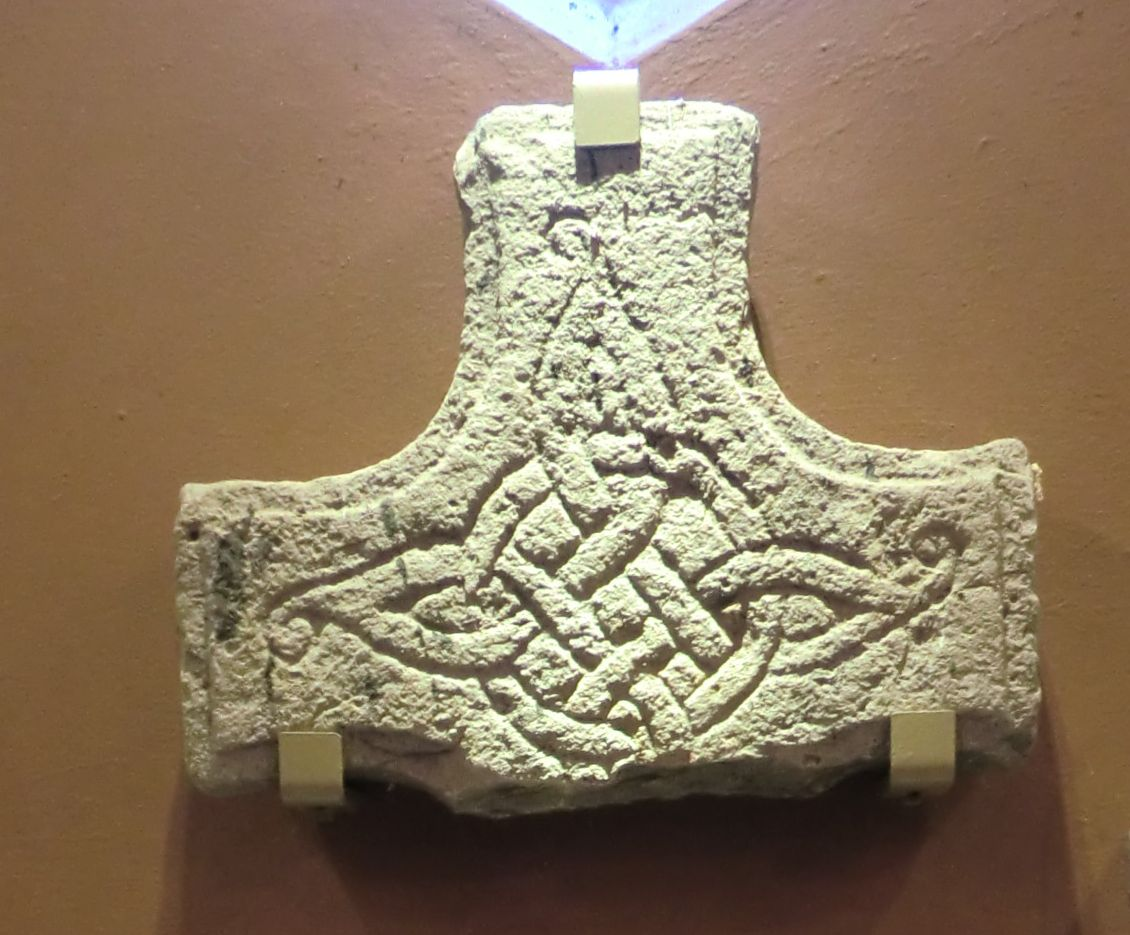
Fragment av ett iriskt/keltiskt ringkors, använt som gavelkors. Fynd från Forshems kyrkogård.
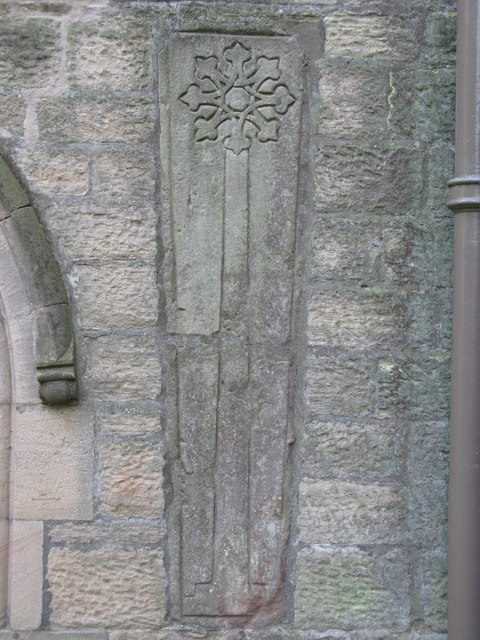
En av flera medeltida stavkorshällar inmurade i väggarna på St Andrew's Church, Bywell, i norra England.
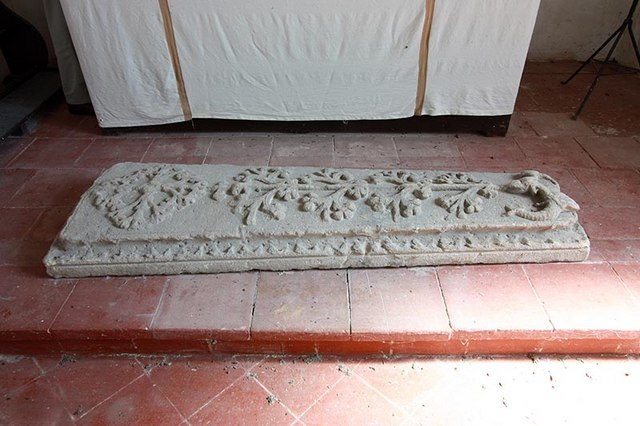
Gravhäll från St Mary's Church, Fordham i Norfolk.
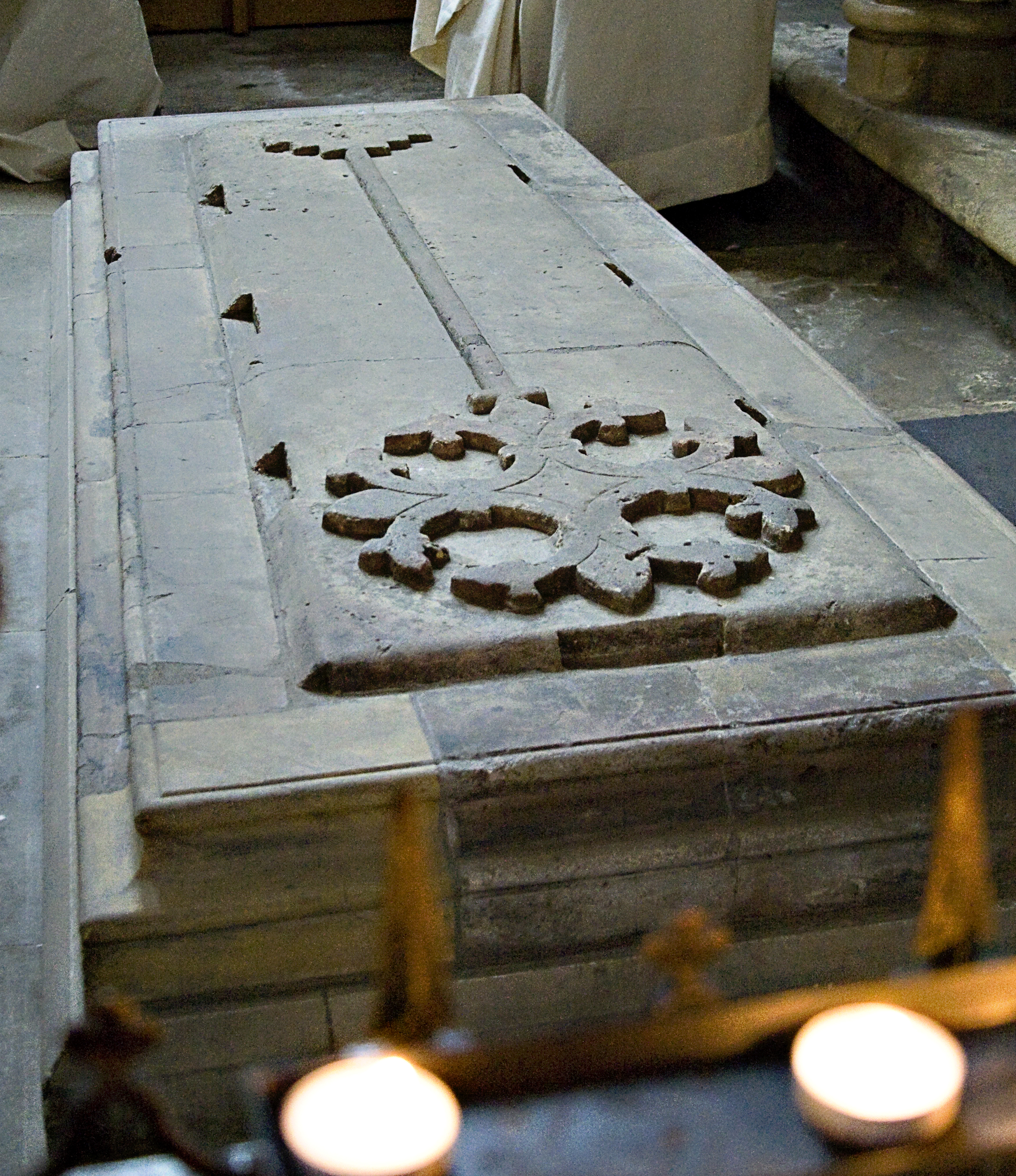
Stavkorshäll på ärkebiskopen av York, Godfrey Ludhams, grav i York Minster. Ärkebiskopen dog år 1265.
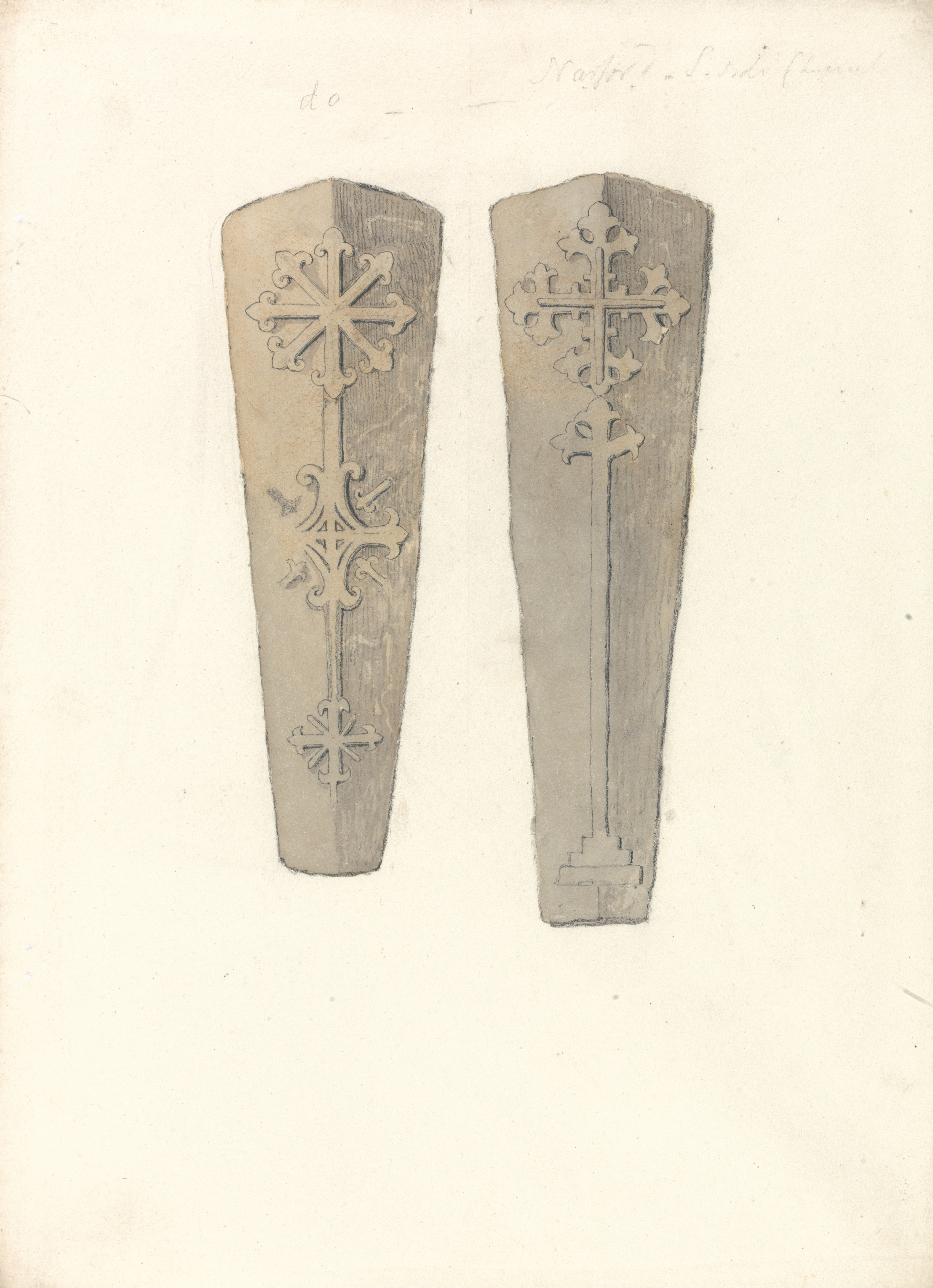
Teckning av två medeltida gravhällar från kyrkor i Norfolk, av den engelske konstnären John Sell Cotman, cirka 1822.

### Östliga kopplingar
Arkeolog Leif Gren, tillsammans med privatforskarna Rhodin, Lindblom och Klang, framförde under 1990-talet teorin om att motiven på liljestenar och stavkorshällar har inspirerats av bysantinsk och rysk konst, vilket daterar stenarna till vikingatid (800-1000-talet). Tanken på östlig påverkan är inte ny, den fanns även hos Folke Högberg, under hans senare forskning. De täta kontakterna mellan Norden och Bysans från 800-talet och framåt gjorde detta kulturutbyte möjligt, enligt Gren med flera, till exempel via hemvändande väringar, kristna vikingar i tjänst hos kejsaren i Konstantinopel.
En annan tänkbar orsak, enligt Gren med flera, skulle kunna vara en expansion av den grekisk-ortodoxa kristendomen, inklusive konstmotiv och symbolvärld. Denna skulle då ha upphört vid brytningen mellan den östliga och västliga kyrkan i mitten på 1000-talet och därefter dominerar den romersk-katolska kyrkan i Norden. Bertil Nilsson, professor i religionsvetenskap, konstaterar att det fanns tidigmedeltida kontakter mellan det östkristna bysans och Skandinavien, men det är osäkert vilken påverkan dessa har haft på den religiösa kulturen utanför Gotland och Mälardalen. 
Gren med flera ifrågasätter också de tidigare forskarnas uppfattning om koppling till England. Dels är motiven på stenarna där annorlunda, dels borde de nordiska områden som har tätare kontakter med England, det vill säga Norge och Danmark, ha en motsvarande andel av liljestenar som i Västergötland, vilket de inte har, om impulsen till stenarna skulle komma från väster anser Gren med flera. Däremot anser de att stavkorshällar och liljestenar möjligen har nått England från Norden, som ett sista steg i en bysantinsk kulturpåverkan.

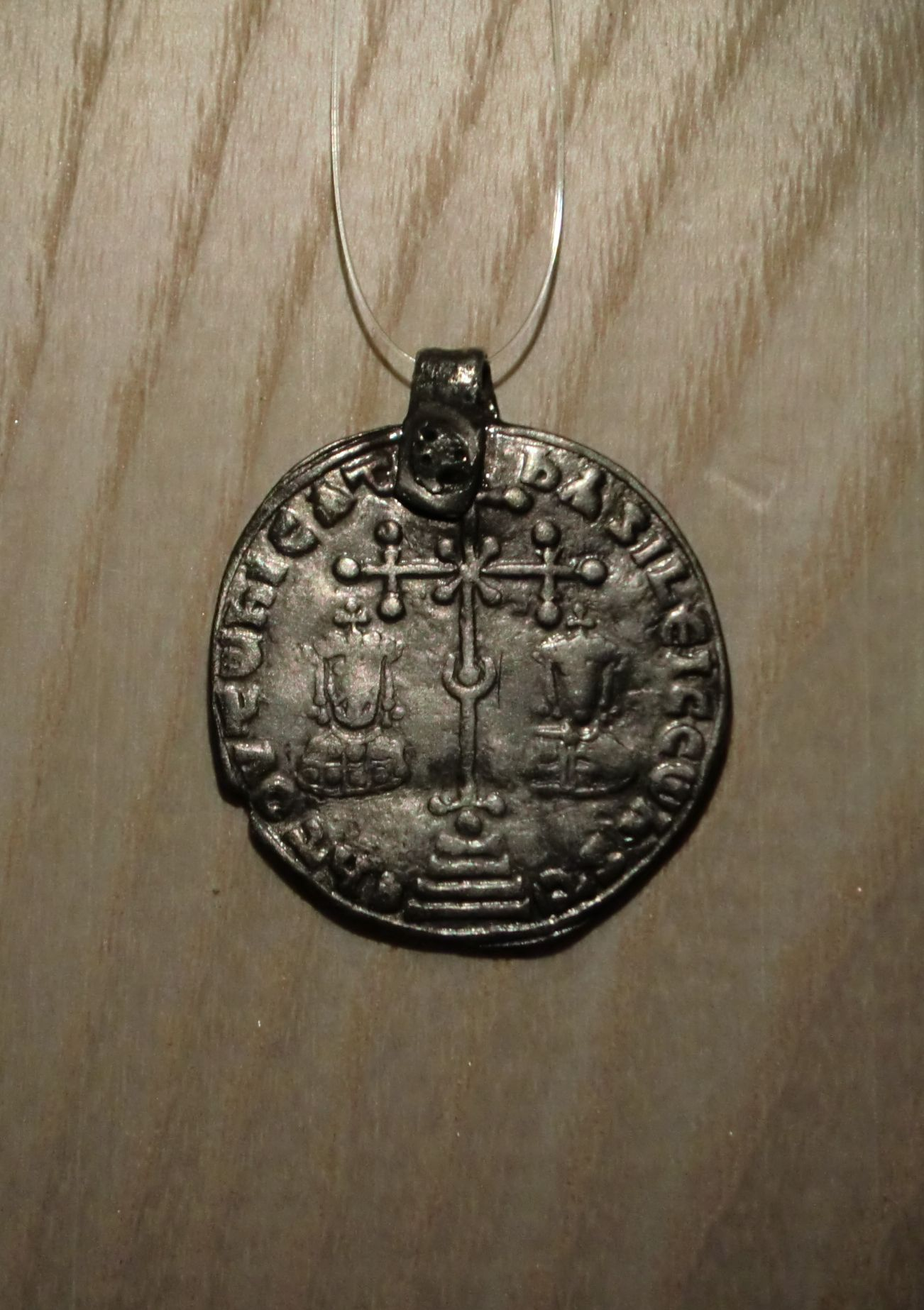
Bysantinskt silvermynt (Miliaresion) från 977-989 e.Kr med stavkors på trappstegspostament, omgjort till smycke. Gravfynd från Såntorp, nära Varnhem i Västergötland.
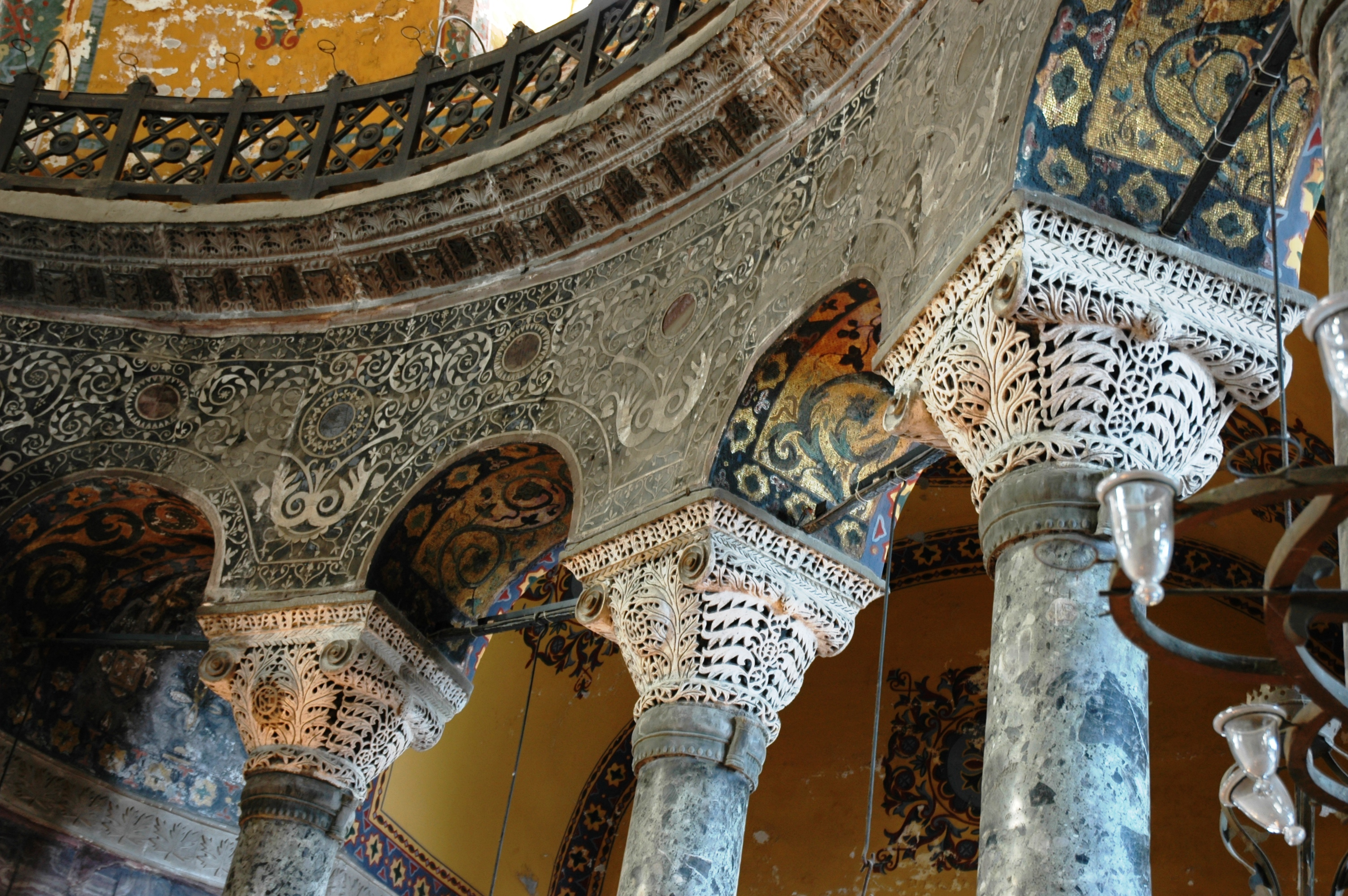
Livsträd och slingrande växtmotiv i Hagia Sofia, Istanbul.
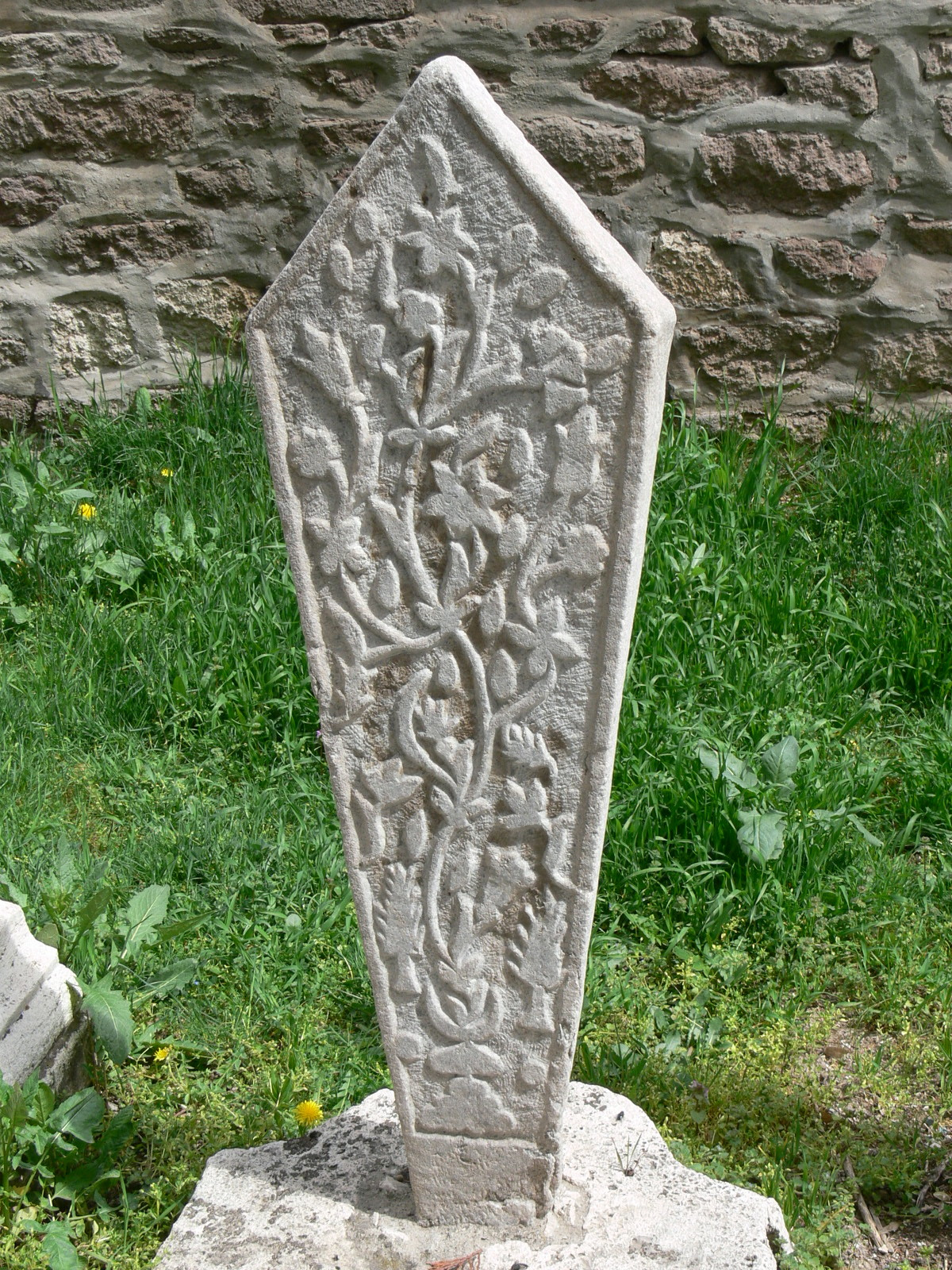
Livsträdsmotiv på gravstenen över en dervisch, Mevlana museum i Konya, Turkiet.
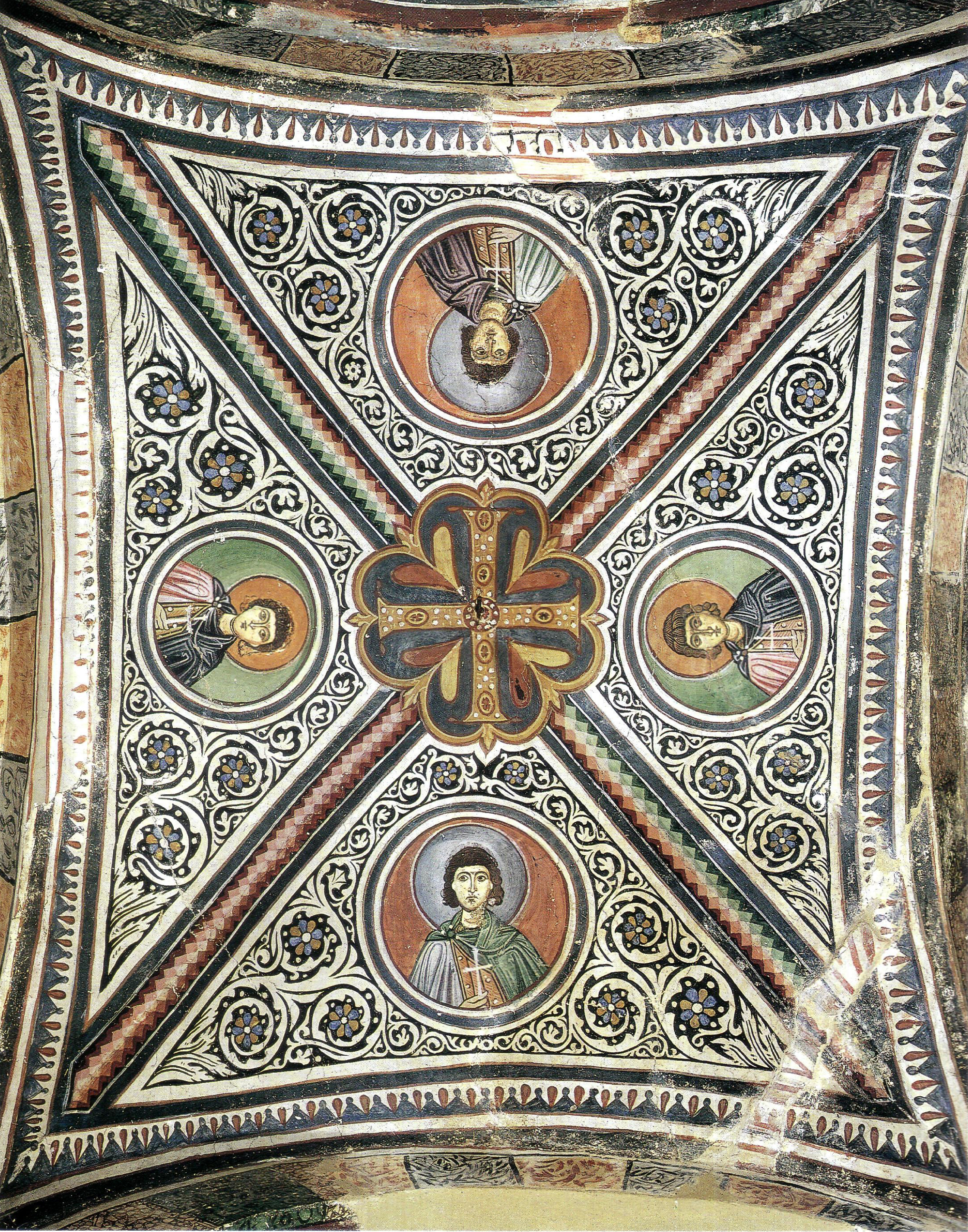
Palmettrankor och kotshanakkors i det grekiska klostret Hosios Lukas, grundat i slutet av 900-talet.
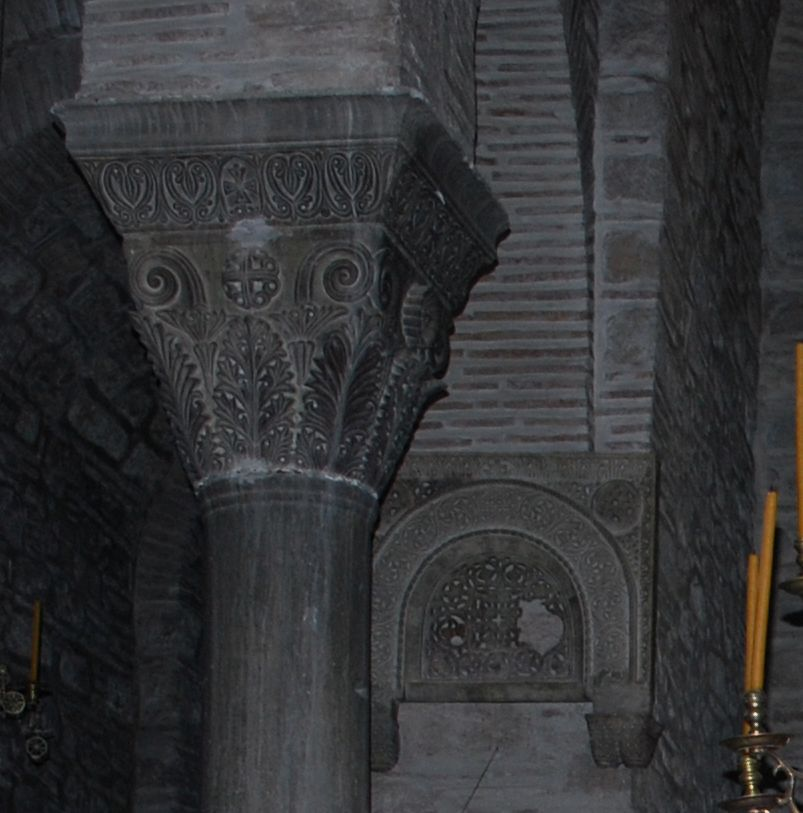
Hjärtpalmett- och livsträdsmönster på kapitäl i Hosios Lukas.
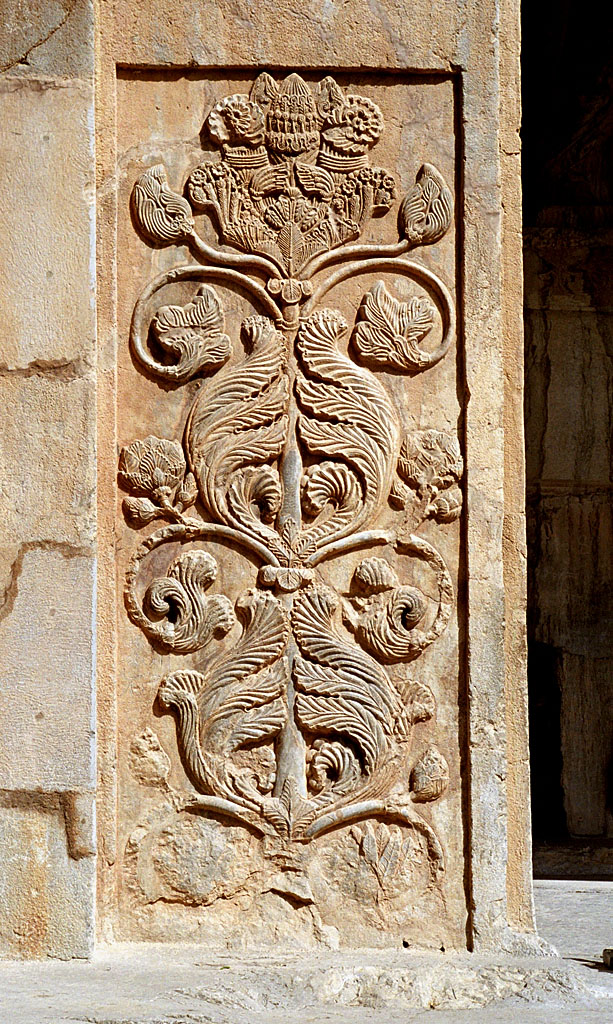
Persiskt-sasanidiskt förislamskt livsträd från tidigt 600-tal. (Taq-e bostan)
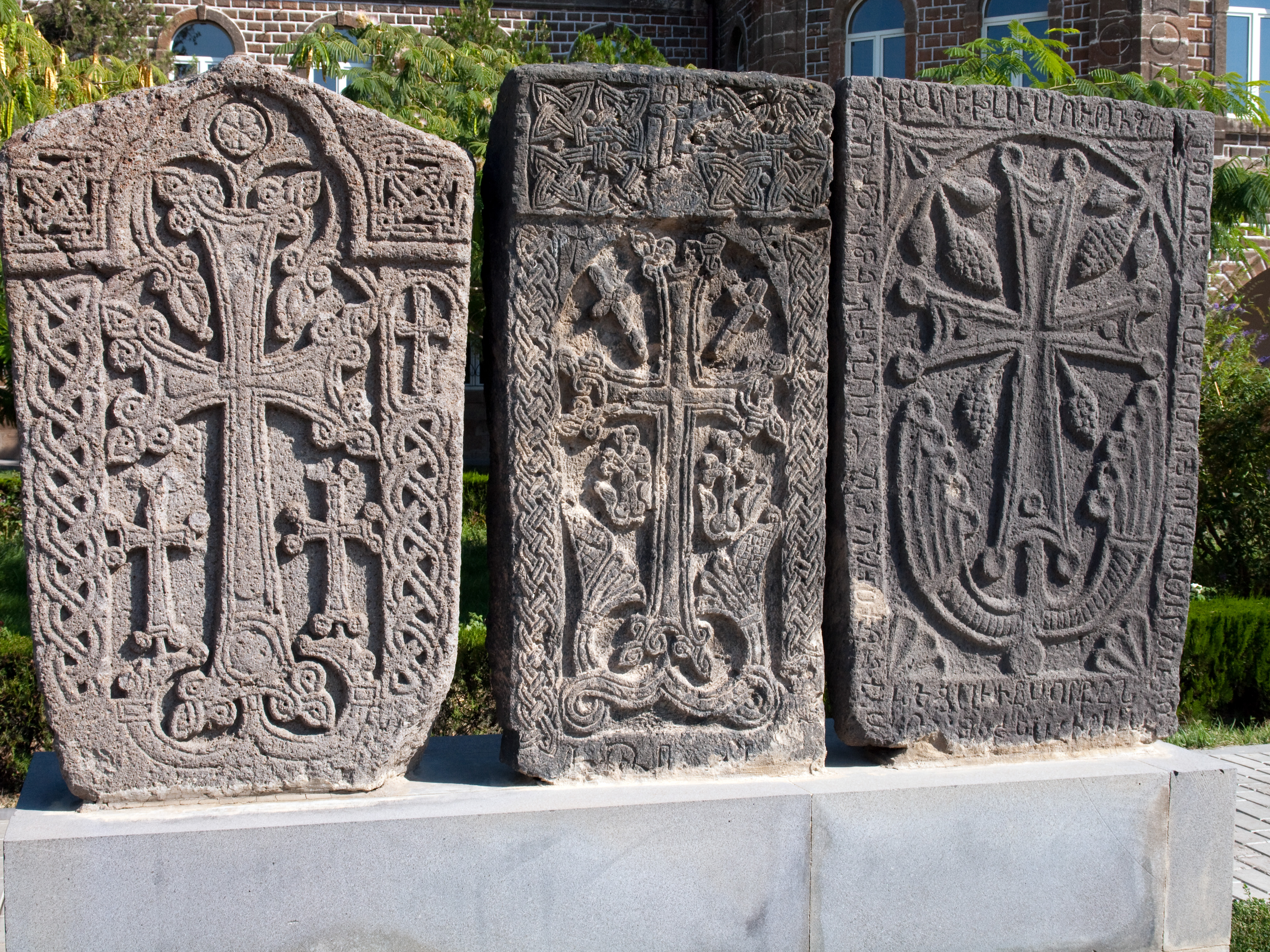
Armeniska korsstenar (kachkar) i Echmiadzin. En konstart som nådde full blomning på 800-talet och en levande tradition till denna idag.

### Kopplingar till övrig konst

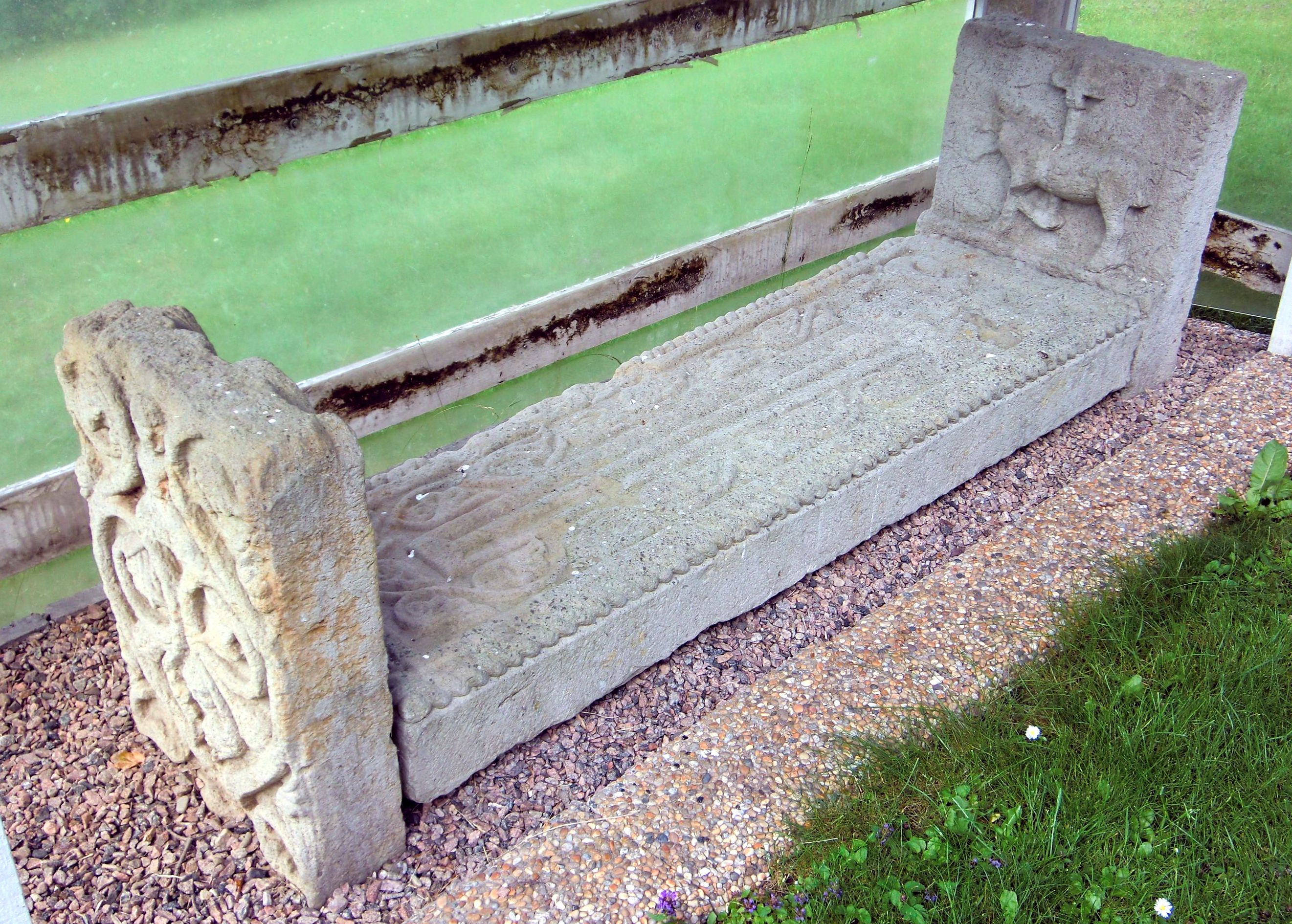
Hällstadmonumentet, ett romanskt gravmonument med liljestensmönster i lockhäll och yttre gavel. Från Hällstads kyrka i Ulricehamn.

Några forskare har fördjupat sig i stenarnas motiv, material och tillverkningssätt. Genom att jämföra med motsvarande motiv på andra föremål och byggnader försöker de härleda stenarnas ålder och härkomst. Enligt Jan Svanberg, tidigare professor i konstvetenskap, har runstenarnas asymmetriska stil baserad på tvådimensionellt ristade djur, till exempel ormar och drakar, ersatts av en mera symmetrisk stil i tredimensionell relief baserad på växter. Detta har, enligt Svanberg, skett i samband med att kristendomen var fast etablerad och man, på 1100-talet, började bygga stenkyrkor. Ett exempel är bladmotivet, palmetten, som har sitt ursprung i Orienten. Den förekommer inom den kyrkliga konsten förutom på liljestenarna, även på dopfuntar och i arkitektur.

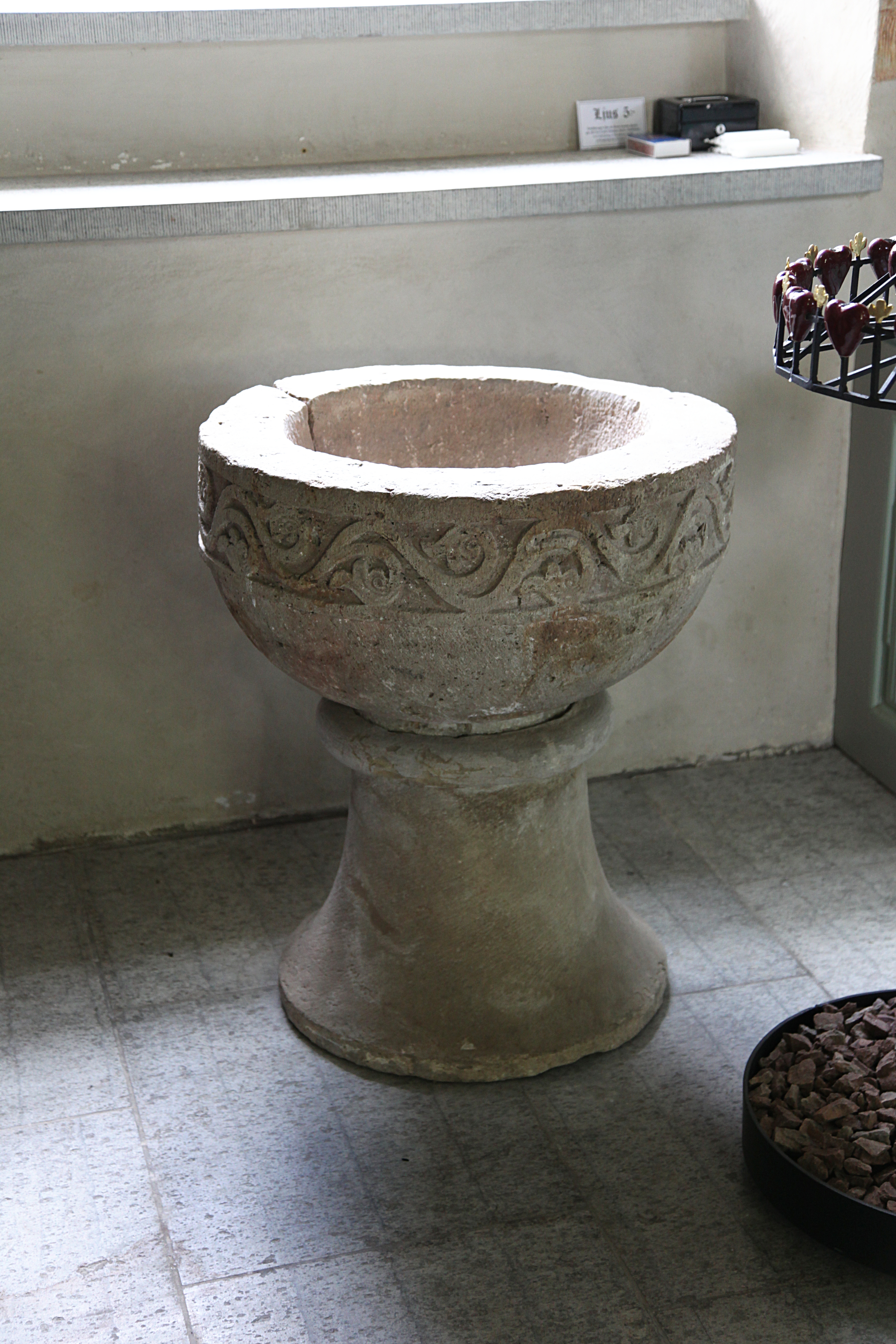
Palmettdekor på dopfunt från Fullösa kyrka, Kinnekulle, 1200-talet.
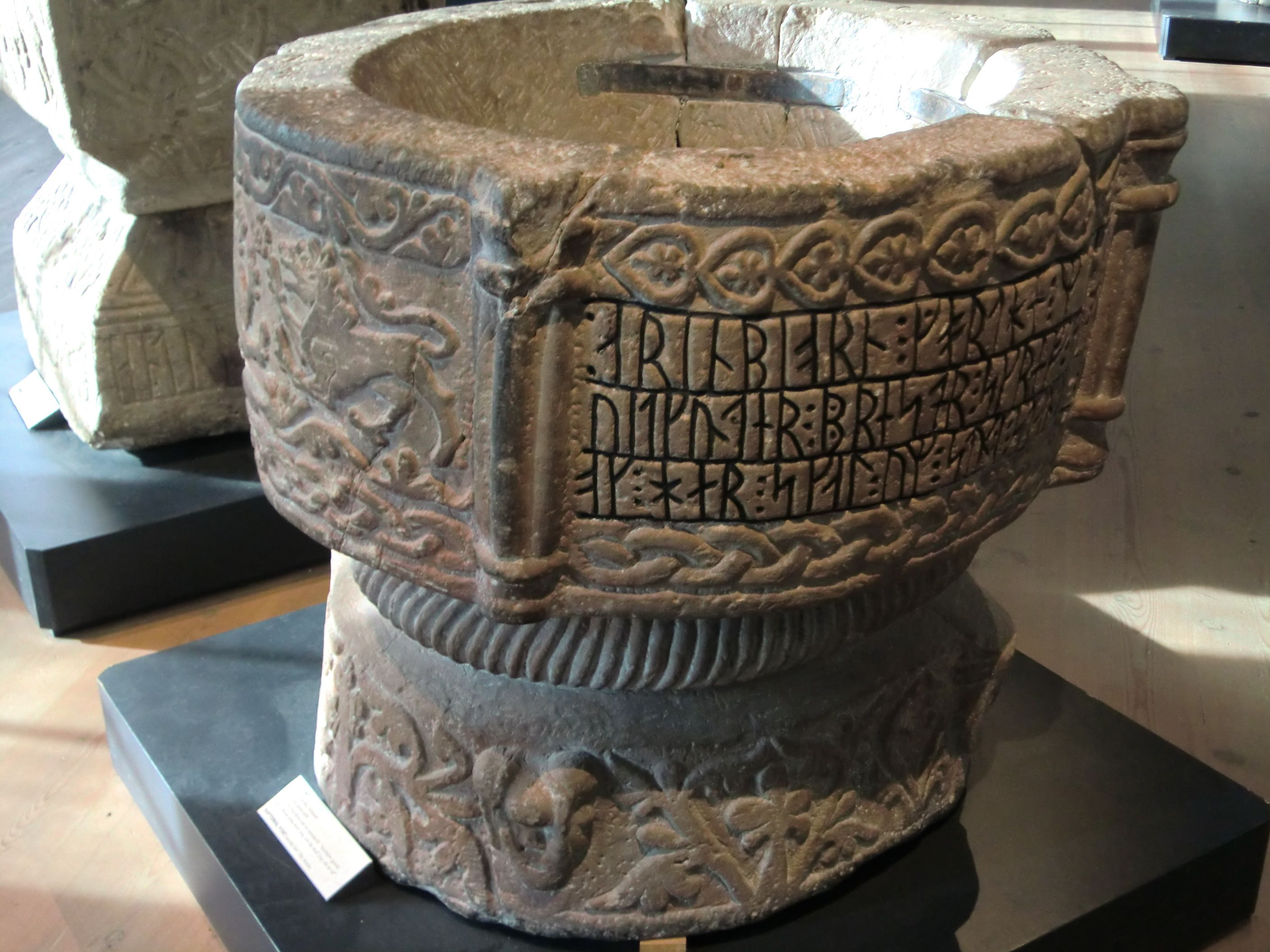
Hjärtpalmett och livsträdsdekor på dopfunt från Burseryd kyrka i västra Småland, 1200-tal. Utställd på SHM, Stockholm.
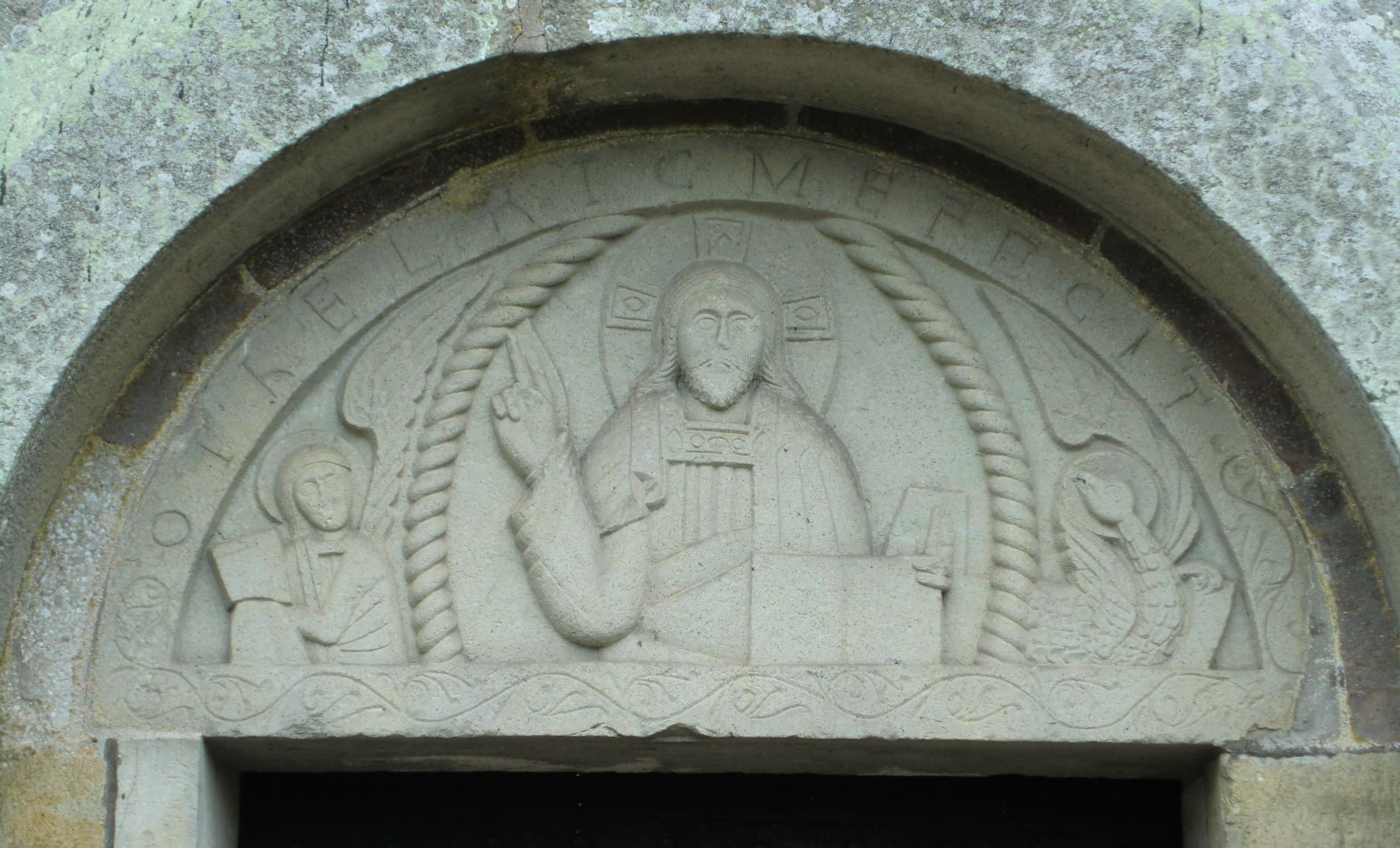
Othelric me fecit (Othelric gjorde mig). Den tyske 1100-tals stenmästarens signerade relief, med palmettranka i bården, från Skälvums kyrka nära Kinnekulle.
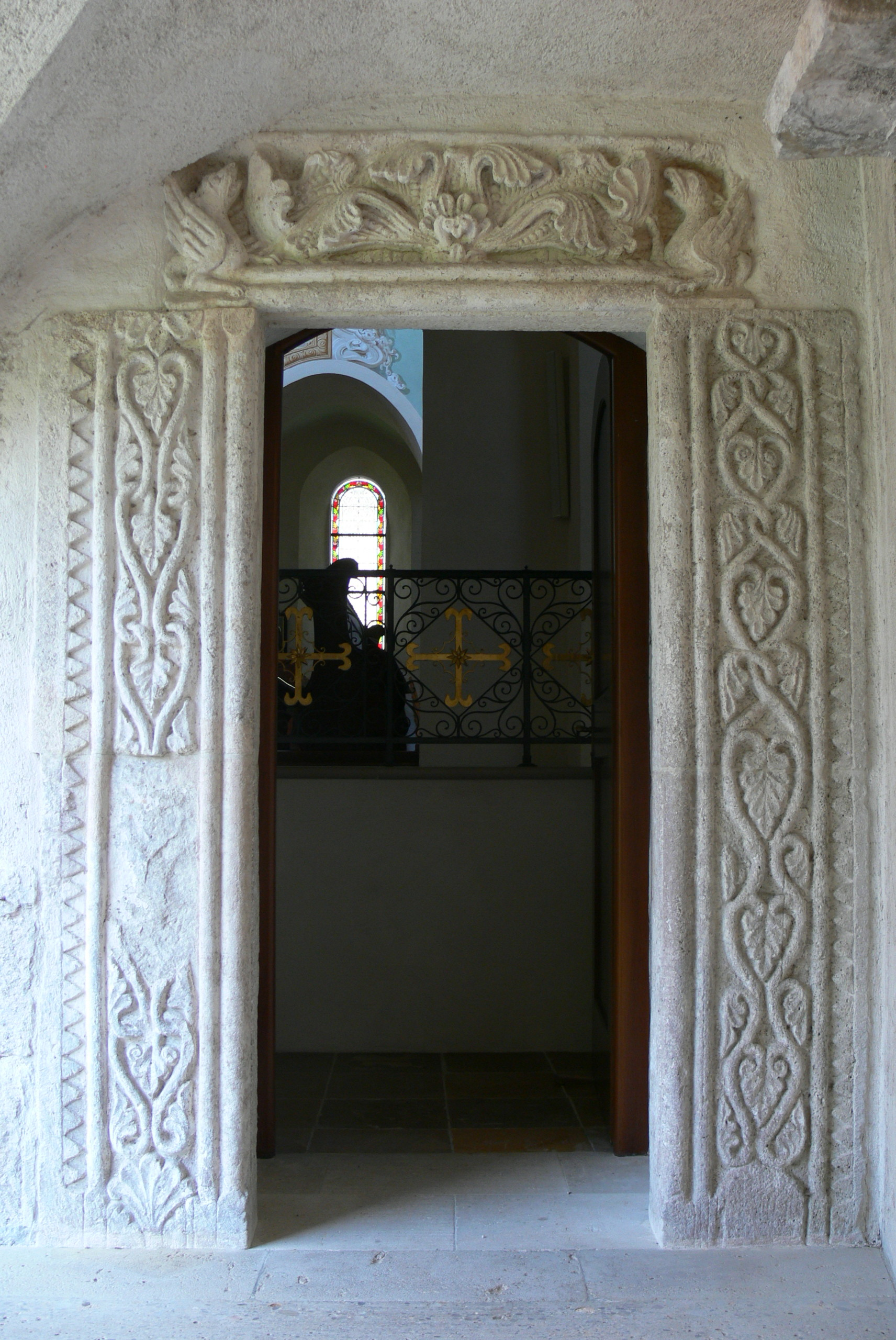
Livsträdsmotiv på en portal i basilikan i Mariazell, Österrike, invigd cirka år 1200.
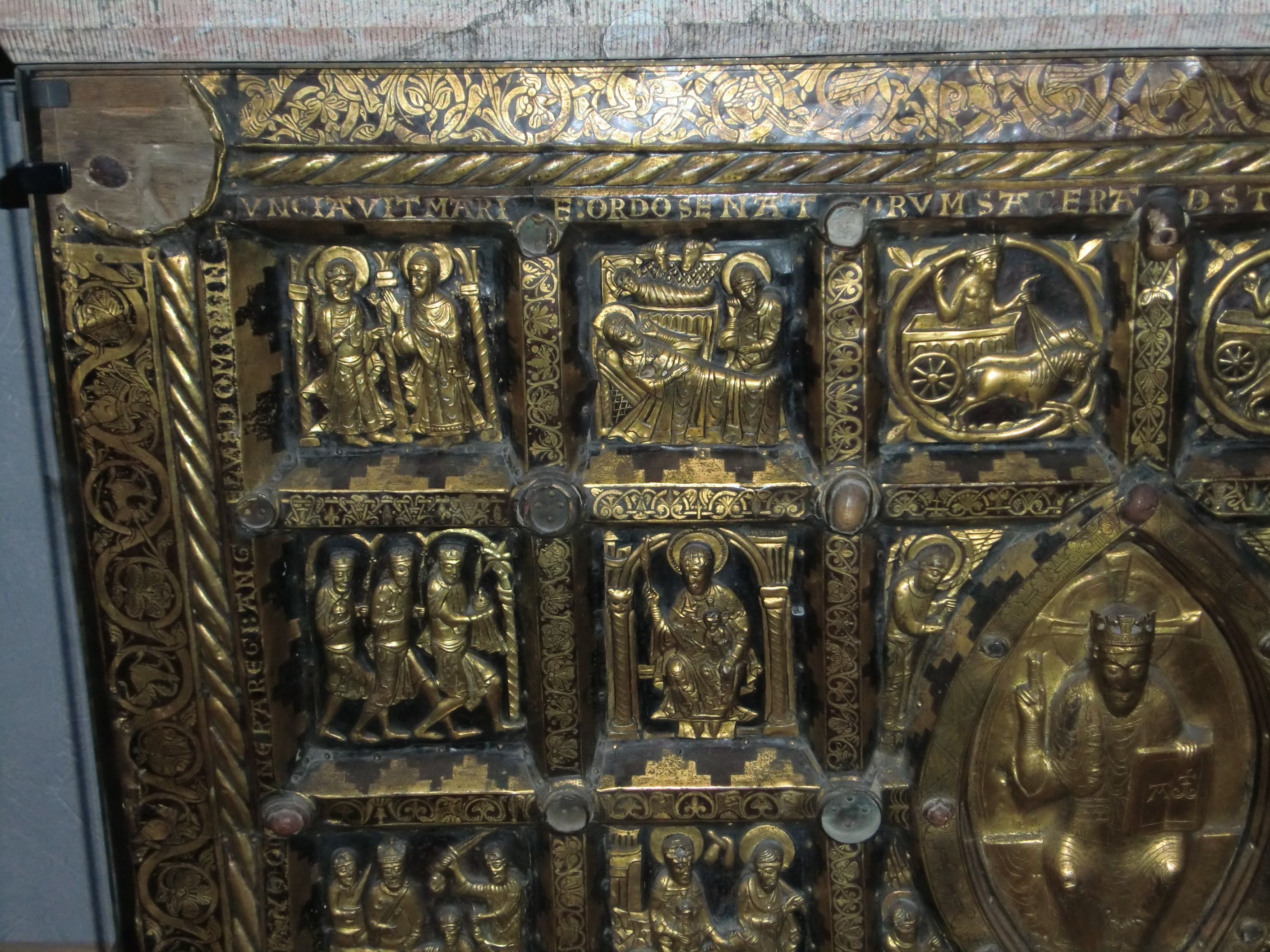
Närbild av övre vänstra hörnet på Broddetorpsantemensalet, ett altarförstycke av guldförgylld koppar på ekpanel från sent 1100-tal, med olika typer av palmettrankor. Utställt på SHM, Stockholm.

### Kopplingar till den världsliga makten

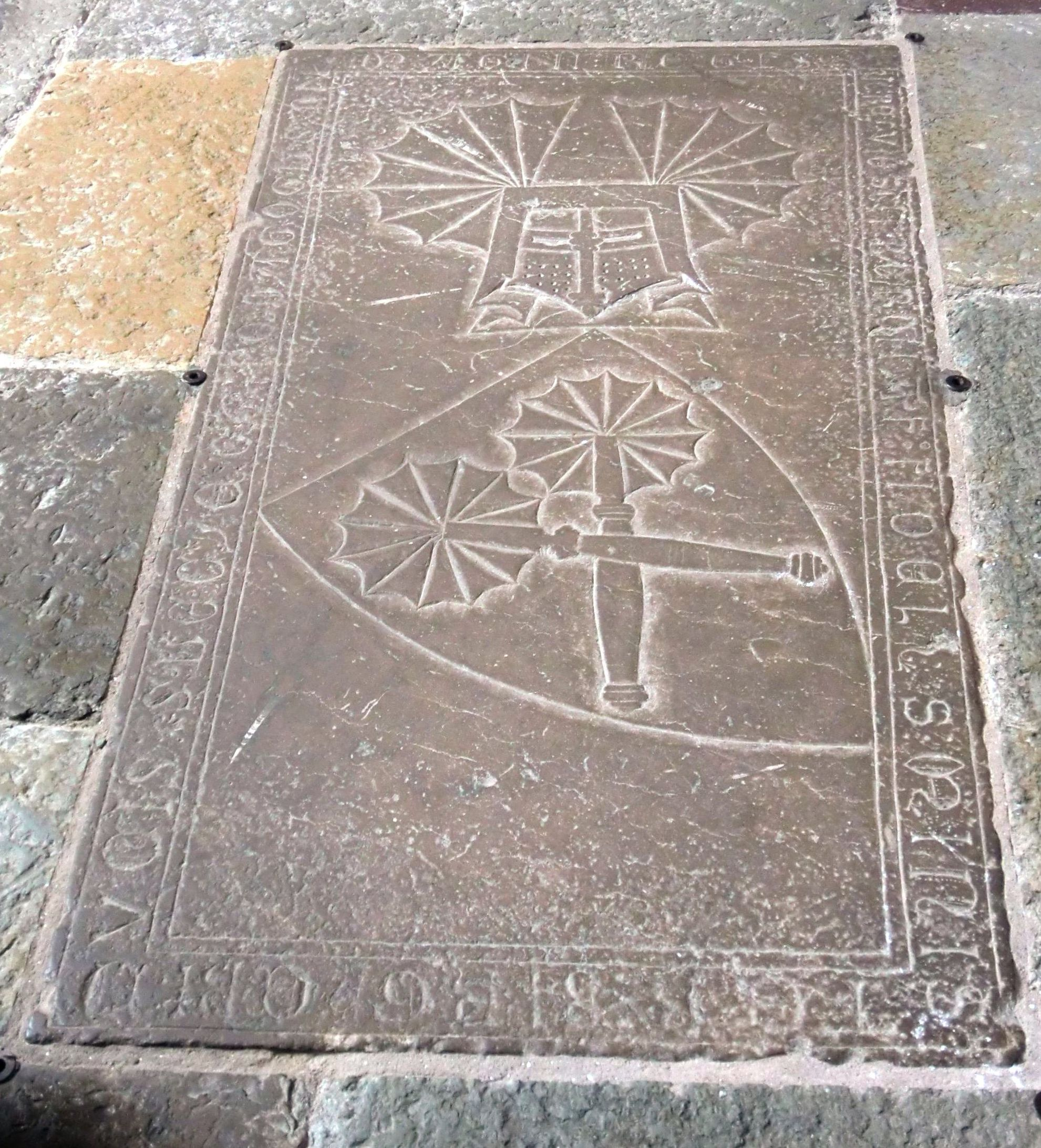
Gravhäll över Björn Näf, riddare och riksråd under senare hälften av 1200-talet. Gravhällen, från tidigt 1300-tal, är belägen i koret på Varnhems klosterkyrka i Västergötland.

Ett antal forskare, till exempel Annelie Nitenberg, påpekar att den allmänna kulturblandningen i samband med korståg och handel under tidig medeltid kan ge en förklaring till liljestenarna. Mönstren på stenarna skulle då ha nått Västergötland indirekt, via hitflyttade munkar och nunnor, eller via inhyrda stenmästare ifrån övriga Europa, som hade ornamentik och kristna symboler både från öst och väst med sig. Bland annat var godsägarna, det världsliga frälset, viktiga aktörer i kyrkobyggandet.
Arkeolog Kristina Carlsson menar, baserat på arkeologiska fynd, att den lokala och regionala ekonomiska och politiska eliten i östra delen av Västergötland, verkade prioritera ett samarbete med kyrkan under 1000-talet till nytta för båda parter. Det faktum att liljestenar och stavkorshällar uppträder i slutet av 1100-talet inom samma avgränsade område, östra delarna av Västergötland, vilket sammanfaller med de äldsta kyrkplatsernas utbredning, kan vara ett uttryck för en fortsatt närvaro av ett lokalt elitskikt med särskilda kontakter i den kyrkliga organisationen, enligt Carlsson.
Privatforskarna Tage Claesson och Verner Lindblom menar att liljestenarnas plötsliga uppkomst, i närmast industriell skala i Husabytrakten, rimligen borde orsakats av en kristen överhet med möjlighet att inkalla skickliga stenkonstnärer och annan kvalificerad arbetskraft. Däremot anser de att tidpunkten för liljestenstillverkningen är innan stenkyrkorna byggs i området på 1100-talet.
Vissa av motiven på liljestenar och stavkorshällar kan även tolkas som heraldisk vapenbild med anknytning till den döde. Då gravmodet ändrades på 1300-talet blev det, enligt de forskare som ser liljestenarna som gravhällar, modernt att i stället för liljesten använda plana, rektangulära hällar med textbård innanför kanten, och en bild till exempel av en vapensköld, mitt på stenen.

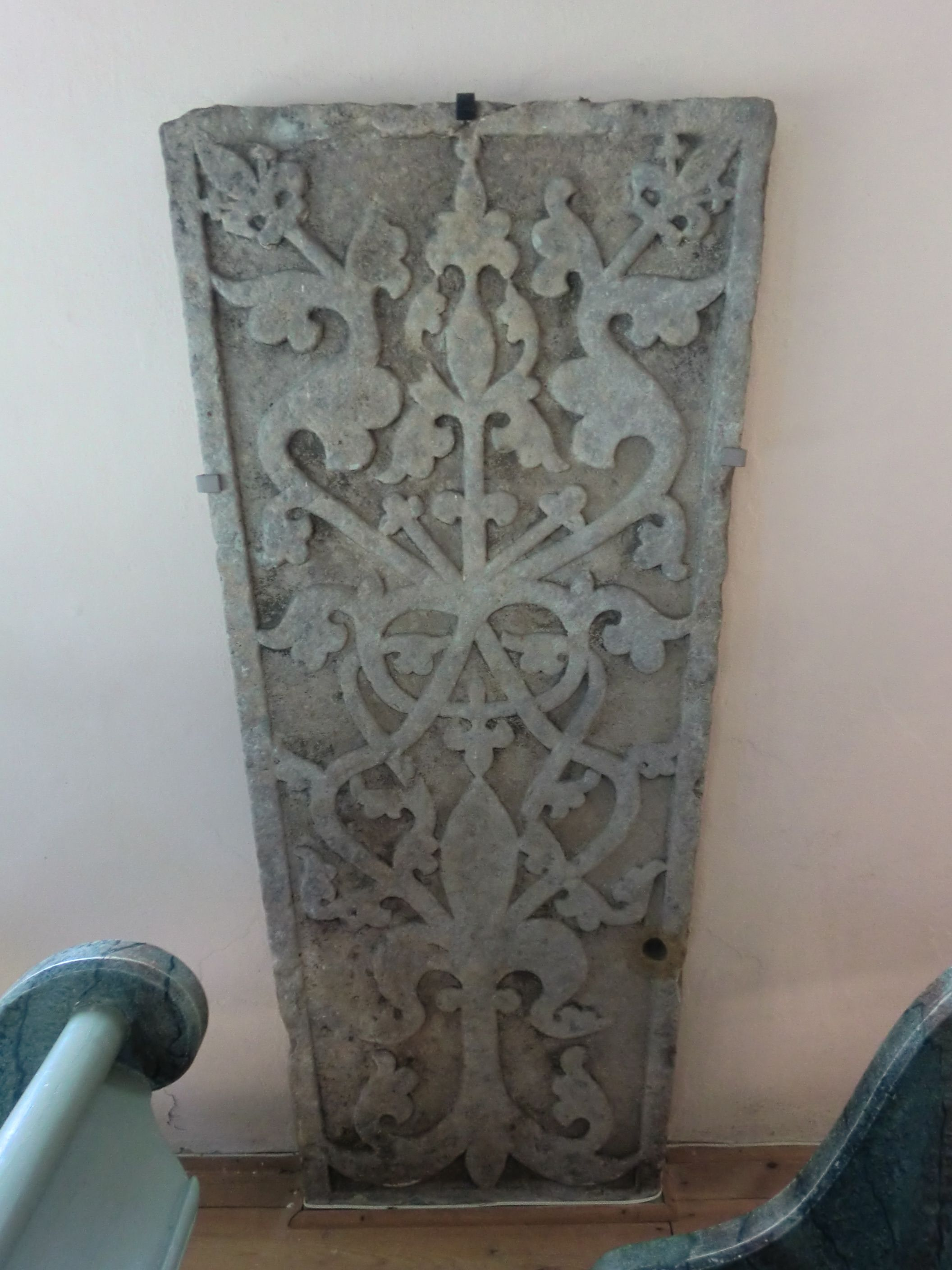
Liljesten från Österplana kyrka, Kinnekulle, med ett annorlunda slingmönster som utgår ifrån en centralt placerad heraldisk lilja (fleur-de-lis).
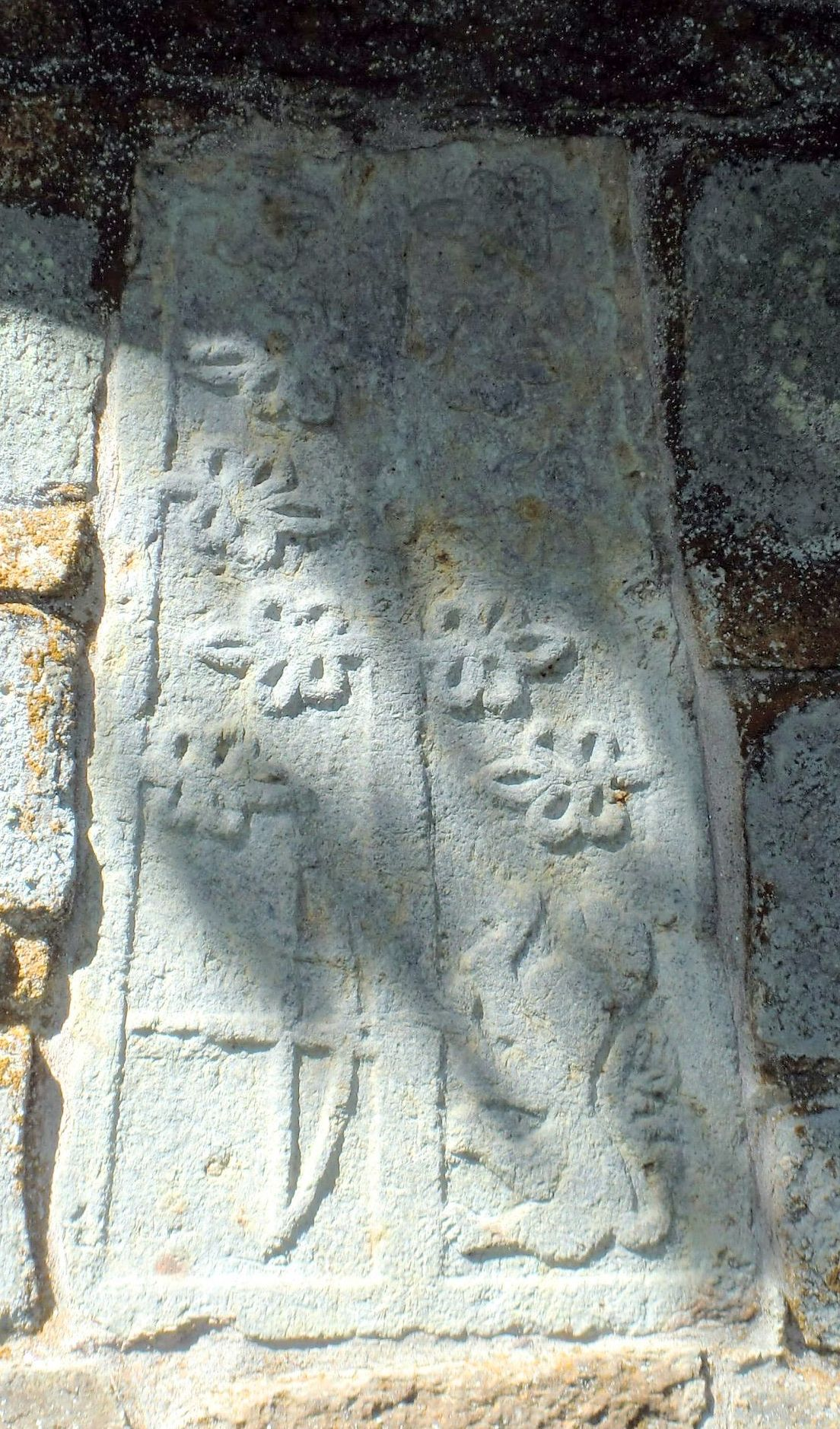
Armborst och lejon i motivet på liljesten av stamtyp, inmurad upp och ner i ytterväggen på Härja kyrka, Tidaholm.
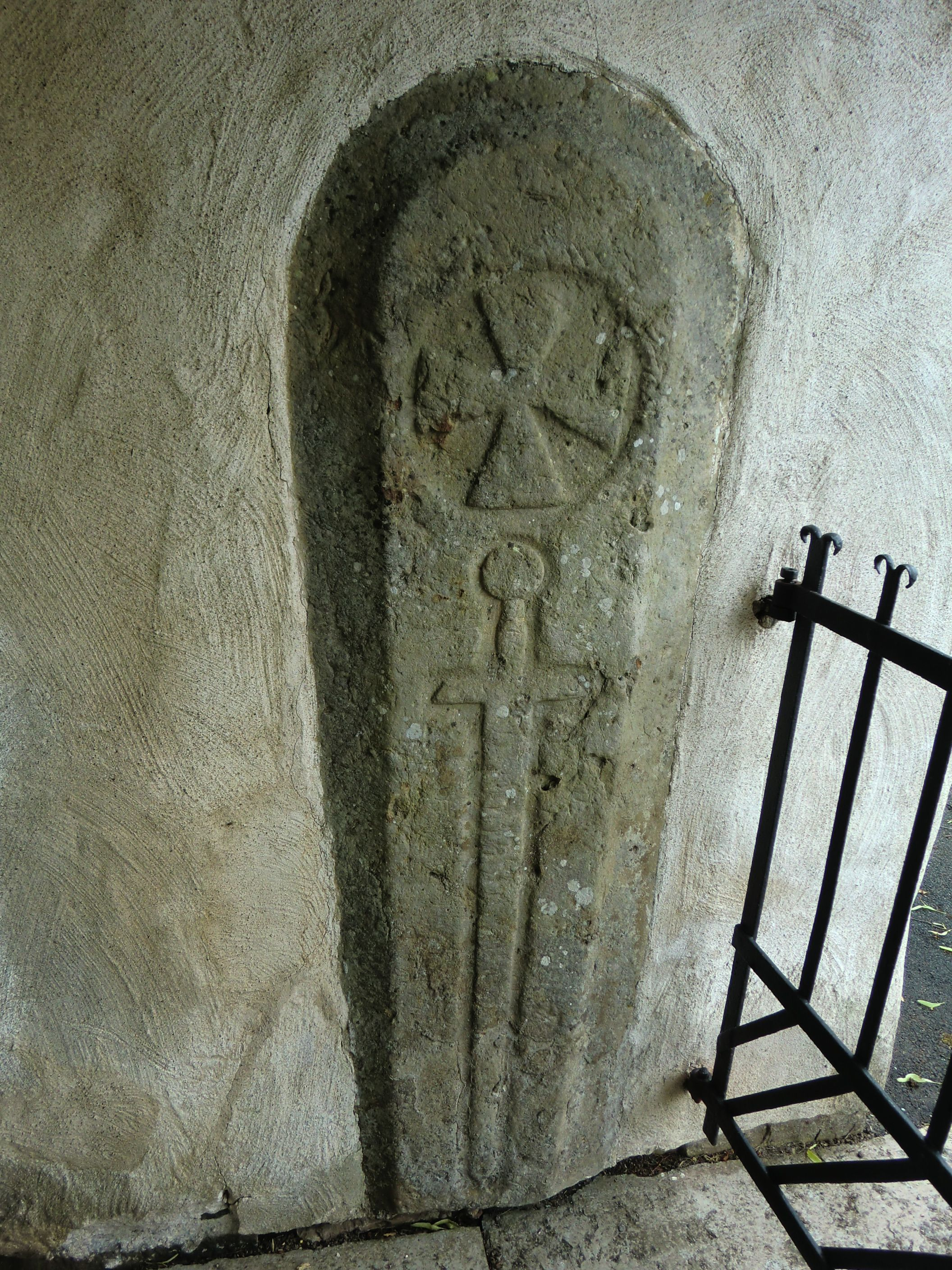
Stavkorshäll inmurad i stigluckan på Friggeråkers kyrka, Falköping. Motivet har stora likheter med...
..den andliga Svärdsriddarordens vapenbild. Denna riddarorden verkade i Livland 1202-1237.